# Geschiedenis van de wereld
De geschiedenis van de wereld behandelt de grote lijnen van de geschiedenis van de mensheid. Het ontstaan, de groei en de veranderingen van samenlevingen en beschavingen worden hierbij met elkaar vergeleken en de effecten van de onderlinge interactie bestudeerd. De studie hiervan is wereldgeschiedenis of globale geschiedenis. Voor een goed begrip wordt hier vaak ook de prehistorie bij betrokken. Bij big history (geschiedenis in het groot) wordt als beginpunt zelfs de oerknal genomen.

## Inleiding
De enorme hoeveelheid informatie maakt simplificatie nodig om geschiedenis bevattelijk te maken voor de menselijke geest. Hoewel interpretatie noodzakelijk is om tot begrip van een situatie te komen, gaat hierbij toch informatie verloren. Dit betekent dat de werkelijke situatie kan verschillen van de interpretatie. Aangezien dé waarheid niet te kennen is, willen nieuwe inzichten dan ook niet noodzakelijkerwijs aantonen dat oude interpretaties foutief zijn, aangezien het ook een ander perspectief kan zijn.
In de geschiedenis kan daarbij gezocht worden naar algemene patronen en wetmatigheden — de nomothetische methode. Deze staat tegenover de idiografische methode die stelt dat geschiedschrijving zich moet beperken tot beschrijvende uitspraken van individuele gebeurtenissen die met elkaar een unieke wisselwerking hebben. Deze twee opvattingen waren aan het einde van de negentiende eeuw in Duitsland aanleiding tot de zogenaamde Methodenstreit. Waar in Duitsland de visie van Lamprecht verworpen werd, had deze onder meer invloed op de Annales-school in Frankrijk. Onder meer Weber probeerde de tegenstellingen te overbruggen en tegenwoordig worden beide methodes gebruikt, zoals de theorie van middelbare reikwijdte van Merton. Dit betekent niet dat de discussie volledig voorbij is. In het structure-agency-debat wordt de vraag gesteld of vooral de sociale structuur via socialisatie bepalend is voor gedrag, of de agency — het potentieel tot handelen doordat elk individu over autonomie en vrije wil beschikt — en wat de wisselwerking is tussen beide.

### Vooruitgang
Tijdens de Verlichting ontstond het idee dat de eigen tijd superieur was aan het verleden. Leibniz stelde zelfs dat de bestaande wereld de beste van alle mogelijke werelden was. De aardbeving van Lissabon in 1755 temperde dit geloof weliswaar, maar het vooruitgangsgeloof heeft grote invloed gehad op de historiografie, maar ook op onder meer de culturele antropologie en de sociologie. In de negentiende eeuw ontstond in de antropologie het idee dat er sprake was van een unilineaire evolutie van de samenleving. Buiten Europa observeerden antropologen samenlevingen die als primitief werden beschouwd, terwijl uit de archeologie bleek dat er zoiets als een prehistorie had bestaan. Met behulp van de vergelijkende methode werd duidelijk dat primitieve samenlevingen zich ontwikkelen tot complexe, zoals in het superieur geachte Europa. In de historiografie wordt deze teleologische benadering wel presentisme genoemd. Kuhn maakte hiertegen bezwaar vanuit de wetenschapsgeschiedenis.
Deze theorie van culturele evolutie werd al aan het einde van negentiende eeuw door onder meer Boas ondergraven. De theorie werd gezien als etnocentrisch en verworpen vanuit het door het vooruitgangsgeloof ingegeven idee dat de moderne samenleving beter zou zijn dan de oudere samenlevingsvormen. Boas stelde hier het historisch particularisme tegenover dat stelt dat elke cultuur uniek is met een eigen geschiedenis, gevormd door specifieke historische omstandigheden en omgevingsfactoren.
In de historiografie werd door Febvre het idee van de mentalité geïntroduceerd: door een verandering van denken konden bekende begrippen en belevingen een andere lading krijgen. Het niet onderkennen van de tijdgeest kan misverstanden veroorzaken als historische gebeurtenissen beschreven en benaderd worden vanuit de huidige betekenis van begrippen.
Vanaf 1960 groeide het besef van de beperkingen die de introspectieve, eurocentristische nationale en universele geschiedenis heeft. Om patronen te kunnen herkennen, zouden samenlevingen niet afzonderlijk bestudeerd moeten worden, maar vooral de onderlinge wisselwerking. De decennia daarna werd dan ook geprobeerd om structuur en duiding aan te brengen in het geheel door te zoeken naar patronen die overeenkomsten — mogelijk door interactie — of juist verschillen toonden. Dit was een andere benadering dan van oudsher gebruikelijk was binnen de nationale geschiedschrijving waarin politieke ontwikkeling de rode draad vormde. Dit betekende ook dat bestaande periodiseringen minder zinvol waren, omdat deze gebaseerd waren op een beperkt gebied of op een afgebakende cultuur.

### Complexiteit, chaos, emergentie endurée
Ondanks de eerder genoemde bezwaren tegen het vooruitgangsgeloof is het duidelijk dat de menselijke samenleving gedurende de geschiedenis steeds complexere vormen heeft aangenomen en steeds meer energie voor eigen doeleinden heeft weten aan te wenden. Complexiteit kon toenemen door het overbrengen van informatie. Dit maakte een lamarckiaanse evolutie mogelijk; kennis en ervaring kon worden overgebracht door taal. Hiermee kon een groep overwicht verkrijgen over een andere groep en kon sociale en economische ongelijkheid ontstaan binnen, maar ook tussen samenlevingen.

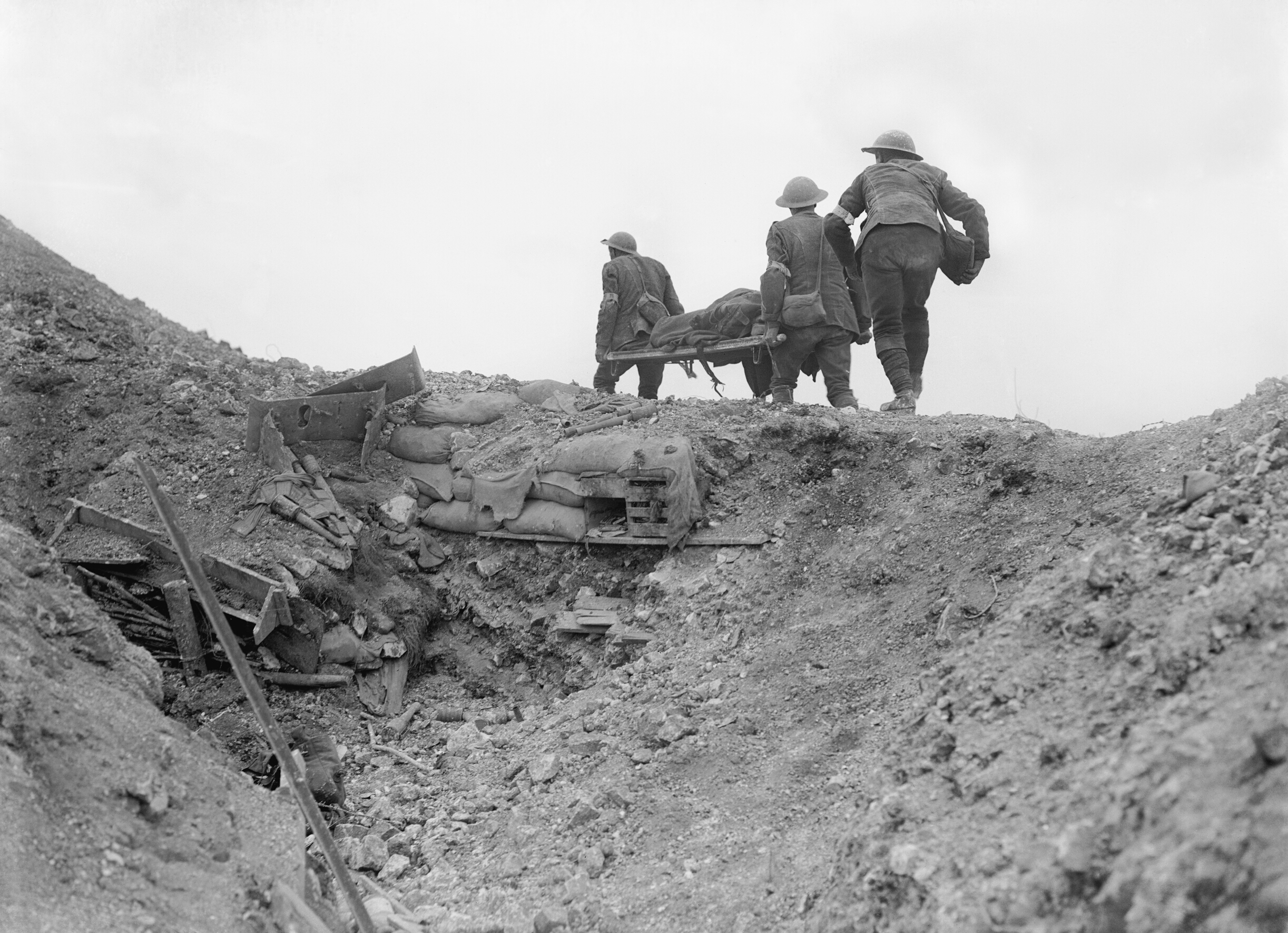
De oorzaken van de Eerste Wereldoorlog lijken achteraf relatief makkelijk te bepalen, maar vooraf werd deze toch niet voorspeld door een complexiteit die de Zwarte Zwaan noemt

Zoals bij andere vakgebieden levert complexiteit ook bij geschiedschrijving problemen op. Geschiedenis wordt gevormd door zowel een autonome culturele evolutie als door diffusionisme, de interactie van samenlevingen met elkaar en met de omgeving, waarbij het geheel van dynamische systemen zich aan elkaar aanpast. Een belangrijke vorm van interactie is zelforganisatie. Hierbij ontstaan in een chaotisch systeem structuren waardoor het systeem beter in staat is om controle te houden over de omgeving. Veelal geldt echter dat die zelforganisatie vooral optreedt binnen bepaalde grenzen. Als de omstandigheden veranderen, kan het zijn dat het systeem zichzelf toch niet in stand kan houden. Deze gevoeligheid voor de juiste omstandigheden wordt ook wel het Goudlokje-principe genoemd.
Door interactie kan een groter systeem kenmerken krijgen die niet zijn af te leiden uit alleen maar de kleinere systemen waaruit het is opgebouwd. Het geheel is daardoor meer dan de som der delen, emergentie. De veranderingen in deze aggregate complexity kunnen langzaam zijn, maar onder invloed van bepaalde verstoringen ook zeer abrupt. Zelfs kleine veranderingen kunnen daarbij grote gevolgen hebben, ook wel bekend als het vlindereffect naar de metafoor van Lorenz.
Het dynamische karakter van samenlevingen is niet altijd te herkennen. Braudel maakte daarbij onderscheid tussen de courte durée, de moyenne durée en de longue durée. De courte durée of evenementiële geschiedenis wordt gedomineerd door initiatieven van groepen of individuen als oorlogen, revoluties, wisselingen van regeringen, conjunctuurbewegingen en politieke verschuivingen. Deze zijn zeer dynamisch en lijken op dat moment de geschiedenis te sturen, maar op de lange termijn hebben deze synchrone processen niet noodzakelijk een grote invloed. Daarnaast worden diachrone processen onderscheiden die zich door de tijd afspelen.

De moyenne durée of sociaal-economische tijd is veel statischer en wordt gedomineerd door zaken als cyclische technologische en economische veranderingen en de bevolkingsgroei. Niet al deze veranderingen zijn even zichtbaar binnen een generatie, zodat bij tijdgenoten een illusion of permanence kan ontstaan. Zo worden tradities vaak ouder ingeschat dan zij werkelijk zijn, wat Hobsbawm en Ranger deed spreken van uitgevonden tradities.

De longue durée of geografische tijd wordt vooral bepaald door geografische en klimatologische veranderingen en brengt fundamentele veranderingen teweeg die echter voor tijdgenoten niet of nauwelijks zichtbaar zijn, al moet gewaakt worden voor ecologisch determinisme.

### Evolutie, padafhankelijkheid en instanties
Socioculturele evolutie verloopt dan ook vaak niet geleidelijk, maar in sprongetjes (punctuated equilibrium) en ondervindt soms achteruitgang. De ecologische, demografische en culturele uitdagingen hinderen niet slechts, maar stimuleren ook. De reacties daarop kunnen sterk verschillen, maar zelfs als ze qua locatie en tijd overeenkomen, is de uitkomst niet altijd gelijk. Een belangrijke rol daarbij spelen keuzes uit het verleden, waardoor bepaalde opties moeilijk of zelfs uitgesloten zijn. Dit verschijnsel, de padafhankelijkheid van David, heeft dan ook tot gevolg dat er niet altijd een optimale keuze wordt gemaakt. Daarbij speelt ook mee dat het menselijk handelen volgens Weber niet alleen doelrationeel, maar ook waarderationeel, affectief en traditioneel is gemotiveerd, overigens allen ideaaltypes. Menselijk handelen kan dus nooit alleen vanuit de rationaliteit begrepen worden. Dit wordt versterkt doordat er bij elke beslissing beperkingen zijn in tijd, informatie en cognitie, wat Simon beperkte rationaliteit noemde.
Als er wel overeenkomsten zijn, betekent dit niet noodzakelijk dat sprake is geweest van onderlinge beïnvloeding. Kroeber vergeleek het met begrippen uit de biologie, homologie en analogie. Bij homologie is er een gedeelde afstamming van een structuur of gen in verschillende dieren. Hoewel de functie kan verschillen, is er sprake van een gemeenschappelijke voorouder. Bij analogie daarentegen is er geen gemeenschappelijke voorouder, maar is een vergelijkbare functie onafhankelijk geëvolueerd als reactie op de omstandigheden. Deze convergente evolutie kan ook optreden in verschillende samenlevingen die geen contact met elkaar hebben. Zo zocht hij naar manieren om op vergelijkbare wijze te homologieën en analogieën van elkaar te onderscheiden.
Doordat niet iedereen over dezelfde informatie beschikt en niet dezelfde belangen heeft, kunnen er sociale dilemma's ontstaan. Zo stelde Olson met het dilemma van de collectieve actie, dat bepaalde problemen niet aangepakt worden wanneer de individuele winst niet groter is dan de individuele kosten. Bij de tragedie van de meent van Hardin is overexploitatie juist het gevolg van het uitblijven van ingrijpen. Tegen deze dilemma's kan alleen door middel van instituties iets ondernomen worden. Deze maken dat onzekerheid in interacties afneemt, zodat onder meer handel mogelijk wordt en daarmee specialisatie. Instituties kunnen volgens North ook de nadelen van een imperfecte markt ten dele compenseren. Instituties zijn echter niet altijd effectief voor de gehele samenleving, aangezien bepaalde groepen door een grote onderhandelingsmacht bepaalde instituties kunnen afdwingen die vooral het eigenbelang dienen en niet de samenleving als geheel.

### Mondialisering
Samenlevingen hebben elkaar altijd beïnvloed en met de toename van de mobiliteit wordt dit proces versterkt. Waar de diversiteit, met de verspreiding van de mens over de aarde, aanvankelijk alleen maar toenam, heeft de toegenomen interactie gezorgd voor economische, politieke en culturele integratie. Niet alleen mensen, goederen en ideeën of, wat Dawkins memen noemde, maar ook gewassen en ziektes kunnen zich op die manier snel verspreiden. De plotselinge introductie van een nieuw fenomeen kan lokaal voor een crisis zorgen, terwijl door de onderlinge verbondenheid een lokale crisis tevens kan uitgroeien tot een wereldwijde. Daar staat tegenover dat ook innovaties zich sneller kunnen verspreiden.

### Natuur
In de historiografie groeide ook de interesse naar het effect op de geschiedenis door veranderingen van geologie, klimaat en energiestromen — en dan vooral de abrupte klimaatveranderingen — en ecologische processen als verspreiding van ziektes, planten en dieren.
Technische vooruitgang maakte een steeds grotere beheersing van de natuur mogelijk, waarmee niet alleen de overlevingskansen vergroot werden, maar ook de welvaart. Tegelijkertijd werd de mens daarmee steeds afhankelijker van die techniek. De bevolkingsgroei, mogelijk gemaakt door de overgang naar landbouw en door de industriële revolutie, maakt het onmogelijk om zonder grote sterfte terug te keren naar de oude samenleving.
Ondanks ecologische en sociopolitieke tegenslagen is de mensheid uitgegroeid tot een overheersende diersoort op aarde, met een grote invloed op de biosfeer en zelfs met mogelijkheden om de evolutie bij te sturen. Er zijn voldoende nucleaire wapens om de aarde enkele malen te vernietigen, terwijl de bevolkingsgroei de sociale en ecologische druk doet toenemen. De beperkte mogelijkheden om geweld te beteugelen en de ecologische druk te verminderen maken dat de mensheid voor grote uitdagingen staat. De vraag daarbij is of tolerantie en technologische vooruitgang voldoende zijn om hiermee om te gaan.

## Paleolithicum, het begin van de menselijke samenleving
Meer dan 99% van haar geschiedenis leidde de mensheid het bestaan van jager-verzamelaar. In een relatief laat stadium van deze periode ontwikkelde zij een aantal fundamentele kenmerken waarmee zij zich begon te onderscheiden van andere primaten. Naarmate deze ontwikkelingen verder vorderden, kwam een zichzelf versnellend proces op gang waarin veranderingen elkaar steeds sneller opvolgden, met als hoogtepunt de tegenwoordige tijd waarin meer verandert in een generatie dan daarvoor gedurende een millennium. Aangezien de kennis van de prehistorie beperkt is tot archeologische vondsten en daarop gebaseerde hypotheses, is er sprake van grote onzekerheid. Hoewel inzichten met elke vondst kunnen veranderen, is het wel mogelijk een beeld te schetsen van de huidige kennis. Belangrijk voor de richting waarin een geschiedenis zich ontwikkelt zijn de affordances, de gevaren en mogelijkheden die besloten liggen in de lokale omgeving. In dit landschap moesten de mens en zijn voorlopers zien te overleven, maar konden zij ook mogelijkheden vinden tot een geriefelijker bestaan. De aanpassingen aan de omgeving werden gaandeweg steeds omvangrijker en maakten de mens de ultieme biobouwer. Dit proces had ten dele weer invloed op de mensen zelf en hun onderlinge samenwerkingsverbanden. Als deze wisselwerking van invloed was op de evolutie van de mens, dan wordt ook wel gesproken van nicheconstructie. Niet alle genetische veranderingen gaven daarbij een direct evolutionair voordeel en de nodige latere menselijke kenmerken zijn waarschijnlijk spandrels, bijproducten van andere veranderingen die zelf geen selectief voor- en nadeel hebben.

### Evolutie van de mens
Het proces van hominisatie bestaat uit een reeks van grote aanpassingen waarvan een de mens tot de enige naakte primaat maakte. De vier belangrijkste kenmerken die zich gedurende deze periode ontwikkelden waren tweevoetigheid, grotere hersenen, spraak en het gebruik van technologische middelen. Hoe dit proces verliep is ook nu nog van belang, zoals Dobzhansky stelde met Nothing in biology makes sense except in the light of evolution. Het ging ook gepaard met spieratrofie ten opzichte van de recentste gemeenschappelijke voorouder (RGV) of last common ancestor (LCA) en een geringere seksuele dimorfie, mannen en vrouwen begonnen minder van elkaar te verschillen.
De moderne mens deelt zijn recentste gemeenschappelijke voorouder met de chimpansee. Deze laatste gemeenschappelijke voorouder van mens en chimpansee of chimpanzee–human last common ancestor (CHLCA) is waarschijnlijk tussen de 5 en 7 miljoen jaar oud, maar ook 13 miljoen jaar is geopperd. Een moeilijkheid is dat de soortvorming mogelijk geen duidelijke snelle splitsing was, maar een complex proces van netwerkevolutie waarbij miljoenen jaren interactie is geweest. De CHLCA is nog onbekend en wordt dan ook wel de missing link genoemd. Er zijn wel fossielen gevonden van rond die tijd. De Sahelanthropus tchadensis is tussen de 7,2 en 6 miljoen jaar oud, de Orrorin tugenensis zo'n 6 miljoen jaar, de Ardipithecus kadabba tussen de 5,8 en 5,2 miljoen jaar en de Ardipithecus ramidus tussen de 4,5 en 4,3 miljoen jaar. Van deze vroege hominini zijn zeer weinig overblijfselen gevonden, zodat er nog genoeg onduidelijkheden zijn, zoals welke positie zij innemen in de fylogenetische stamboom van de hominini. Er lijken wel aanwijzingen te zijn die duiden op aanzetten tot bipedie of tweevoetigheid, maar verder hebben zij nog een sterk aapachtig voorkomen. De exacte aanzet tot die tweevoetigheid is niet zeker, maar klimaatverandering lijkt hierbij een belangrijke rol te hebben gespeeld.

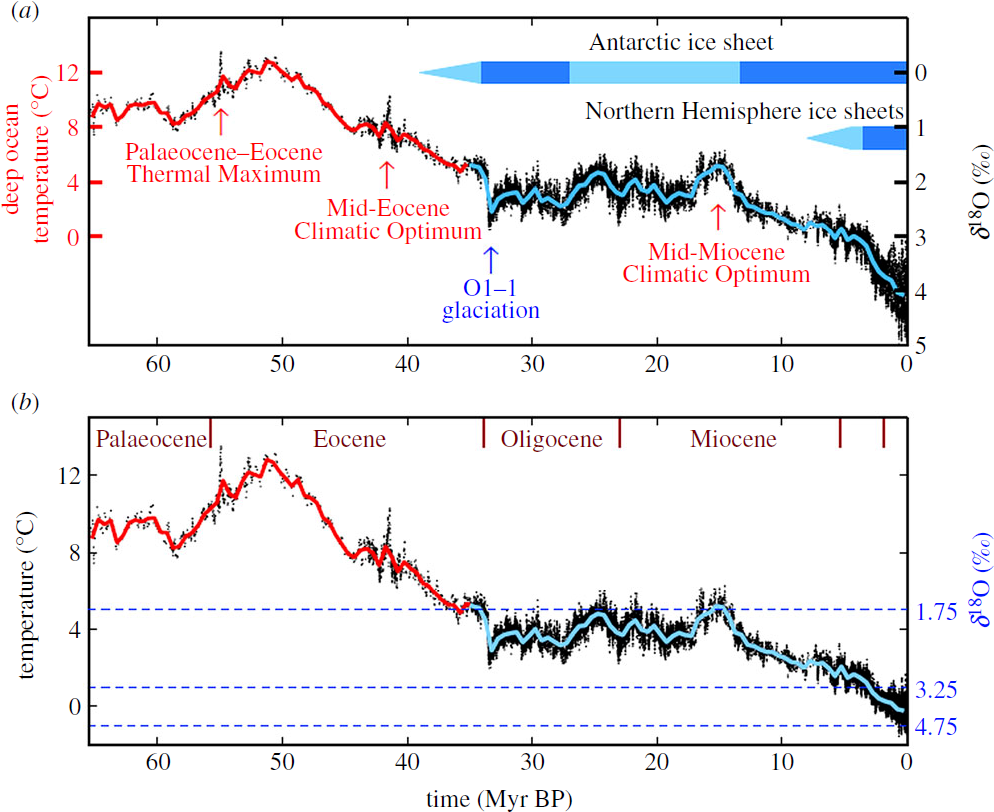
Gemiddelde zeewatertemperatuur en luchttemperatuur van de laatste 65 miljoen jaar

Het Eoceen begon 56 miljoen jaar geleden zeer warm en koelde daarna af tot aan het begin van het Oligoceen 33,9 miljoen jaar geleden de ijskap op Antarctica opnieuw aangroeide. Tijdens het Oligoceen ontstonden C4-planten waaronder een groot deel van de grassen, mogelijke door een dalend niveau van CO2. Tegen de tijd dat het Mioceen 23 miljoen jaar geleden begon, werd de temperatuursdaling onderbroken. Na het Midden-Mioceenklimaatoptimum begon 14 miljoen jaar geleden de temperatuur opnieuw te dalen. Graslanden breidden daarbij steeds meer uit en door de verdroging van het klimaat maakte een deel van het tropisch bos plaats voor savanne. De messiniaanse crisis die 6 miljoen jaar geleden begon en waarbij tussen de 5,6 en 5,3 miljoen jaar geleden de Middellandse Zee grotendeels opdroogde, maakte het aangrenzende gebied droger, terwijl ook de Sahara oprukte. Vanaf het begin van het Plioceen 5,3 miljoen jaar geleden groeide ook de ijskap op het noordelijk halfrond aan.
Waar de CHLCA waarschijnlijk vooral fruit at, werd dit met de kleiner wordende tropische bossen in Oost- en Centraal-Afrika waarschijnlijk steeds moeilijker voor de aan de randen levende populaties. In een variant van de savannehypothese vestigden mensachtigen zich veelal in de ecotonen, overgangsgebieden zoals van land naar water en van bos naar grasland. Daarbij werd de voeding eenzijdiger, wisselde de beschikbaarheid van voedsel met het seizoen, moesten er langere afstanden afgelegd worden voor voedsel en was er een verhoogde roofdierdruk. Natuurlijke selectie werkt het sterkst in tijden van schaarste en het gebit van de eerste homini werd dan ook steviger om het vezelrijkere voedsel te kunnen kauwen.
Er zijn vele verschillende hypotheses over de eerste aanzet tot ontwikkeling van tweevoetigheid. Lamarck stelde al voor dat de rechtopstaande houding voortkwam uit waakzaamheid en Darwin stelde dat het een gevolg was van het vrijmaken van de handen om wapens en werktuigen te hanteren, maar dit zou pas veel later een rol gaan spelen en zal in de beginfase geen invloed hebben gehad in de evolutie. Het dragen van voedsel of kinderen is ook voorgesteld als drijfveer. Armslingeren (brachiatie) is lange tijd een belangrijke hypothese geweest, tot de vondst van meer fossielen dit onwaarschijnlijk maakte. De postural feeding hypothesis stelt weer dat een veranderde vegetatie een andere voedingshouding met zich meebracht. Imponeergedrag is ook voorgesteld als mechanisme, waarbij volgens de threat-display-hypothese de fysieke agressie verminderd zou zijn met behulp van dreiggedrag waarbij kortstondig een rechtopstaande houding werd aangenomen. Volgens de phallic-display-hypothese zou die houding een seksuele functie hebben bij het imponeren van potentiële partners. Andere mechanismes richten zich op de grotere efficiëntie bij het afleggen van langere afstanden, zoals de duurloophypothese. De wateraaphypothese stelt dan weer dat tweevoetigheid ontstaan zou zijn bij het door rivieren waden en het zwemmen. In zijn sterke vorm wordt deze hypothese veelal afgewezen, aangezien chimpansees prima kunnen waden en mensen geen uitzonderlijk goede zwemmers zijn. In een afgezwakte versie staat deze nu bekend als waterkanthypothese. Thermoregulatie is een andere hypothese, waarbij de verticale stand minder te verwarmen oppervlak op zou leveren, maar dit zou volgens ander onderzoek maar een marginale invloed hebben. In plaats van een enkel mechanisme lijkt het waarschijnlijk dat meerdere factoren een rol speelden. De toegenomen flexibiliteit van de vroege hominini zal hun kansen hebben doen toenemen in een klimaat dat zeer veranderlijk werd.

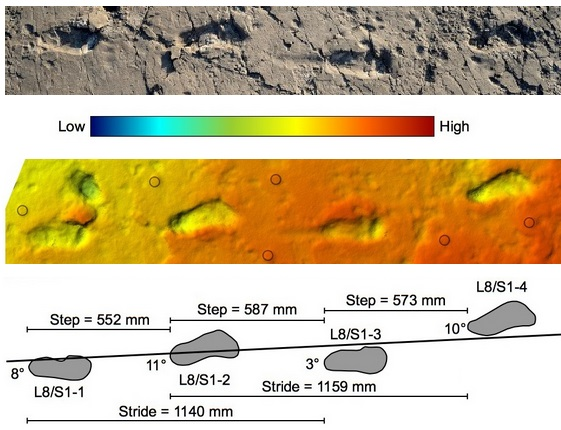
Voetsporen bij Laetoli van 3,6 miljoen jaar geleden

Tweevoetigheid had niet alleen met voordelen, maar ook nadelen. Een daarvan is dat bij zwangerschap het extra gewicht moeilijker te dragen is en bij vrouwen zijn de lendenwervels dan ook versterkt en is er een toegenomen lumbale lordose (kromming van de lendenkolom) tijdens de zwangerschap. Andere nadelen waren het verlies van snelheid doordat de mens niet meer kon galopperen en het verlies van de mogelijkheid om eenvoudig bomen te beklimmen. Desondanks zullen de voordelen de nadelen gecompenseerd hebben, want deze manier van voortbewegen werd waarschijnlijk zo'n 2 miljoen jaar aangehouden. Zo'n 4 miljoen jaar geleden verscheen de Australopithecus, een diverse groep van hominini die over lange afstanden kon foerageren. De bekendste is Lucy, een Australopithecus afarensis. Van deze soort zijn bij Laetoli voetsporen gevonden die tweevoetigheid aantonen. Aangezien de sporen 3,6 miljoen jaar oud waren, moet bipedie vooraf zijn gegaan aan de vergroting van het hersenvolume.
Miljoenen jaren na de ontwikkeling van tweevoetigheid begonnen hominini gebruik te maken van stenen werktuigen. De opponeerbare duimen, die zo'n zes miljoen jaar geleden al tot ontwikkeling waren gekomen, en de stereoscopische ogen, die diepteperceptie mogelijk maakten, kwamen daarbij goed van pas. Overigens moeten de verschillen tussen de mens en andere dieren niet overdreven worden. Onderzoek naar dierlijke cognitie lijkt te suggereren dat het verschil met de menselijke cognitie minder groot is dan veelal gedacht en dat er eerder sprake is van evolutionaire continuïteit dan van een dualisme tussen geest en lichaam. Bij een grote discontinuïteit zou zich het probleem van Wallace aandienen, die een verklaring nodig achtte voor het feit dat de menselijke geest op een andere manier is geëvolueerd dan de rest van het dierenrijk.
Tussen de 1,9 en 1,6 miljoen jaar geleden ontwikkelde de Walker-circulatie zich boven de tropische Grote Oceaan. Hierbij stijgt lucht op boven warmere oceaangebieden, normaal in het westen, en daalt boven koelere oceaangebieden, normaal in het oosten. De oostelijke passaatwinden maken hier deel van uit. Dit lijkt samen te vallen met de komst van meer open graslanden. Ook lijkt de Walker-circulatie een voorwaarde voor de El Niño–Southern Oscillation (ENSO) die een grote invloed heeft op klimaatwisselingen in Oost-Afrika.
Met de verandering van de omgeving moest het territorium groter worden, waardoor de tweebenige Australopithecus langere benen ontwikkelde. De toegenomen activiteit had een grotere interne warmte-opbouw tot gevolg. Waarschijnlijk zo'n 1,6 miljoen jaar geleden vond bij Homo ergaster dan ook een overgang plaats naar een vachtloze huid en eccriene zweetklieren waardoor de warmte beter kon worden afgevoerd. Zeer waarschijnlijk was de huid oorspronkelijk roze, maar kreeg na het verlies van de tegen de zon beschermende haren een donkere kleur dankzij tegen uv-straling beschermend huidpigment. Door latere migraties naar gebieden met minder ultraviolette straling werd de huidskleur weer lichter. Dit proces van genetische variatie vond meerdere keren plaats op verschillende wijzen, een vorm van convergente evolutie. In tegenstelling tot bij huidskleur lijkt bij oogkleur en haarkleur genetische drift een belangrijke rol te spelen en mogelijk ook seksuele selectie.

Niet onbelangrijk voor het verdere verloop van de menselijke geschiedenis was dat door de sterk verbeterde thermoregulatie het meest temperatuurgevoelige orgaan — de hersenen — zich kon ontwikkelen van 400 cm³ bij Australopithecus en 800 cm³ bij Homo ergaster tot zo'n 1200 cm³ bij de moderne mens, een proces dat encefalisatie wordt genoemd. De verbeterde warmtehuishouding maakte het zelfs mogelijk te jagen op basis van uithoudingsvermogen. De mens is de enige primaat die in staat is tot duurloop en bij de renjacht werden prooidieren net zo lang achtervolgd tot ze door uitputting te overmeesteren waren.
Andere kenmerken van de mens zijn een langere ontogenie (dracht- en zuigelingstijd) en meerdere fases in de ontwikkeling van kinderen. Bogin stelde dat de kindertijd en adolescentie fases waren die kenmerkend zijn voor de mens. Hoewel het onderscheid bij andere dieren niet zo scherp is, zijn dit bij de mens wel duidelijk te onderscheiden fases.
De voorouders van de mens kenmerkten zich door het grote aanpassingsvermogen. Dankzij de cognitieve vermogens die hun hersenen door de evolutie verwierven, waren zij niet meer alleen afhankelijk van grote hoektanden en spierkracht om voedsel te vergaren, zich te verdedigen en zich te beschutten. De eerste artefacten zullen waarschijnlijk houten werktuigen zijn geweest, maar door hun vergankelijkheid is hiervan niets teruggevonden.

### Stenen werktuigen
De oudste vondsten van stenen werktuigen dateren mogelijk van zo'n 2,6 miljoen jaar geleden, waarmee het begin van het Vroegpaleolithicum is gedefinieerd. Daarmee zou Australopithecus garhi de eerste mensachtige zijn geweest die gebruik maakte van stenen werktuigen, al wordt dit ook gedacht van Homo habilis, wat niet voor niets de handige mens betekent. Hoewel lange tijd werd gedacht dat de Oldowan-industrie de vroegste vorm van stenen werktuigen was, lijken vondsten bij Lomekwi in Kenia erop te wijzen dat hier al 3,3 miljoen jaar geleden sprake van was. Daarmee zou deze industrie een mode vormen die zich afspeelde voor de vijf modi die archeoloog Clark op heeft gesteld. Dit zou betekenen dat techniek niet slechts voorbehouden was aan het geslacht Homo. Op enig moment werd niet alleen gebruikgemaakt van stenen, maar werden deze bewerkt om ze beter geschikt te maken voor hun functie. Daarmee werd ook de waarde vergroot, zodat deze mogelijk minder snel werden weggegooid. De vondst van Oldowan-werktuigen op Socotra lijkt ook een indicatie dat er al 1,4 miljoen jaar geleden sprake was van zeevaart.

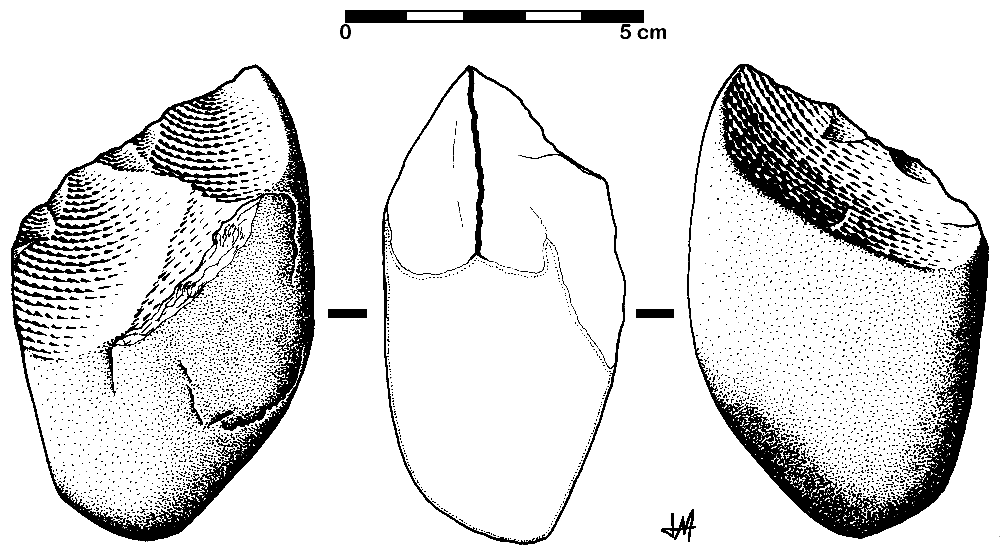
Mode 1, Oldowan choppers
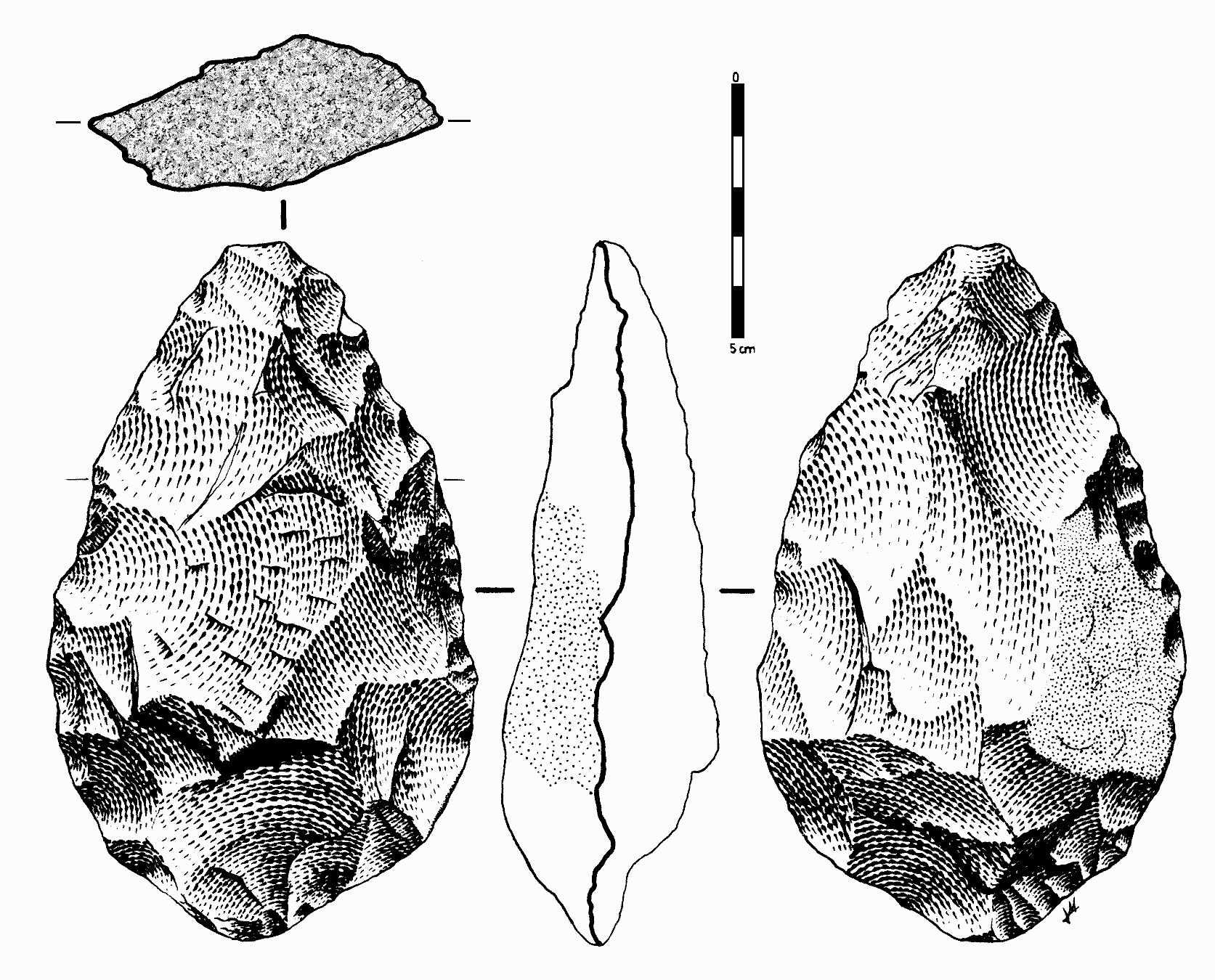
Mode 2, Aurignacien
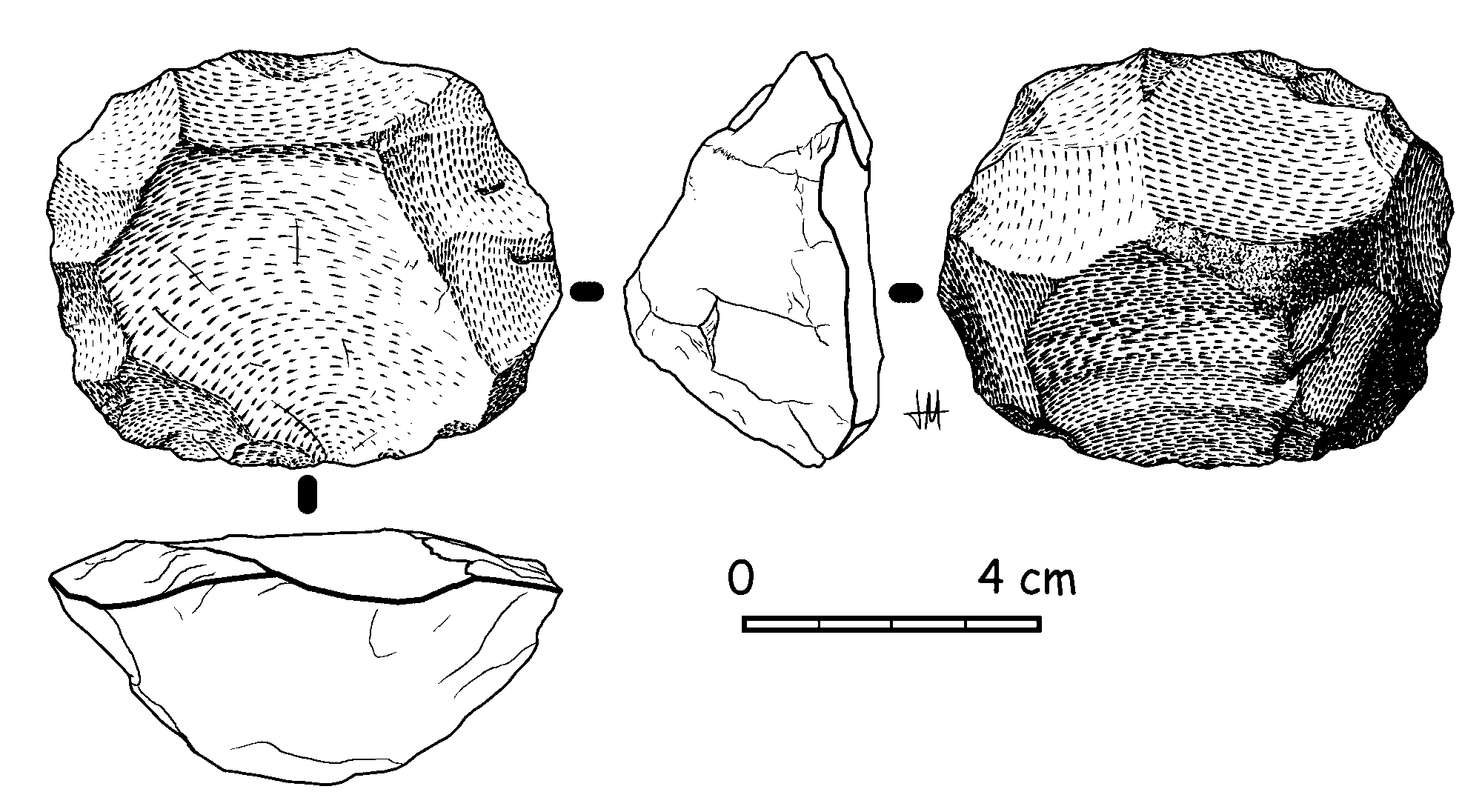
Mode 3, werktuig gemaakt volgens de Levalloistechniek tijdens het Moustérien
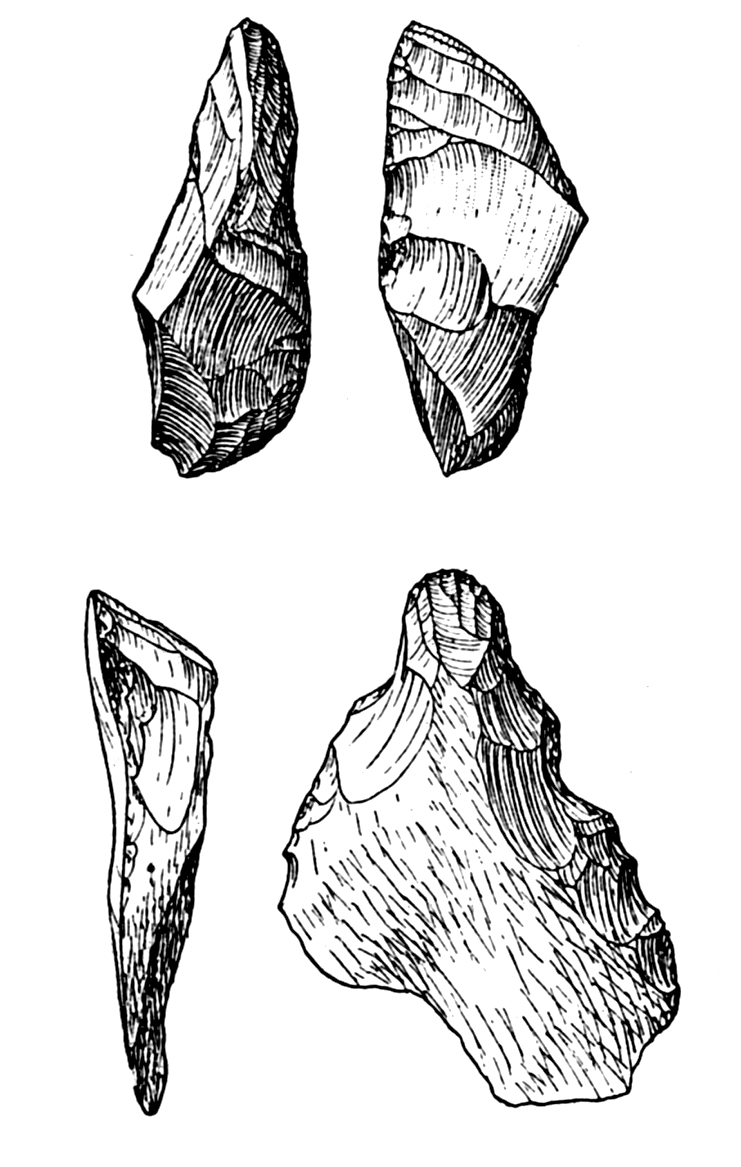
Mode 4, Aurignacien
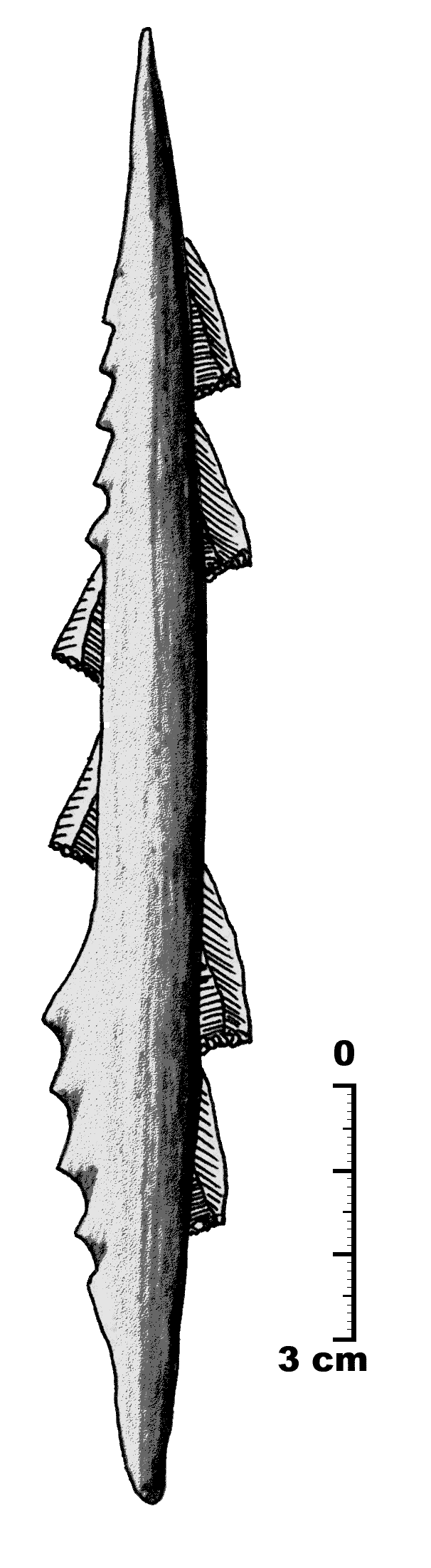
Mode 5, microliet

### Vuurbeheersing
De volgende belangrijke stap, de beheersing van vuur, lijkt zo'n 400.000 jaar geleden een feit te zijn geweest en mogelijk al eerder. Ook hier zullen mensen vuur vermoedelijk al passief gebruikt hebben voordat actief vuur gemaakt en gecontroleerd kon worden. Vuurbeheersing maakte de mens van een ecologisch secundaire soort tot een ecologisch dominante. De mens werd de sleutelsoort in de vuurecologie door in toenemende mate het landschap met zijn vegetatie en daarmee ook het dierenleven met behulp van vuur te veranderen. Er ontstond daarbij een wisselwerking die veranderingen op sociologisch en psychologisch gebied tot gevolg had. Het in stand houden van het vuur vergde namelijk de nodige discipline en is dan ook door Hough de eerste specialisatie genoemd. Dit had zijn invloed op de sociale structuur binnen een groep, zeker nadat ook het koken zijn intrede had gedaan. De sociale differentiatie nam daarmee toe, maar droeg ook bij aan het civilisatieproces en mogelijk ook aan de ontwikkeling van de cognitie. Wrangham stelt zelfs dat het koken heeft bijgedragen aan een veranderd darmstelsel en grotere hersenen, maar daar is nog geen algemene consensus over. In een proces van vele generaties kan het gebruik van vuur zijn uitgebreid tot de jacht en ook landbewerking door onbegaanbare wildernis plat te branden. Daardoor kreeg aan vuur aangepaste vegetatie steeds meer de overhand, zoals op de Noord-Amerikaanse prairies. Dit maakte dat ook diersoorten die goed gedijen op uitgestrekte grasvlaktes de overhand kregen. Zo wist de mens al vroeg zijn omgeving sterk te veranderen. Vroeg complex gedrag is ook af te leiden uit sterfteprofiel van de prooien. Om dieren in de bloei van hun leven te kunnen jagen is een hoog sociaal en technologisch niveau noodzakelijk, wat mogelijk al meer dan 100.000 jaar geleden aanwezig was.
Waarschijnlijk droeg dit bij aan de trek naar nieuwe gebieden, zoals de gematigde breedtes, waar minder ziektes voorkwamen en vuur het leven met kleding en onderdak aangenamer maakte. Meer dan een miljoen jaar geleden vertrokken de eerste bands Homo erectus uit Afrika, eerst richting Azië, daarna ook naar Europa. De drijfveer hierachter zou klimatologisch kunnen zijn, zoals voorgesteld door Fagan en Sherratt in hun Saharapomp-hypothese. In periodes van in ieder geval enkele duizenden jaren waarin sprake was van veel regenval zou in de Sahara een aantrekkelijker omgeving ontstaan voor plant en dier. Deze groene Sahara zou geen barrière meer zijn, wat migratie al mogelijk zou maken. Zodra de droogte weer toesloeg, werd migratie zelfs noodzakelijk voor de grootste groepen, waarvan een deel naar het noorden richting Eurazië getrokken zal zijn. Vermoed wordt dat dit meerdere migratiegolven in gang heeft gezet.
De kwartaire ijstijd begon 2,6 geleden en tot zo'n 1 miljoen jaar vonden de ijstijden daarbinnen ongeveer iedere 41.000 jaar plaats. Vanaf ongeveer 1 miljoen jaar geleden veranderde dit met de mid-Pleistocene revolutie en vonden ijstijden iedere 100.000 jaar plaats. De ijstijden duurden gemiddeld ongeveer 80.000 jaar en interglacialen ongeveer 20.000 jaar. De ijsvolumes namen daarmee toe tijdens de glacialen, terwijl de interglacialen warmer werden, zodat het contrast tussen de koude en de warme periodes toenam. C4-grassen namen toe in Oost-Afrika, waar zich rond deze tijd ook grote tijdelijke meren vormden, zoals Olorgesailie, het Afar en het grote meer waarvan het Naivashameer, het Elmenteitameer en het Nakurameer overblijfselen van zijn.

### Vroege moderne mens

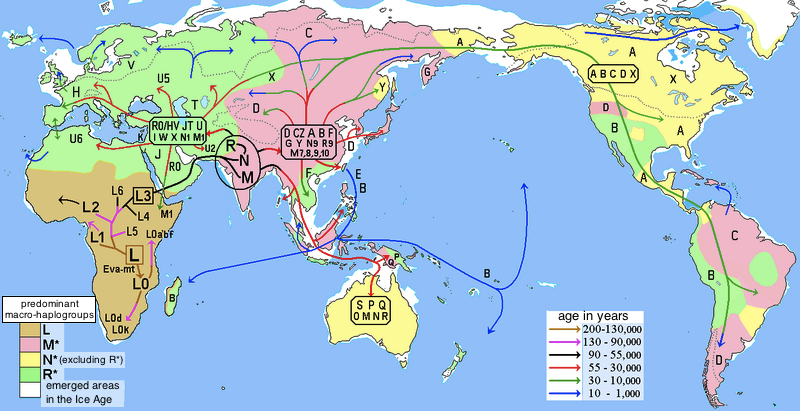
Migratie en haplogroepen

De oudste resten van Homo sapiens of de moderne mens dateren van zo'n 300.000 jaar geleden. Vooral vanaf zo'n 50.000 jaar geleden beschikte Homo sapiens met zijn zeer goed ontwikkelde hersenen over een groot aanpassingsvermogen, wat het mogelijk maakte dat deze zich tussen 50.000 en 10.000 jaar geleden — een ongekend korte tijd — verspreidde over vrijwel de gehele wereld.

#### Genetische ontwikkeling

Een fylogenetisch netwerk waarin netwerkevolutie is te zien doordat B ontstaat uit voorouders A en C die een gemeenschappelijke voorouder hebben

Volgens de enkele-oorspronghypothese werden daarbij eerdere voorlopers mensachtigen vervangen, terwijl volgens het oudere multiregionale model de huidige rassen meer dan een miljoen jaar geleden ontstaan zouden zijn uit verschillende eerdere mensachtigen. Genetische aanwijzingen ondersteunen deze beide uitersten echter niet. In plaats daarvan lijkt uit DNA-onderzoek te volgen dat er met netwerkevolutie een tussenvorm heeft plaatsgevonden, met vervlechting tussen de verschillende mensachtigen door kruisingen en introgressie.
Het relatief kleine aantal mensen dat migreerde uit Afrika, maakt dat de genetische verschillen van niet-Afrikaanse mensen onderling veelal kleiner zijn dan binnen de oudere bevolking in Sub-Sahara-Afrika zelf. De waarneembare fenotypes zijn daarmee een weinig zinvol criterium om onderscheid te maken tussen mensen. De term ras is dan ook biologisch achterhaald.
Aan de hand van mitochondriaal DNA (mtDNA) en haplogroepen wordt in de genografie onderzoek gedaan naar de afstammingsgeschiedenis van de mens. De hypothetische mitochondriale Eva van wie alle mensen op de wereld uiteindelijk afstammen lijkt uit Afrika te zijn gekomen, circa 171.500 (±50.000) jaar geleden, waaruit de mitochondriale haplogroep L volgde. Binnen deze groep ontstonden binnen Afrika L0, L1, L2, L3, L4, L5 en L6. Uit L3 ontstonden M en N waar alle niet-Afrikanen van afstammen. De groep die 60.000 jaar geleden Afrika verliet en nu nog bijdraagt aan het mtDNA lijkt een kleine groep te zijn geweest. De huidige nakomelingen stammen af van in totaal slechts enkele honderden vrouwen uit die groep.

#### Klimaatomstandigheden
Het klimaat was tijdens de laatste ijstijd tussen 110.000 en 23.000 jaar geleden zeer wisselvallig, met Dansgaard-Oeschger-events en Heinrich-events. Dit stelde de mens voor de nodige uitdagingen en het lijkt erop dat deze tijdelijk moest wijken voor Neanderthalers in Zuidwest-Azië. Door de koude periodes ontstonden wel landbruggen die migratie bevorderden, zoals de Beringlandbrug tussen Azië en Amerika en Doggerland tussen Groot-Brittannië en Europa. Kleding was een aanpassing aan de lagere temperaturen. De aanwijzingen van kledinggebruik zijn door de vergankelijkheid van kleding indirect, zoals het ontstaan van de kleerluis. Deze zou tussen zo'n 170.000-83.000 jaar geleden uit de hoofdluis zijn ontstaan, vermoedelijk toen de mens op grotere schaal kleding was gaan dragen.

#### Ontstaan van taal
Wanneer en waar gesproken taal voor het eerst is ontstaan en of dit slechts één keer of meerdere keren op verschillende plekken is gebeurd, is niet bekend. Wetenschappers zijn het er daarnaast niet over eens of de Neanderthalers ook al een vorm van gesproken taal kenden. In de  evolutionaire taalwetenschap wordt het vaakst uitgegaan van het idee van monogenese: dat de oorsprong van alle natuurlijke talen en taalfamilies ligt in één enkele oertaal, het Proto-World dat zo'n 200.000 jaar geleden gesproken zou zijn.

#### Ontstaan van gedragsvormen en kunst

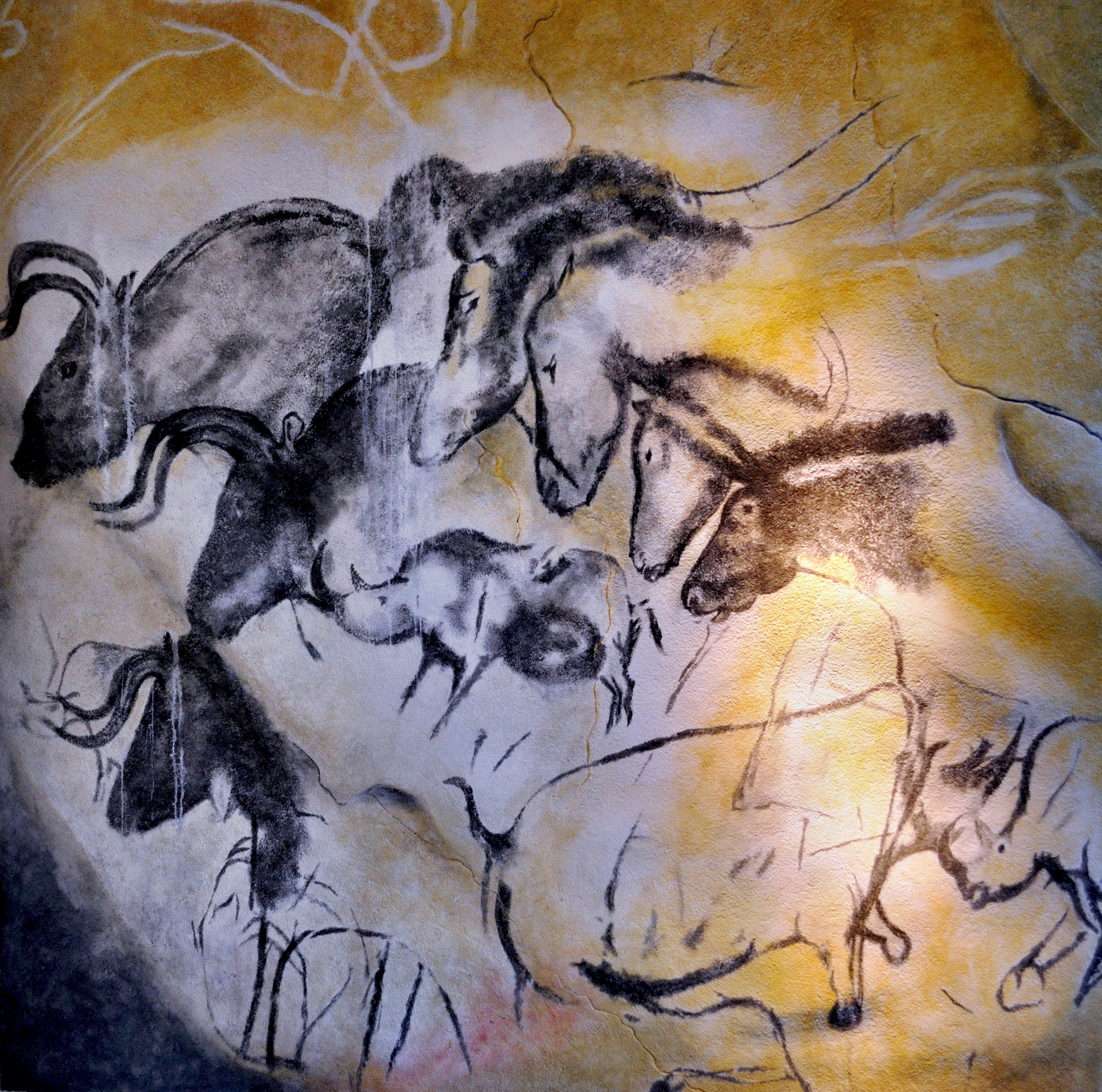
Grotschildering in de grot van Chauvet

Hoewel de anatomisch moderne mens zo'n 150.000 jaar geleden verscheen, wist deze zich pas zo'n 50.000 jaar geleden met modern gedrag te onderscheiden van naaste verwanten als de Neanderthaler. Symboliek kwam tot uiting in paleolithische kunst met grotschilderingen, snijwerk, kralen en figurines. Andere kenmerken zijn muziekinstrumenten en dans, klingen, het jagen op groot wild en visserij, begrafenissen en haarden. Er bestaat echter een gevaar dat modern gedrag gedefinieerd wordt met teleologische cirkelredeneringen, zeker naarmate steeds meer bekend wordt over gedrag van Neanderthalers en ook dieren. Meestal blijkt dat de ontwikkeling en het kunnen van de Neanderthaler en dieren onderschat wordt.

### Samenlevingen
De hersenen ontwikkelden zich tot wat Dennet anticipatiemachines noemt, al betekent dat niet dat anticiperen of voorspellen altijd goed werkt. Met het ontwikkelde zelfbewustzijn en vooruitziendheid konden de omstandigheden tot op zekere hoogte aangepast worden aan de eigen behoeftes en kon gevaar beperkt worden. Een neveneffect was echter dat ook de eigen dood te voorzien was. Het animisme kon met een parallelle spirituele wereld een verklaring bieden voor de natuurlijke omstandigheden, maar ook een troost in het lijden en een verlichting van de angst voor de dood. Het was daarmee het eerste grote intellectuele systeem dat de mens ontwikkelde. In hoeverre religie op deze manier evolutionair deel is gaan uitmaken van de hersenen, wordt onderzocht in de neurotheologie.
De veranderingen aan het bekken die nodig waren om rechtop te lopen en de groei van de hersenen met daarmee ook de schedel noodzaakten tot een vervroeging van de geboorte. Doordat de baby in een eerder stadium van de ontwikkeling ter wereld kwam, was deze hulpbehoevender dan de jongen van andere diersoorten. De benodigde verzorging was aanmerkelijk intensiever en dat heeft geleid tot de aanname dat er al vroeg sprake was van een op sekse gebaseerde arbeidsverdeling waarbij de vrouwen de verzorging combineerden met het verzamelen van eetbare planten als vruchten en knollen, terwijl de verdediging tegen roofdieren en de jacht in handen was van de mannen. Een nadere beschouwing nuanceert deze aanname, aangezien bij verschillende stammen gedurende verschillende tijden vrouwen wel degelijk jagers waren.
Jagen werd met de introductie van de werpspeer en pijl-en-boog geavanceerder en veiliger. Met het verschijnen van de jager-verzamelaars verdween vaak al snel het groot wild en verscheen aan vuur aangepaste vegetatie. De invloed van de mens op de omgeving begon sterker merkbaar te worden. Specialisatie zorgde voor een grotere efficiëntie in de voedselvergaring, waardoor groepen in deze bestaanseconomie zich hieraan konden onttrekken. De belangrijkste groep hiervan was die van de spirituele leiders. Waar animisme door een groot deel van de groep werd uitgeoefend, ontstond het sjamanisme doordat enkelen zich specialiseerden in de onzichtbare krachten of geesten die verbonden waren met de zichtbare wereld.

De benodigde samenwerking betekende een grotere noodzaak tot planning, organisatie en bewustzijn. Niet alleen samenwerking, ook tegenwerking kon aanzetten tot initiatieven en was waarschijnlijk een van de oorzaken van de snelle expansie.
De snelle verspreiding over de wereld was ook mogelijk door het grote aanpassingsvermogen en de collectieve kennis die opgebouwd werd. Waar de ontwikkeling van de hersenen de voorwaarde daarvoor had gecreëerd, was de ontwikkeling van taal — via symbolen, maar vooral spraak via de stem, mogelijk gemaakt door het taalgen FOXP2 en een goed ontwikkeld strottenhoofd — essentieel om meer kennis te vergaren dan in een enkel leven mogelijk was. Taal maakte het ook mogelijk om een abstracte wereld te verbeelden buiten de directe werkelijkheid zoals deze werd waargenomen. Daarmee kon de socioculturele evolutie vele malen sneller gaan dan de genetische. Ook kon samenwerking veel gerichter plaatsvinden. Dit alles maakte grotere samenlevingen mogelijk dan bij andere mensachtigen. Ook daar waren de bands vooral gebaseerd op verwantschap, maar deze verwantschapssystemen bleven door onderlinge rivaliteit beperkt in grootte. Bij de mens werd de sociale samenhang mogelijk verder versterkt met zang en dans, wat waarschijnlijk onderlinge rivaliteit en vijandigheid heeft verminderd, daarmee grotere gemeenschappen mogelijk makend.
Met het aflopen van de laatste ijstijd en de ontdekking van methodes om voedsel te conserveren, begon de bevolking zo'n 16.000 jaar geleden sterk te groeien. Daar waar zo nu en dan voldoende voedseloverschotten waren, konden zij zich langer op een plek te vestigen. Sporen van zalmvisserij van zo'n 8000 jaar geleden zijn teruggevonden aan de westkust van Noord-Amerika, terwijl de Inuit de techniek van de walvisjacht rond de Arctis verspreidde. Een andere cultuur, het Magdalénien in Zuid-Frankrijk en Noord-Spanje, maakte gebruik van de migratie van rendieren. Zo'n 15.000 jaar geleden begon de Natufische cultuur in de Levant wilde granen te oogsten.
Sally Binford en Lewis Binford zagen schaarste als stimulans voor de overgang naar landbouw. Die schaarste deed zich voor als de draagkracht van de omgeving overschreden werd. Dat kon gebeuren door ecologische veranderingen of als de bevolkingsdruk te hoog werd. Flannery stelde daarop aansluitend dat het juist de marginale gebieden waren waar de mens zijn bestaansmiddelen uit moest breiden en kwam zo tot het model van de breedspectrumrevolutie. Waar eerder groot wild in voldoende calorieën en voedingsstoffen voorzag en de mens concurreerde met toppredators, waren mensen daar gedwongen om af te dalen in de voedselketen naar klein wild en planten. Ook zouden planten uit rijkere habitats geïntroduceerd zijn in die marginale gebieden, waarbij deze cultivatie in de hand werkte dat plantsoorten een evolutie ondergingen. Dit proces van diversificatie zou al geruime tijd voor de werkelijke overgang naar landbouw zijn begonnen in het Laatpaleolithicum. Het kwam daarbij goed uit dat de mens gedurende de eerdere periode als carnivoor de grote voedingsflexibiliteit nooit verloren was. Het menselijk spijsverteringsstelsel is zeer veelzijdig, in staat tot het verteren van een gevarieerd dieet, terwijl een menselijk gebit met snijtanden, hoektanden, premolaren en molaren geschikt is om zowel te doorboren, te knippen en te vermalen. Door af te dalen in de voedselpiramide — een zeer ongebruikelijk ecologisch fenomeen — kwam er meer biomassa beschikbaar, zodat een grotere bevolking ondersteund kon worden, al vergde dit wel meer inspanning. De grote voedselflexibiliteit maakte het ook mogelijk om te migreren naar nieuwe ecoregio's.

## Neolithische culturen, ontwikkeling van samenlevingen gebaseerd op landbouw (9000-1000 v.Chr.)
De overgang naar landbouw werd door Childe de neolithische revolutie genoemd en het belang voor de mens is slechts vergelijkbaar met de industriële revolutie vele millennia later. Waar de mens zich eerder al bovenaan de voedselpiramide had geplaatst, begon hij deze nu om te vormen naar zijn behoefte. Zoals vaker in de geschiedenis vonden onder min of meer gelijke omstandigheden min of meer gelijke ontwikkelingen plaats. Vavilov sprak daarbij van genencentra (centers of origin), maar Harlan gaf de voorkeur aan centers of diversity omdat domesticatie van planten niet noodzakelijk was opgetreden in het gebied waar de wilde variant gevonden werd.
Van de naar schatting ruim 400.000 planten op aarde zijn mogelijk 250.000 tot 300.000 eetbaar voor de mens. Een aanzienlijk deel daarvan betrof planten die pas eetbaar waren nadat de mens vuur beheersbaar had gemaakt en koken gangbaar werd. Niet al deze planten zijn echter even voedzaam en smakelijk en het dieet van jager-verzamelaars beperkte zich tot vele duizenden soorten. Daarvan werden er zo'n 2500 gedomesticeerd, waarvan er nu nog zo'n 150 tot 200 gebruikt worden. Het merendeel hiervan vervult een secundaire rol. Ruim de helft van de benodigde calorieën en proteïne die de mens uit planten haalt, komt van slechts drie gewassen, mais, rijst en tarwe. Naast de gedomesticeerde planten gebruikt de mens overigens ook nog een aantal wilde planten die nooit gedomesticeerd zijn. De ontwikkeling liep van:
- verzamelen van wilde planten
- het cultiveren daarvan door de mens, mogelijk in kleine neolithische tuinen
- planten reageren hierop door genetische veranderingen, waarbij fenotypes veranderen en de planten domesticeren tot gewassen
- het aandeel van gedomesticeerde planten in het dieet groeit dusdanig, gepaard gaande met intensieve bewerking, eventueel ontbossing of irrigatie, dat er sprake is van landbouw

Harlan maakte bij de geoogste planten onderscheid tussen wilde, getolereerde, gestimuleerde en gedomesticeerde planten. Clements maakte onderscheid tussen wilde planten, terloops meegeëvolueerde planten, beginnend gedomesticeerde planten, halfgedomesticeerde planten en gedomesticeerde planten.

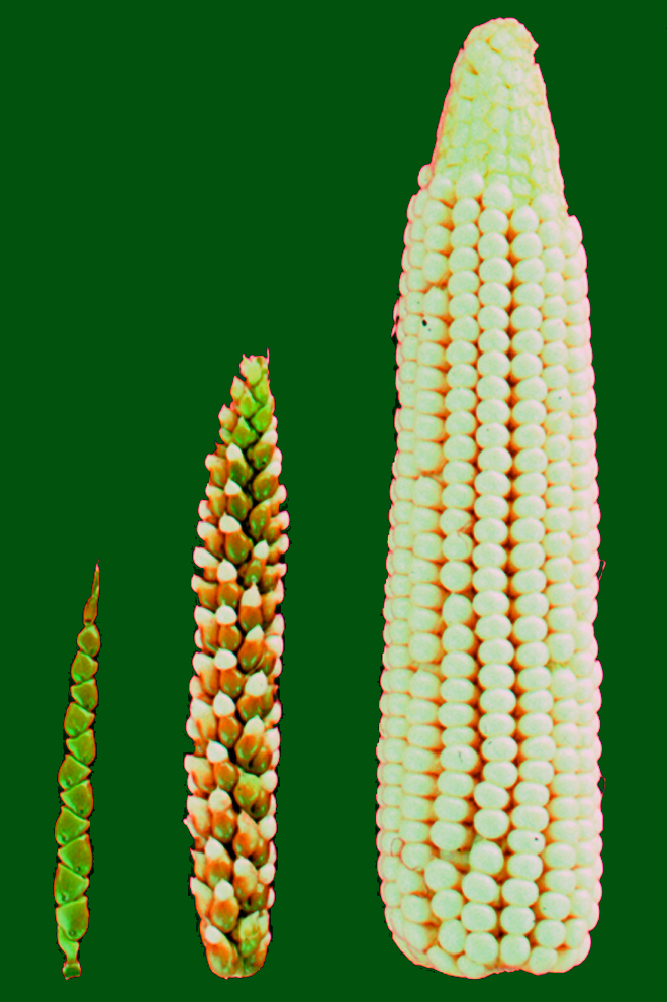
Wilde teosinte, een tussenvorm en mais, met in toenmende mate het domesticatiesyndroom

Dit alles werkte een kunstmatige selectie in de hand die ook genotypische veranderingen tot gevolg kon hebben. In veel gevallen ging deze door de mens opgelegde selectiedruk ten koste van de overlevingskansen in de natuur voor de plant en ging daarmee in tegen de natuurlijke selectie. Het geheel aan kenmerken dat een gewas zo verkreeg, het domesticatiesyndroom, werkte een afhankelijkheidsrelatie met de mens in de hand, zoals bij graan het verlies van de mogelijkheid tot zaadverspreiding door niet-openspringende aren. Deze werd wederkerig op het moment dat deze gewassen het hoofdbestanddeel uit gingen maken van het menselijk dieet.

De oorspronkelijke zoektocht naar de locatie waar landbouw is ontstaan, maakt dan ook steeds meer plaats naar zoektochten naar de plaatsen van cultivatie, wat veelal millennia voordat er sprake was van landbouw plaatsvond.
In het debat over de drijfveren om over te gaan op landbouw spitste de discussie zich lange tijd toe op de vraag of een toegenomen bevolkingsdruk de oorzaak of het gevolg was van de landbouw. Steeds meer laat onderzoek echter zien dat domesticatie geen enkelvoudige, relatief kortdurende gebeurtenis was, maar een langdurig proces dat per gewas bekeken moet worden. Allereerst lijkt het er op dat de overgang zeer geleidelijk was. Daar waar voedsel in overvloed aanwezig was en al minder werd rondgetrokken, zal het een kleine stap zijn geweest om neolithische tuinen te onderhouden. Een sedentaire levenswijze maakte het mogelijk meerdere kinderen te onderhouden. Toevallige verschillen in onder meer oogsttechnieken hebben invloed gehad op kenmerken als niet-openspringende aren. Zo werd in Azië rijst met een sikkel geoogst, terwijl in rijst in Afrika met een mand werd geoogst, waardoor de laatste openspringende aren heeft behouden en de eerste niet.
Waar jager-verzamelaars echter slechts enkele uren per dag besteedden aan een gevarieerde maaltijd, moesten boeren hard werken voor een eentonig maal. Voor Sahlins was dit reden om te stellen dat juist de jager-verzamelaars de oorspronkelijke welvaartssamenleving vormden. Daar staat tegenover dat dit gepaard ging met een hoge kindersterfte. In het debat over de mechanismes van bevolkingsbeheersing zien malthusianen de limieten aan de voedselproductie als de grens van de bevolkingsgroei, terwijl volgens boserupianen de bevolkingsdruk juist een stimulans is om de voedselproductie te verhogen. In deze discussie zijn demografen veelal malthusianen, terwijl antropologen Malthus nauwelijks noemen. Demografisch onderzoek wijst steeds meer in de richting van een regressie naar het gemiddelde bij bevolkingsgroei, waarbij pieken gevolgd worden door malthusiaanse dalen om uiteindelijk uit te komen op een zeer geringe groei. De pieken suggereren een hoge natuurlijke vruchtbaarheid, terwijl de dalen vooral het gevolg zijn van een hoge kindersterfte en oorlogsvoering. Een deel van de antropologen stelt dat abortus en infanticide daarbij een belangrijke rol speelden, maar het idee dat jager-verzamelaars een actieve bevolkingsbeheersing uitvoerden, wordt door de meeste demografen afgewezen. Anticonceptie was vrijwel onbekend en abortus was zeer risicovol voor de moeder. Kinderdoding en het doden van ouderen, geronticide, kwamen wel voor, maar waarschijnlijk onvoldoende om een regulerende werking te hebben. Hoe dan ook zijn historische schattingen van de wereldbevolking zeer speculatief, waarbij de aantallen sterk kunnen variëren bij verschillende auteurs en overeenkomsten veelal het gevolg zijn van het overnemen van aannames van anderen en cirkelredeneringen tussen groei en aantallen.
Waarom de overstap naar landbouw uiteindelijk dan toch gemaakt werd, is onderwerp van veel onderzoek en discussie. Daarbij waren er wel aanmerkelijke verschillen tussen de verschillende methodes. Zo is zwerflandbouw weinig arbeidsintensief, maar kan deze maar een kleine bevolking onderhouden. Permanente of droge landbouw en irrigatielandbouw kunnen veel grotere bevolkingsdichtheden ondersteunen, maar vooral de laatste vergt ook een aanmerkelijk grotere investering, zowel in arbeid als kapitaal, alsook een hoger organisatieniveau. Permanente landbouw vergt minimaal 200 mm neerslag per jaar. Dat moet dan wel een redelijk constante neerslag zijn. Bij grotere variatie is minimaal 400 mm nodig. Zo zijn isohyeten te trekken waarbinnen droge landbouw mogelijk is, afhankelijk van de grond.
De oorzaken waren zeer divers, maar zodra de overgang gemaakt was, was er daarna vrijwel geen weg terug. Hoewel landbouw niet noodzakelijk efficiënter is, is de effectiviteit of productiviteit per oppervlakte-eenheid onder de juiste omstandigheden wel groter. Dat betekende dan ook dat de bevolking verder kon groeien, waarna het ratchet effect of pal-effect optrad, doordat jagen en verzamelen onvoldoende opleverde om zonder grote sterfte naar die levenswijze terug te keren. Zo lopen de schattingen voor het begin van de neolithische revolutie zo'n 10.000 jaar geleden uiteen van 1 tot 10 miljoen mensen, terwijl de wereldbevolking rond het begin van de jaartelling tot tussen de 150 en 300 miljoen was gegroeid. Dit effect zou daarna nog diverse malen optreden.
Naast de domesticatie van planten vond onafhankelijk ook een domesticatie van dieren plaats. Dit vond plaats via verschillende evolutiepaden. Zo begon de domesticatie van de hond via het commensale pad, waarbij dieren worden aangetrokken door elementen in de menselijke omgeving, zoals voedselafval en andere kleinere dieren die hier op afkomen. Dit zal vooral gegolden hebben voor dieren met een kortere vluchtafstand. Bij deze dieren zal habituatie of gewenning zijn opgetreden. Anders dan bij synantrope dieren zal dit aanvankelijk op zijn minst een commensale verhouding zijn geweest waar de dieren voordeel bij hadden en de mensen in ieder geval geen last ondervonden.
Bij het prooi-pad werd domesticatie voorafgegaan door de jacht. Aanvankelijk werd gejaagd op grotere herbivoren. Deze dieren zullen altijd mensenschuw zijn geweest. Om de jachtopbrengst te garanderen, zal geprobeerd zijn om kuddes te hoeden, waarbij de selectiedruk volgzaamheid zou stimuleren. Dit past meer bij een sedentaire levenswijze waarbij planten worden gecultiveerd in een breedspectrumbestaan. Rond zo'n 10.500 jaar geleden werd zo in de vruchtbare sikkel begonnen met het ruimen van jonge mannetjes bij schapen, geiten, varkens en runderen, terwijl vrouwtjes pas geslacht werden na hun piek van reproductieve jaren. Dit werd voorafgegaan aan overbejaging die een andere benadering noodzakelijk maakte, met het hoeden van kuddes tot gevolg. Zo liep het pad van de jacht op wild via beheersing van wild naar kuddes hoeden en kuddes houden naar veeteelt. Zo was ook dit domesticatiepad geen bewuste sturing, maar een reactie op teruglopende opbrengsten. In eerste instantie ging het hierbij vooral om het vlees, maar dit werd uitgebreid gedurende wat Sherratt de secundaire productenrevolutie noemde. Daarbij werd ook wol en melk gebruikt, alsook de arbeid die de dieren konden verrichten. Als trek- en lastdier vergrootten ze de productie- en transportmogelijkheden in belangrijke mate. De mens was echter niet alleen veelzijdiger dan een ezel, os en paard, maar ook relatief energie-efficiënt en kon daardoor met minder voedsel toe. Mankracht, veelal in de vorm van gedwongen arbeid, bleef dan ook lange tijd de belangrijkste vorm van arbeid.
Het gestuurde pad was wel een bewust streven naar domesticatie waarbij de dieren niet noodzakelijk gedrag vertoonden dat ze in de buurt van mensen bracht. Nadat het proces bekend was geworden door de eerdere domesticaties, werden zo paarden, ezels en kamelen gedomesticeerd. Hoewel ook op deze dieren wel gejaagd werd voor voedsel, werden zij vooral voor transport gebruikt. Ook hier speelde tamheid een belangrijke rol, wat maakte dat gazellen en zebra's nooit werden gedomesticeerd.
|      |      |      |      |      |      |  |  | Anthropofilie | Anthropofilie | Anthropofilie | Anthropofilie | Anthropofilie | Anthropofilie |  |  | Habituatie                  | Habituatie                  | Habituatie                  | Habituatie                  | Habituatie                  | Habituatie                  |  |  | Commensalisme of partnerschap                                          | Commensalisme of partnerschap                                          | Commensalisme of partnerschap                                          | Commensalisme of partnerschap                                          | Commensalisme of partnerschap                                          | Commensalisme of partnerschap                                          |  |  |                                                                 |                                                                 |                                                                 |                                                                 |                                                                 |                                                                 |  |  |                   |                   |                   |                   |                   |                   |
|      |      |      |      |      |      |  |  | Anthropofilie | Anthropofilie | Anthropofilie | Anthropofilie | Anthropofilie | Anthropofilie |  |  | Habituatie                  | Habituatie                  | Habituatie                  | Habituatie                  | Habituatie                  | Habituatie                  |  |  | Commensalisme of partnerschap                                          | Commensalisme of partnerschap                                          | Commensalisme of partnerschap                                          | Commensalisme of partnerschap                                          | Commensalisme of partnerschap                                          | Commensalisme of partnerschap                                          |  |  |                                                                 |                                                                 |                                                                 |                                                                 |                                                                 |                                                                 |  |  |                   |                   |                   |                   |                   |                   |
|      |      |      |      |      |      |  |  |               |               |               |               |               |               |  |  |                             |                             |                             |                             |                             |                             |  |  |                                                                        |                                                                        |                                                                        |                                                                        |                                                                        |                                                                        |  |  |                                                                 |                                                                 |                                                                 |                                                                 |                                                                 |                                                                 |  |  |                   |                   |                   |                   |                   |                   |
| Wild | Wild | Wild | Wild | Wild | Wild |  |  | Prooi         | Prooi         | Prooi         | Prooi         | Prooi         | Prooi         |  |  | Beheersing van wilde dieren | Beheersing van wilde dieren | Beheersing van wilde dieren | Beheersing van wilde dieren | Beheersing van wilde dieren | Beheersing van wilde dieren |  |  | Extensieve veeteelt Beheersing van gevangen dieren en extensief fokken | Extensieve veeteelt Beheersing van gevangen dieren en extensief fokken | Extensieve veeteelt Beheersing van gevangen dieren en extensief fokken | Extensieve veeteelt Beheersing van gevangen dieren en extensief fokken | Extensieve veeteelt Beheersing van gevangen dieren en extensief fokken | Extensieve veeteelt Beheersing van gevangen dieren en extensief fokken |  |  | Intensieve veeteelt Dieren in gevangenschap en intensief fokken | Intensieve veeteelt Dieren in gevangenschap en intensief fokken | Intensieve veeteelt Dieren in gevangenschap en intensief fokken | Intensieve veeteelt Dieren in gevangenschap en intensief fokken | Intensieve veeteelt Dieren in gevangenschap en intensief fokken | Intensieve veeteelt Dieren in gevangenschap en intensief fokken |  |  | Vee en huisdieren | Vee en huisdieren | Vee en huisdieren | Vee en huisdieren | Vee en huisdieren | Vee en huisdieren |
| Wild | Wild | Wild | Wild | Wild | Wild |  |  | Prooi         | Prooi         | Prooi         | Prooi         | Prooi         | Prooi         |  |  | Beheersing van wilde dieren | Beheersing van wilde dieren | Beheersing van wilde dieren | Beheersing van wilde dieren | Beheersing van wilde dieren | Beheersing van wilde dieren |  |  | Extensieve veeteelt Beheersing van gevangen dieren en extensief fokken | Extensieve veeteelt Beheersing van gevangen dieren en extensief fokken | Extensieve veeteelt Beheersing van gevangen dieren en extensief fokken | Extensieve veeteelt Beheersing van gevangen dieren en extensief fokken | Extensieve veeteelt Beheersing van gevangen dieren en extensief fokken | Extensieve veeteelt Beheersing van gevangen dieren en extensief fokken |  |  | Intensieve veeteelt Dieren in gevangenschap en intensief fokken | Intensieve veeteelt Dieren in gevangenschap en intensief fokken | Intensieve veeteelt Dieren in gevangenschap en intensief fokken | Intensieve veeteelt Dieren in gevangenschap en intensief fokken | Intensieve veeteelt Dieren in gevangenschap en intensief fokken | Intensieve veeteelt Dieren in gevangenschap en intensief fokken |  |  | Vee en huisdieren | Vee en huisdieren | Vee en huisdieren | Vee en huisdieren | Vee en huisdieren | Vee en huisdieren |
|      |      |      |      |      |      |  |  |               |               |               |               |               |               |  |  |                             |                             |                             |                             |                             |                             |  |  |                                                                        |                                                                        |                                                                        |                                                                        |                                                                        |                                                                        |  |  |                                                                 |                                                                 |                                                                 |                                                                 |                                                                 |                                                                 |  |  |                   |                   |                   |                   |                   |                   |
|      |      |      |      |      |      |  |  |               |               |               |               |               |               |  |  |                             |                             |                             |                             |                             |                             |  |  |                                                                        |                                                                        |                                                                        |                                                                        |                                                                        |                                                                        |  |  |                                                                 |                                                                 |                                                                 |                                                                 |                                                                 |                                                                 |  |  |                   |                   |                   |                   |                   |                   |
|      |      |      |      |      |      |  |  |               |               |               |               |               |               |  |  |                             |                             |                             |                             |                             |                             |  |  |                                                                        |                                                                        |                                                                        |                                                                        |                                                                        |                                                                        |  |  |                                                                 |                                                                 |                                                                 |                                                                 |                                                                 |                                                                 |  |  |                   |                   |                   |                   |                   |                   |

Domesticatie volgens commensaal pad, prooi-pad en gestuurd pad

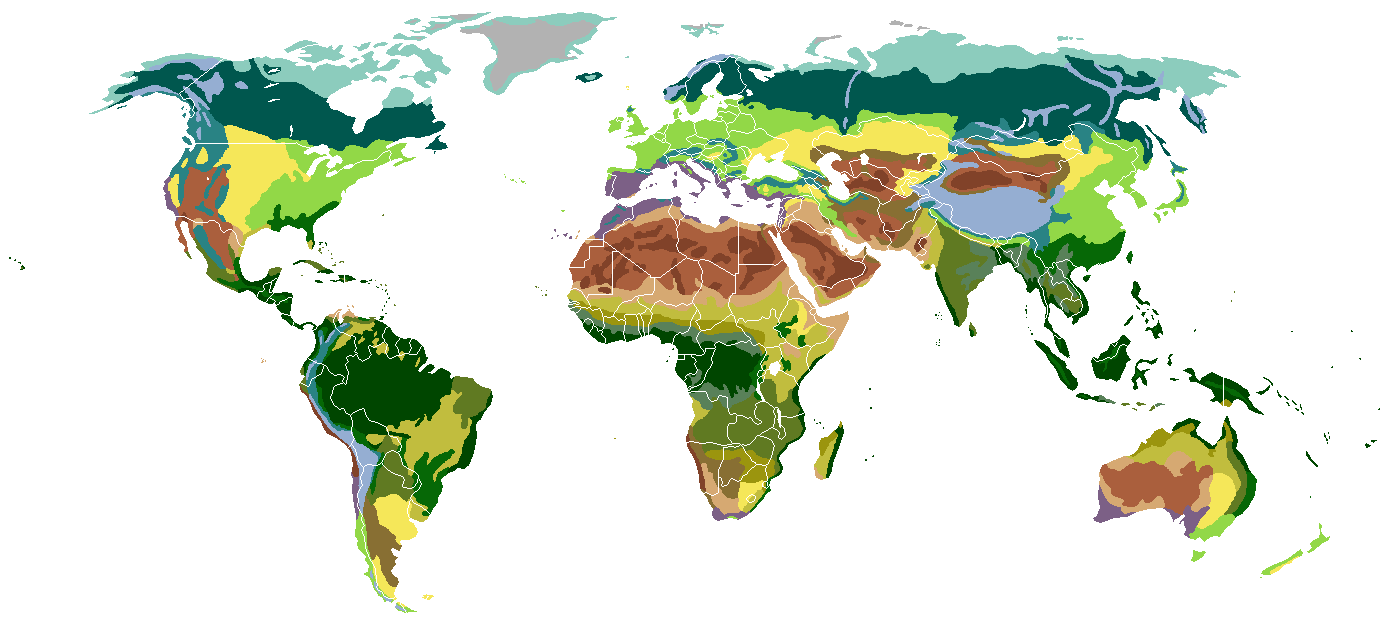
De mate van oost-westligging van de continenten is van invloed op de biomen en daarmee op de verspreiding van beschavingen

Bij planten, dieren en zelfs mensen had de domesticatie genetische modificaties tot gevolg. Gedomesticeerde planten verspreidden zich relatief gemakkelijk in het oost-west gerichte Eurazië, maar in het noord-zuid gerichte Amerika en Afrika duurde dit langer door de aanpassingen die gemaakt moesten worden met de verandering van dagduur en temperatuur met de breedtegraad.
Bij een vaste woonplaats hoefden de hulpmiddelen niet langer meegenomen te worden en konden zodoende zwaarder worden en in aantal toenemen. Huizen konden beter beschermen tegen weersinvloeden, terwijl onder meer ovens, weefgetouwen het leven aangenamer maakten. Er waren ook nadelen verbonden aan de nieuwe manier van leven. De plaatsgebondenheid en intensiever contact met dieren vergrootten de vatbaarheid voor ziektekiemen en met hongersnood en oorlog zorgde dit er mede voor dat de bevolking in deze periode niet al te snel groeide.
Ook werd het nu mogelijk om conserveringsmethoden op grotere schaal te gebruiken. Fermentatie waarbij alcoholische drank ontstaat, was daar een van de vormen van. Dit kon een alternatief zijn voor water dat niet altijd schoon was, terwijl het tegelijkertijd voedzaam was en plezier kon geven. In bepaalde samenlevingen zou het zelfs onderdeel worden van het dagelijkse dieet.
Specialisatie maakte het mogelijk dorpen te vormen met mensen die onttrokken konden worden aan de voedselproductie. Productie kon hierdoor toenemen en ambachtslieden konden meer produceren dan zij voor eigen gebruik ooit nodig hadden. Dit was slechts dan zinvol als er een afzetmarkt was die groot genoeg was. Als dit in de directe omgeving niet het geval was, kon handel gedreven worden door een vorm van transport op te zetten. Lange tijd was transport via water verreweg het efficiëntst, maar lastdieren openden ook grote gebieden voor de handel. Hoewel sinds Smith de ruilhandel veelal wordt aangewezen als de eerste handelsvorm, zijn er alternatieve opvattingen zoals van Graeber dat ruil een beperkte rol speelde. Dat wil niet zeggen dat er geen sprake was van ruilhandel, maar dat deze plaatsvond binnen een economie die vooral gebaseerd was op een ander principe, zoals de gifteconomie of krediet waarbij de schulden of vorderingen werden bijgehouden om later vereffend te worden.
In dorpen trad vaak een verzwakking op van de familieband ten gunste van de solidariteit met de buurt. De bands vormden zich tot stammen en er vormden zich dorpen. Dit werd het belangrijkste nederzettingstype in Eurazië, Afrika en Amerika en zou dat lange tijd blijven, ook na de opkomst van steden. De eerste nederzettingen zijn gevonden in het neolithische Nabije Oosten.

### Keramiek
Vestiging op een plek betekende ook dat afval een rol begon te spelen. Dat wat niet werd hergebruikt, voor andere doeleinden werd gebruikt of verbrand werd wel gestort op een vuilnishoop die vaak niet ver van de nederzetting was gelegen. Niet ongewoon echter was het om het achter te laten op de vloer van de woning en die vloer vervolgens na enige tijd op te hogen met een verse laag aarde of klei. Zo konden nederzettingen de hoogte in groeien, zoals het geval is bij de vele tells in het Nabije Oosten, waarmee onbedoeld tegelijkertijd een bodemarchief werd opgebouwd voor later archeologisch onderzoek.

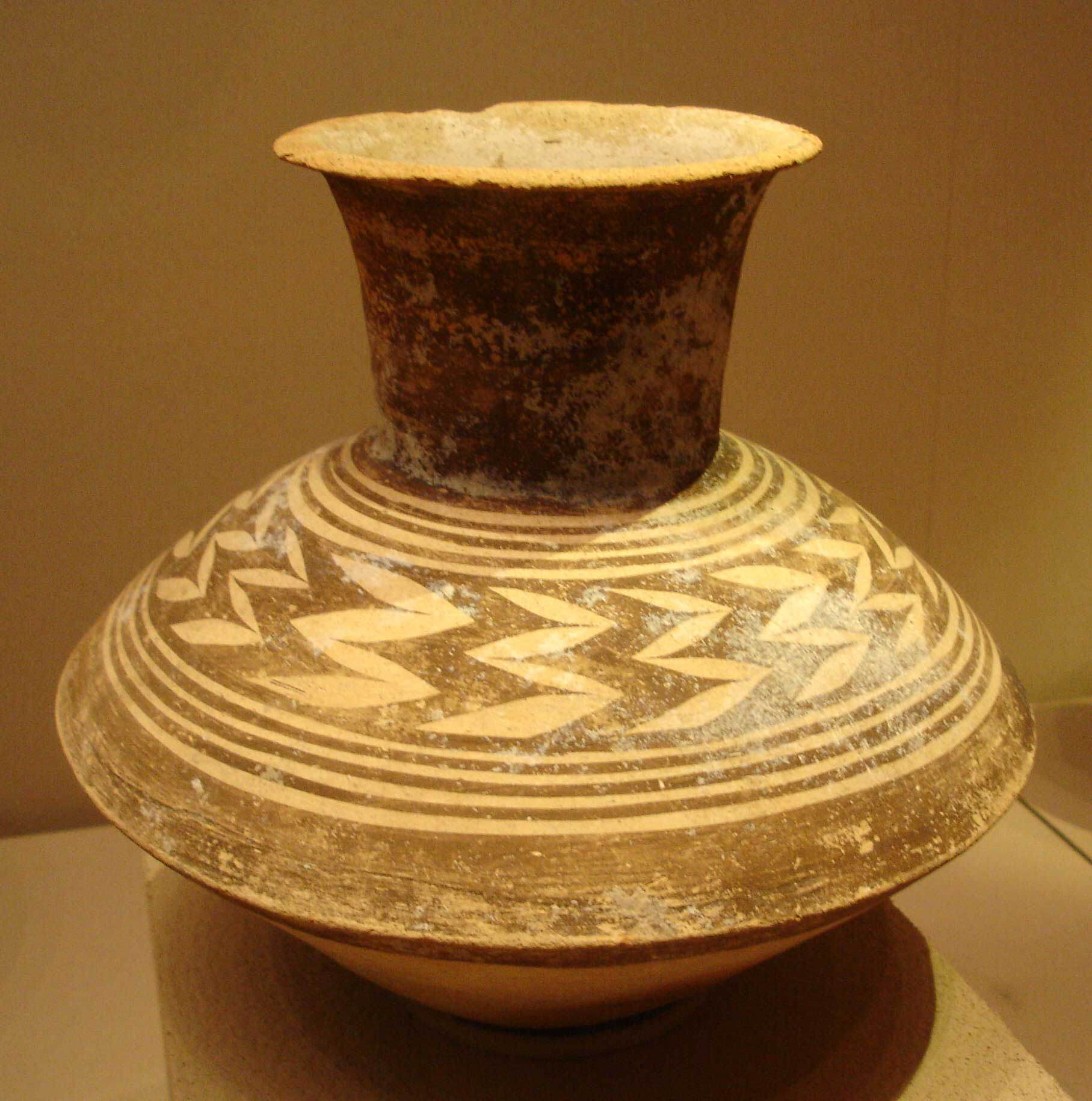
Aardewerk van de Obeidcultuur

Keramiek en dan vooral aardewerk is zeer waardevol bij archeologisch onderzoek. Het is veelal in grote hoeveelheden aanwezig en verweert nauwelijks. Daarnaast veranderden zowel de stijl als de technologie relatief snel, wat datering vereenvoudigt. Om deze reden zijn de nodige culturen genoemd naar het type aardewerk waarmee ze verbonden zijn. De periode in het Nabije Oosten tijdens het Neolithicum voordat het pottenbakken ontwikkeld werd, wordt aangeduid als prekeramisch Neolithicum:
- proto-Neolithicum of prekeramisch Neolithicum A (PPN A), ca. 9500 - 8500 v.Chr.
- akeramisch Neolithicum:
  - prekeramisch Neolithicum B (PPN B) ca. 8500 - 6200 v.Chr. en
  - prekeramisch Neolithicum C (PPN C) ca. 6200 - 5900 v.Chr. (deze laatste wordt voornamelijk in Israël gebruikt).

De daaropvolgende periode wordt aangeduid als keramisch Neolithicum (PN) (ca. 6500 - 5500). Steeds meer zijn daarna culturen te onderscheiden, zoals Halaf (ca. 5500 - 4500 v.Chr.) en Obeid (5500 - 4000 v.Chr.). Ten tijde van de Obeidcultuur werd ook de ontginning van het zuiden van Mesopotamië ingezet.

## Brons- en ijzertijd, de vroege en klassieke beschavingen (3500 v.Chr.-200 n.Chr.)
Beschaving wordt wel gekarakteriseerd door geavanceerde landbouw, langeafstandshandel, beroepsmatige specialisatie en stedenbouw. Daar waar de omstandigheden voor zowel landbouw als transport gunstig waren, kon een samenleving zich verder specialiseren. Aangezien water niet alleen belangrijk is voor landbouw, maar grote hoeveelheden goederen lange tijd alleen over water konden worden getransporteerd, is het niet vreemd dat de eerste beschavingen langs grote rivieren te vinden zijn. Stamverbanden groeiden hier tijdens de stedelijke revolutie uit tot chiefdoms.
Deze gemeenschappen bereikten een dusdanige grootte dat de leden elkaar niet meer allemaal persoonlijk kenden. Het fenomeen dat daarbij onderling wel een binding werd gevoeld en leden zich als deel van die groep beschouwde, noemde Anderson de ingebeelde gemeenschap.
De eerste van deze beschavingen waren zo'n 6000-5000 jaar geleden de vier stroomculturen, de stadstaten van Soemerië tussen de Eufraat en Tigris, Egypte langs de Nijl, de Indusbeschaving en China rond de Gele Rivier en de Jangtsekiang. De eerste drie stonden al in regelmatig contact met elkaar. Door de bestendige passaat- en moessonwinden bestond er al langer scheepvaart tussen Oost-Afrika, Mesopotamië en het Indisch Subcontinent. Karavanen met niet lang daarvoor gedomesticeerde ezels brachten daarna het achterland in verbinding met de kust. De resulterende biologische uitwisseling van planten, dieren en microben is door J.R. McNeill wel de moessonuitwisseling genoemd naar de Columbiaanse uitwisseling van Crosby.
China ontwikkelde zich aanvankelijk grotendeels onafhankelijk, net zoals het circa 3000 jaar geleden ook in Meso-Amerika en de Andes en zo'n 1500 jaar geleden in West-Afrika tot beschavingen kwam.

### Ontstaan beschavingen
Zoals het leven van een landbouwer niet noodzakelijk beter is dan dat van een jager-verzamelaar, geldt dat ook voor de urbane samenleving tegenover de agrarische. Zo zijn steden lange tijd zwarte gaten met een sterfteoverschot geweest, waarbij in-migratie vanaf het omringende platteland voor compensatie moest zorgen. Aan specialisatie met verdeling van arbeid kleefden ook nadelen. Met de sociale differentiatie ontstond een ongelijkheid in welvaart die bij eerdere relatief egalitaire samenlevingen niet voorkwam, al valt hierop af te dingen dat de grote diversiteit van vroege jager-verzamelaar-samenlevingen waarschijnlijk ook al minder egalitaire groepen kende. Toch kwamen uit landbouwsamenlevingen uiteindelijk beschavingen voort die de wereld zouden domineren. Deze beschavingen waren in staat tot organisatievormen waarbij de natuurlijke omstandigheden grootschaliger bewerkt konden worden en concurrerende samenlevingen over het algemeen beter bestreden.
De eerste factor was waarschijnlijk net als bij de overgang naar landbouw de bevolkingsdruk, die een efficiëntere landbouw noodzakelijk maakte die verder ging dan slechts zelfvoorzieningslandbouw. In het steppeklimaat was irrigatie noodzakelijk om landbouw te bedrijven. Voor irrigatielandbouw was een grote mate van collectieve sociale organisatie vereist, die een sterk gecentraliseerd gezag met hiërarchische maatschappelijke verhoudingen voort kon brengen, door Wittfogel de hydraulische samenleving genoemd. In het oude Nabije Oosten kwam het zo tijdens de Urukperiode (4000 - 3100 v.Chr.), ontstaan uit de Obeidcultuur, tot de eerste echte beschaving. Opmerkelijk hier is het verschil in aardewerk met de voorgaande culturen. Waar het aardewerk van eerdere culturen mooi vormgegeven en beschilderd waren, zijn van deze periode veel onbewerkte eenvoudige schalen en potten teruggevonden. Dit lijkt een antwoord op de toegenomen bevolking, waarop massaproductie het antwoord was.
Het gezag bestond deels uit de bescherming die geboden kon worden en deels uit een beroep op religie. Animistische religies werden aangevuld met polytheïsme en het lijkt er op dat de eerste steden rond heiligdommen ontstonden. In Uruk diende de Eannatempel, het heiligdom van de godin Inanna, als middelpunt in de redistributie-economie. Deze redistributie was mogelijk doordat een grote groep van arme boeren in staat bleek om een overschot te produceren in de samenlevingen die Goudsblom religieus-agrarische regimes noemde. Dit kwam tot uiting in grote rijkdom voor de elite. De landbouw was tot dan vrijwel volledig afhankelijk geweest van stenen hulpmiddelen. In Eurazië begonnen gedurende de vroege bronstijd rond 3000 v.Chr. koperen en bronzen hulpmiddelen, decoraties en wapens alledaags te worden.
Daar waar geweldsdreiging nog geen grote verdedigingswerken noodzakelijk maakte, werden grote religieuze bouwwerken geconstrueerd, zoals tempelheuvels in Mesopotamië en de kust van Peru en piramiden in Egypte, China en Mexico. De grootsheid rond de heiligdommen van de vele honderden Soemerische goden was dusdanig dat invloeden van de zeven Soemerische hoofdgoden van de hemel, lucht, water, aarde, maan, zon en liefde terug zijn te vinden in de Arische, Griekse, Romeinse, Keltische en Germaanse goden.
Waar tijdens de Egyptische vroeg-dynastieke periode al vroeg sprake was van een sterk centraal gezag, zag de Soemerische vroeg-dynastieke periode (2900 - 2350 v.Chr.) de ontwikkeling van zo'n 35 stadstaten die enerzijds een gedeelde cultuur hadden, maar door groei ook in toenemende mate met elkaar in conflict kwamen. De opkomst van Akkad betekende daarna een breuk met het verleden. Eerder was er steeds een wisselende stad dominant geweest, maar als eerste onder gelijken. Tijdens de Oud-Akkadische of Sargonidische periode kwam een einde aan dit stelsel van stadstaten. Sargon van Akkad wist de hele vruchtbare sikkel aan zich te onderwerpen.
Veel van de grote rijken ontstegen de etnische banden. Door verovering of allianties kon een groot rijk gecreëerd worden en met religie, economische voorspoed en strakke controle met een uitgebreid belastingsysteem kon het bijeen worden gehouden. Een grotere organisatiegraad en groter potentieel aan mankracht is echter geen garantie voor permanente voorspoed. Natuurlijke omstandigheden, overbelasting van natuurlijke hulpbronnen, interne spanningen, druk van buitenaf en imperial overstretch kunnen het ineenstorten van een rijk tot gevolg hebben. Zo trad in Soemerië door de gekozen methode van irrigatie na enkele eeuwen verzilting op van de landbouwgronden en bleven er na verloop van tijd slechts zoutpannen en woestijn over, waarna het machtscentrum naar het noorden verschoof. Wat mogelijk bijdroeg aan de neergang van het Akkadische Rijk was een megadroogte die rond 2200 v.Chr. inzette, de 4200 BP megadroogte die mogelijk ook bijdroeg aan het einde van het Oude Rijk in Egypte en nederzettingen uit de vroege bronstijd in Anatolië, het Aegeïsche gebied en de Levant.
De Oud-Babylonische periode begon onder Hammurabi en luidde een periode in van zo'n 1500 jaar van culturele dominantie van Babylon over zuidelijk Mesopotamië. Culturele dominantie betekende niet altijd militaire dominantie. Zo eindigde de Oud-Babylonische periode in 1595 v.Chr. toen Hettietenkoning Mursili I niet alleen Yamkhad versloeg, maar doortrok naar Babylon en dit plunderde. Na de donkere periode ontstond wat Liverani een internationaal systeem noemde van de The Great Powers' Club en Cline het Gouden Tijdperk van internationalisme en mondialisering gedurende de late bronstijd. Waar eerder nog vooral sprake was van stadstaten — met soms weliswaar verregaande invloed — kan er in deze periode steeds meer gesproken worden van territoriale staten met een sterk centraal gezag, zoals in Egypte al veel langer het geval was. De grote mogendheden waren het kassitisch Babylon, het Nieuw-Hettitische Rijk of Hatti in Anatolië, Mittani en daarna Assyrië in noordelijk Mesopotamië, en Egypte. Daarnaast waren er kleinere staten, zoals Elam in het oosten en, in het Aegeïsche gebied in het westen, Mycene, dat soms ook wel tot de grote mogendheden werd gerekend. Daarnaast waren er nog stadstaten, zoals in het Syro-Palestijnse kustgebied, die afhankelijk waren van de grote mogendheden. De Amarna-brieven die zijn gevonden in Achetaton zijn de belangrijkste bron uit deze periode.

### Metalen
Hoewel historische ontdekkingen als die van het wiel, vuurbeheersing, landbouw en metaalbewerking veelvuldig als uitvinding worden gepresenteerd, is er een toenemende terughoudendheid om deze zaken op deze manier te benaderen. Veelal betrof dit langdurig processen zonder vaststaand einddoel. Zo was domesticatie een iteratief proces en zeker in het begin een onbedoeld gevolg van de cultivatie van planten en dieren die aangetrokken werden door de menselijke omgeving. Het technologisch determinisme van de negentiende en vroege twintigste eeuw heeft veel van deze processen echter gebruikt om tot periodiseringen te komen. Hoewel technologische vernieuwingen van groot belang zijn geweest en deze periodisering daarmee ten dele bruikbaar is, wordt het begrip uitvinding in de archeologie steeds meer gezien als anachronisme, iets wat versterkt wordt door nationalistische tendensen om gezien te worden als oorsprongsland.:604-606
Dat neemt niet weg dat al deze ontwikkelingen een verregaande invloed zouden hebben, al was dit niet altijd direct duidelijk. Het smelten van metalen zou zo'n technologische revolutie blijken te zijn, al zal het langdurige proces om dit goed te beheersen niet ervaren zo zijn door de toenmalige smeden. Het eerste gebruik van ertsen zal zijn geweest als stenen werktuig en sieraden, waarbij de metaaleigenschappen niet relevant waren, of slechts een bijzaak voor zaken als kleur. Metaalbewerking zal zijn begonnen met metalen die in gedegen vorm gevonden worden, zoals vooral goud, maar ook wel zilver en koper. Vuurbeheersing maakte ook metalen in ertsvorm bereikbaar. In een kampvuur ligt de vlamtemperatuur van de turbulente diffusievlam tussen de 700-1000 °C, in ieder geval ruim binnen het bereik van tin (232 °C) en lood (327 °C), maar de toepassingen daarvan in isolatie zijn beperkt.
Dat veranderde met koper (1084 °C), dat enigszins geschikt is om werktuigen en wapens van te maken. Direct bewijs ontbreekt, maar aangezien een kampvuur niet heet genoeg is om koper te smelten, vond dit mogelijk plaats in pottenbakkersovens. Hierin kon voldaan worden aan de voorwaarden om een redoxreactie op gang te brengen, namelijk een urenlange verhitting in een zuurstofarme, koolstofrijke omgeving, iets wat in een kampvuur niet mogelijk is. Hoewel veel onderzoeken de nadruk hebben gelegd op de hoge temperaturen van de ovens, lijkt deze mogelijkheid om de luchtcondities te beheersen van groter belang. Mogelijk beïnvloedde het gebruik van grafiet om aardewerk te decoreren de pogingen om het smeltproces te verbeteren. Dat zou betekenen dat smelten pas mogelijk werd met de ontwikkeling van keramiek.
Vooral onder invloed van Childe werd het idee populair dat alle innovatie uit het Nabije Oosten afkomstig was en via diffusie was verspreid, ex oriente lux – het licht komt uit het oosten. Todorova wist met haar ex balcanae lux-model het belang van de Balkan op de agenda te zetten. De oudst bekende gietwerken zijn dan ook gevonden in Belovode in de Balkan waar toen de Vinčacultuur was gevestigd. Deze cultuur ontgon rond 5500 v.Chr. ook de Roedna Glava-mijn. Hoewel de techniek om keramiek te maken uit het Nabije Oosten afkomstig was, lijkt de smelttechniek een oorspronkelijk ontwikkeling van de Balkan. De vondsten in Belovode zijn gedateerd rond 5000 v.Chr., maar aan het begin van het vijfde millennium werd ook in Tal-i-Iblis in het zuidoosten van Iran koper gesmolten. Uit de vondsten in Değirmentepe en Yumuktepe blijkt dat Anatolië volgde aan het einde van het vijfde millennium en begin van het vierde millennium.
Brons (~950 °C) is harder en duurzamer dan koper en betekende de volgende stap voorwaarts. Brons is een legering van koper met andere metalen als arseen of beter nog tin, maar dit laatste was niet overal voorhanden. De Vinčacultuur lijkt al rond 4650 v.Chr. tinbrons te hebben gemaakt in Pločnik. Niet lang daarna verdween deze cultuur echter en daarmee de techniek. Bij gebrek aan tin werd in het Nabije Oosten aanvankelijk arseenbrons gemaakt, maar ook hier werd vanaf het vroege derde millennium v.Chr. tinbrons geproduceerd.
De materiaaleigenschappen van ijzer zijn voor veel toepassingen gunstiger dan die van koper en ook brons, zoals hardheid en sterkte. Ook de beschikbaarheid is groter, aangezien ijzer een kleine 5% vormt van de aardkorst en koper slecht 0,005%. De smelttemperatuur van ijzer (1538 °C) ligt echter ook hoger en lag aanvankelijk voorbij de mogelijkheden van de laagovens die gebruikt werden. Bij de vroege ijzerproductie smolt het ijzer dan ook niet, maar werd op zo'n 1200 °C sponsijzer geproduceerd. Dit wordt daarna afwisselend gehamerd en verhit, waarbij slak verwijderd wordt en uiteindelijk smeedijzer ontstaat. Vondsten in Kalehöyük suggereren dat in Anatolië al in het derde millennium v.Chr. ijzer werd geproduceerd.
Door middel van een hoogoven kan een hogere temperatuur bereikt worden waarbij het ijzer wel smelt. Op deze manier kan gietijzer worden geproduceerd, wat in China in de achtste eeuw v.Chr. plaatsvond. Daarmee liep het twee millennia voor op Europa.

### Militarisering en innovatie
Naast een stedelijke samenleving ontwikkelde zich op de uitgestrekte Euraziatische grasvlaktes en steppen een pastorale samenleving van nomaden die met hun vee rondtrokken. Om het vee te kunnen beschermen tegen roof waren vrijwel alle leden van een nomadenstam bekwaam in de krijgskunst. De nomaden konden de welvaart van de stedelijke samenleving goedschiks bemachtigen met handel, maar de combinatie van mobiliteit en krijgskunst maakte roof en verovering een zeer geschikt alternatief.
Steden konden zich verdedigen tegen deze stammen en tegen elkaar door ommuringen en door een elite van krijgers te onderhouden die zich konden bekwamen in de krijgskunst met superieur brons wapentuig. Zo kwam het tot een overgang naar militair-agrarische regimes, waarbij het gezag werd overgenomen door een elite van krijgers. In een aantal gevallen zoals in China werd deze rol door de priesters vervuld die voorheen al een leidende rol hadden. In andere beschavingen zoals Soemerië ontstond een aparte klasse van krijgers die de leiding overnam, waarmee een gespannen relatie tussen priesters en krijgslieden begon die nog millennia zou blijven bestaan. Daarnaast hield het aanhouden van een elite van krijgers altijd het risico in dat deze zich ook tegen de eigen bevolking of heersers kon richten.
Tot in de zeventiende eeuw bleef er een strijd tussen stedelingen en pastorale nomaden, waarbij de beide gemeenschappen afwisselend het overwicht hadden, terwijl de grote meerderheid van de bevolking, de dorpelingen op het platteland, meestal het slachtoffer was. Het strijdtoneel lag aanvankelijk vooral in Mesopotamië, waarbij de resulterende wapenwedloop het gebied een technologische voorsprong gaf op meer geïsoleerde gebieden als Egypte en China.
Desondanks verspreidde de nieuwe technologie zich na verloop van tijd ook naar de randgebieden, een proces dat wel de Euraziatische uitwisseling wordt genoemd. Aangezien de enorme Euraziatische steppe centraal lag tussen de verschillende beschavingen konden de nomaden een spilfunctie daarin vervullen. Zo was Egypte lange tijd een stabiel land geweest door het relatief gemoedelijke karakter van de Nijl en de isolatie van andere landen en had het weinig behoefte aan contacten met de buitenwereld. Met de introductie van de strijdwagen wisten de Hyksos echter in de zeventiende eeuw v.Chr. de Sinaïwoestijn over te steken, waarna Egypte deel uit ging maken van het strijdgewoel in Mesopotamië.
Met het gebruik van ijzeren wapens vanaf de twaalfde eeuw v.Chr. konden voetsoldaten een einde maken aan de hegemonie van de strijdwagen. De verspreiding van ijzerbewerkingstechnologie was minstens gedeeltelijk de oorzaak van de instorting van enkele van de grote staten, toen deze geavanceerde culturen hun technologische voorsprong op hun barbaarse buren verloren. Dit betekende de ondergang van het internationale systeem aan het einde van de Late Bronstijd. Rond 1200 v.Chr. verdween het Nieuw-Hettitische Rijk, evenals de paleiscultuur van Mycene en de Minoïsche beschaving. Egypte wist het lot van deze maatschappelijke instorting te voorkomen door onder Merenptah en Ramses III de Zeevolken te verslaan. Assyrië, Babylonië en Elam wisten net als Egypte ondergang te voorkomen, maar het ineenstorten van het internationale systeem had ook hier een sterke achteruitgang tot gevolg.
Lokale staten kregen hierdoor de kans zich te ontplooien en ook konden oude ingeburgerde systemen en technologieën vervangen worden door nieuwere. IJzer verving brons, niet alleen omdat het sterker was, maar ook omdat het veelal lokaal aanwezig was, in tegenstelling tot koper en tin. Daar waar paleiseconomieën overleefden, zoals in Egypte, Assyrië en Babylonië, konden de oude technologieën langer ondersteund worden en hier duurde de overgang naar de IJzertijd dan ook langer.
De nomaden verkregen een belangrijk overwicht toen zij het bereden boogschieten onder de knie kregen. Op de vlaktes konden zij in groten getale paarden onderhouden, waar dat voor rijken die niet over grote grasvlaktes beschikten een kostbare zaak was. West-Europa met zijn bossen en Japan lagen grotendeels buiten deze invloedssfeer, maar in de rest van Eurazië maakte hen dit van de val van Nineveh in 612 v.Chr. tot de verovering van China door de Mantsjoes in 1644 dusdanig machtig dat veel van de heersers hier nomadische afstammelingen waren.

### Organisatie

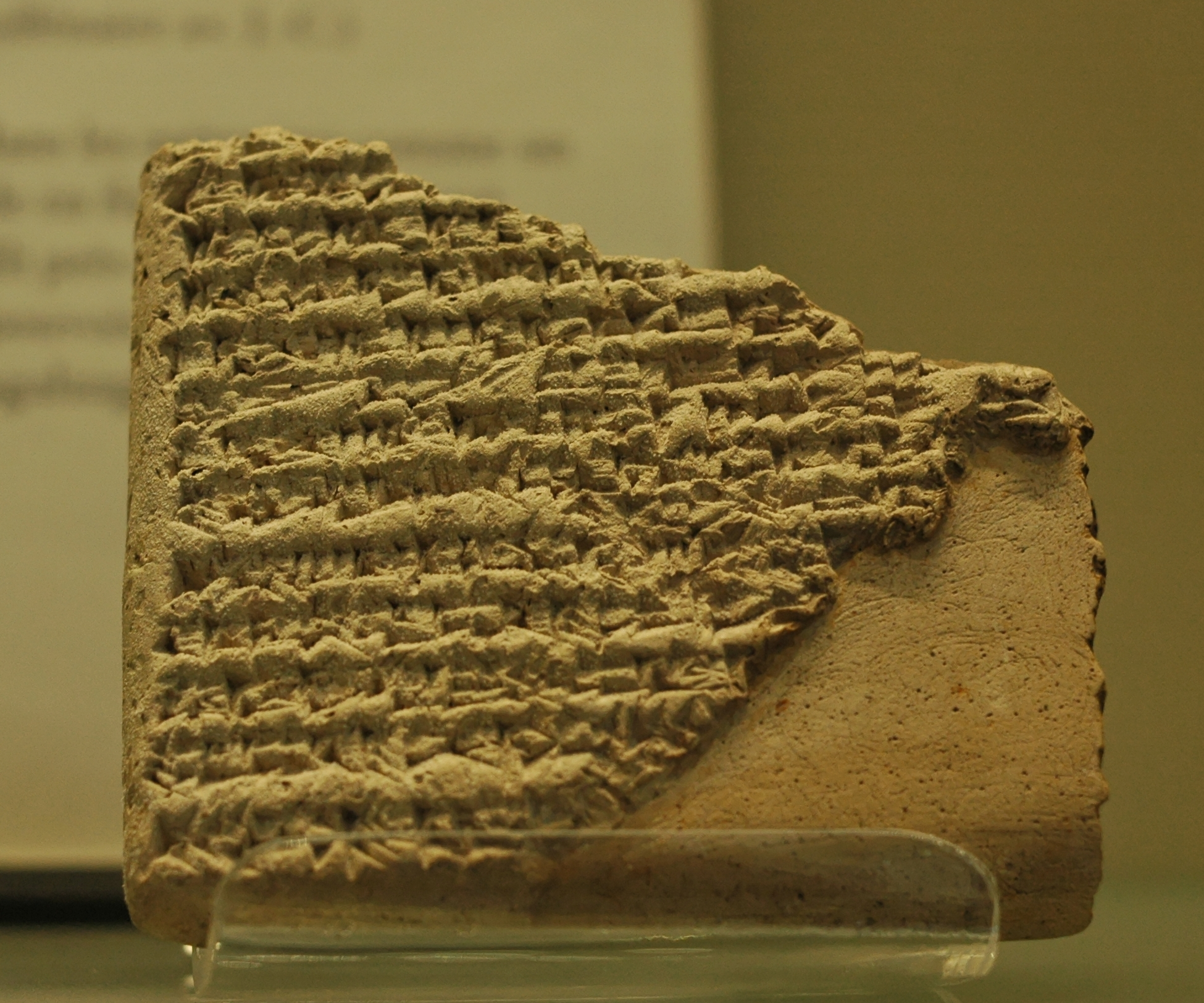
Kleitablet dat de geboorte van Sargon memoreert en zijn ruzie met koning Ur-Zababa van Kisj
Met het spijkerschrift was een rijk beter te organiseren en kon handel vereenvoudigd worden. Tegelijkertijd droeg het bij aan de vergroting van sociale differentiatie, al kan het zijn dat lezen wijdverbreider was dan tot dan toe aangenomen

De strijd had niet alleen verbeteringen in wapens tot gevolg, maar ook in organisatie. De nomadische stammen gingen grootschalige allianties aan, terwijl de stedelijke beschavingen met een organisatiestructuur en protocollen in staat waren om een groot rijk te besturen. Deze bureaucratie kon werken zolang de overheidsdienaren de autoriteit van hun meerderen accepteerden. Patrimonialisering — waarbij de relatie tussen heerser en dienaar, ook wel patroon en cliënt genoemd, niet meer op kennis en kunde was gebaseerd, maar op wederkerigheid en afhankelijkheid — bleef echter een gevaar in redistributie-economieën.
Uruk, veelal beschouwd als de oudste echte stad, dreef handel met verre streken, waarbij het verschillende koloniën stichtte. Daarmee nam de noodzaak om afspraken en boodschappen vast te leggen toe. Zo ontstond waarschijnlijk rond 3300 v.Chr. het protospijkerschrift en werd bureaucratie belangrijk. Door de introductie van het schrift kon informatie bewaard worden buiten het menselijk geheugen, wat een belangrijke bijdrage leverde aan de ontwikkeling van complexere samenlevingen. Gezien het belang van deze omwenteling wordt dit ook wel gezien als het begin van de geschiedenis. De periode daarvoor wordt dan gezien als prehistorie, terwijl de periode dat een samenleving wordt beschreven door andere beschavingen wordt aangeduid als protohistorie. Niet iedereen kon echter schrijven, zodat de orale traditie van belang bleef.
De specialisatie van het schrijven droeg bij aan de vergroting van sociale differentiatie. Het beeld van een kleine elite van scribenten is echter genuanceerd door Wilcke die stelt dat de beheersing van het schrift en zeker het lezen daarvan wijdverbreider was dan tot dan toe aangenomen.
Het grote netwerk bracht de culturele invloed in heel Mesopotamië. Het schrift droeg niet alleen bij tot de handel, ook wetgeving als de Codex Hammurabi (1780 v.Chr.) werd toegankelijker en heilige teksten konden worden vastgelegd. Met de ondergang van de paleiseconomieën verving het eenvoudiger alfabetische schrift het ingewikkelde spijkerschrift dat afhankelijk was van de paleiseconomie om de benodigde klerken te ondersteunen. Hiermee werd ook religie toegankelijker voor leken.
Al in de periode van de stadstaten waren er in het Nabije Oosten periodes met een sterke centralisatie zoals tijdens Ur III. Een enkele stadstaat kon domineren, maar de onderworpen steden hielden veelal hun eigen gebruiken en instellingen. Vanaf de late bronstijd nam het centrale gezag dusdanig toe dat er van territoriale staten gesproken kan worden, zoals in Egypte al veel langer het geval was. Vanaf het begin van het eerste millennium v.Chr. ontstonden rijken, waarbij meerdere staten binnen een systeem werden gebracht.
Rond de negende eeuw v.Chr. zijn er bronnen die weer inzicht beginnen te geven in een groter gebied. Van de bureaucratische rijken groeide het Nieuw-Assyrische Rijk uit tot de dominante macht in het Nabije Oosten. Andere staten zoals Babylonië, Elam en het opkomende Urartu in het oosten van Anatolië speelden een belangrijke, maar ondergeschikte rol. In het Syro-Palestijnse gebied was een versplinterd patroon van kleine staten te zien. Een belangrijk onderdeel van de Assyrische macht was de deportatiepolitiek. In de drie eeuwen tussen Assur-dan II en Assurbanipal zijn naar schatting mogelijk 4,5 miljoen mensen gedeporteerd, waarvan het merendeel onder Tiglat-Pileser III en Assurbanipal. Een bijkomend gevolg hiervan was een proces van acculturatie, zoals de verspreiding van het Aramees als spreektaal.
Uiteindelijk werd de dominantie van de Assyriërs doorbroken door een samenwerking tussen Meden en Babyloniërs. Naast de verklaringen met een nadruk op interne politieke en economische strubbelingen, imperial overstretch en militaire nederlagen lijkt ook klimaatverandering met een decennialang durende megadroogte echter een rol te hebben gespeeld in de plotse ondergang van het Nieuw-Assyrische Rijk.
De Babyloniërs wisten het rijk van de Assyriërs voort te zetten en uit te breiden tijdens de Nieuw-Babylonische dynastie. Dit zou echter de laatste Babylonische dynastie van lokale afkomst zijn. Cyrus de Grote wist de dynastie te onderwerpen en stichtte het Perzische Rijk, het grootste rijk dat de wereld tot dan toe had gezien. Dit zou zo'n twee eeuwen standhouden en de relatieve stabiliteit van wat wel het eerste wereldrijk wordt genoemd, was mede te danken aan de tolerantie voor lokale gebruiken, culturen en religies. Veel informatie is indirect overgeleverd, vooral via de Grieken. Dit maakt dat de Perzische Oorlogen als een keerpunt bekendstaan in de Griekse en westerse geschiedenis, hoewel deze voor de Perzen van ondergeschikt belang lijken te zijn geweest.

### Wereldreligies
Bij vroege religies als natuurgodsdiensten, of naar Jan Assmann primaire religies, lag de nadruk op pragmatische zaken als rituelen, offers en taboes. Theïstische vraagstukken en theologie waren over het algemeen van ondergeschikt belang en hoewel er veelal meerdere goden waren, is polytheïsme dan ook een minder geschikte term die vooral voorkomt uit het monotheïsme van de beschrijvende historici.
Deze religies hadden een tribaal of etnisch karakter, waarbij elke stam of later stad eigen goden had, zonder overigens het bestaan van de goden van anderen te ontkennen en zonder anderen te willen bekeren. Het voortbestaan van een religie was daarmee verbonden aan de bijbehorende samenleving. Deze gebondenheid was een belemmering bij de verspreiding en kon problematisch zijn bij migratie. Voor dit probleem zagen de Joden zich gesteld tijdens de Babylonische ballingschap (586-538 v.Chr). Waar eerder de Tempel het middelpunt van het jodendom was, werd dit nu het boek, terwijl het nadrukkelijk monotheïstisch werd. Ook het zoroastrisme was vastgelegd in heilige geschriften. Beide waren religies waarvan de god gezag had over de gehele wereld. Hoewel het aantal aanhangers van beide religies beperkt bleef, zouden de hieruit voortgekomen christendom en islam uiteindelijk de twee grootste wereldreligies worden. Bij eerdere religies lag de nadruk op de natuurlijke omstandigheden waarin de mens moest zien te overleven, maar in een steeds meer gestratificeerde samenleving waarin ongelijkheid en onderdrukking sterk toenamen, voorzag profetische spiritualiteit met een hiernamaals in een behoefte aan rechtvaardigheid. Dat betekende overigens niet dat er sprake was van een volledige overgang. Buiten de stedelijke gebieden waar de nieuwe onzekerheden geen rol speelden, bleef er behoefte aan de oude vormen. Dit kon binnen een rijk spanningen veroorzaken tussen de stedelijke elite en de landelijke bevolking.
Een belangrijk verschil is te maken tussen religies waarbij reïncarnatie deel uitmaakt van de geloofsdoctrine en de abrahamitische religies waarin de mens maar een leven heeft in de stoffelijke wereld. In de eerste is het tijdsbeeld veel meer cyclisch, terwijl de laatste veel meer lineair is, wat zich onder meer vertaalt in het geloof in een einde der tijden.
Met bureaucratie en het schrift was religie een belangrijk middel om beschavingen in stand te houden, onder meer doordat het lijden en ongelijkheid dragelijker maakte. Naast het monotheïsme in het Nabije Oosten, ontstonden in China het confucianisme en taoïsme, in India het hindoeïsme en boeddhisme en in Griekenland het filosofisch rationalisme, allen met een idee van het bestaan van een rechtvaardige wereld. De periode van 800 v.Chr. tot 200 v.Chr. werd door Jaspers vanwege de radicale culturele veranderingen rond die tijd in meerdere samenlevingen de axiale periode genoemd.

### India

#### Harappabeschaving

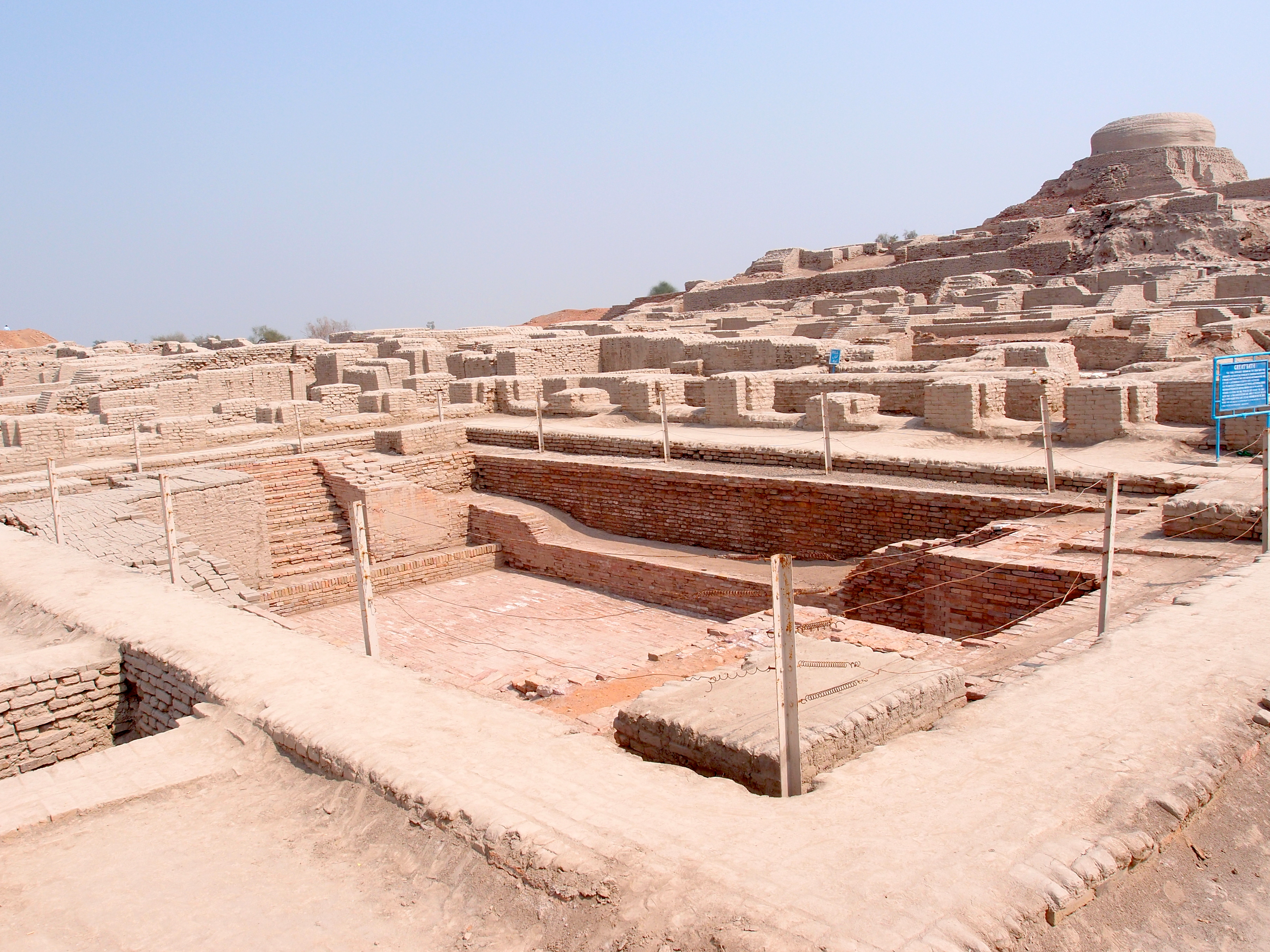
Het grote bad van Mohenjodaro

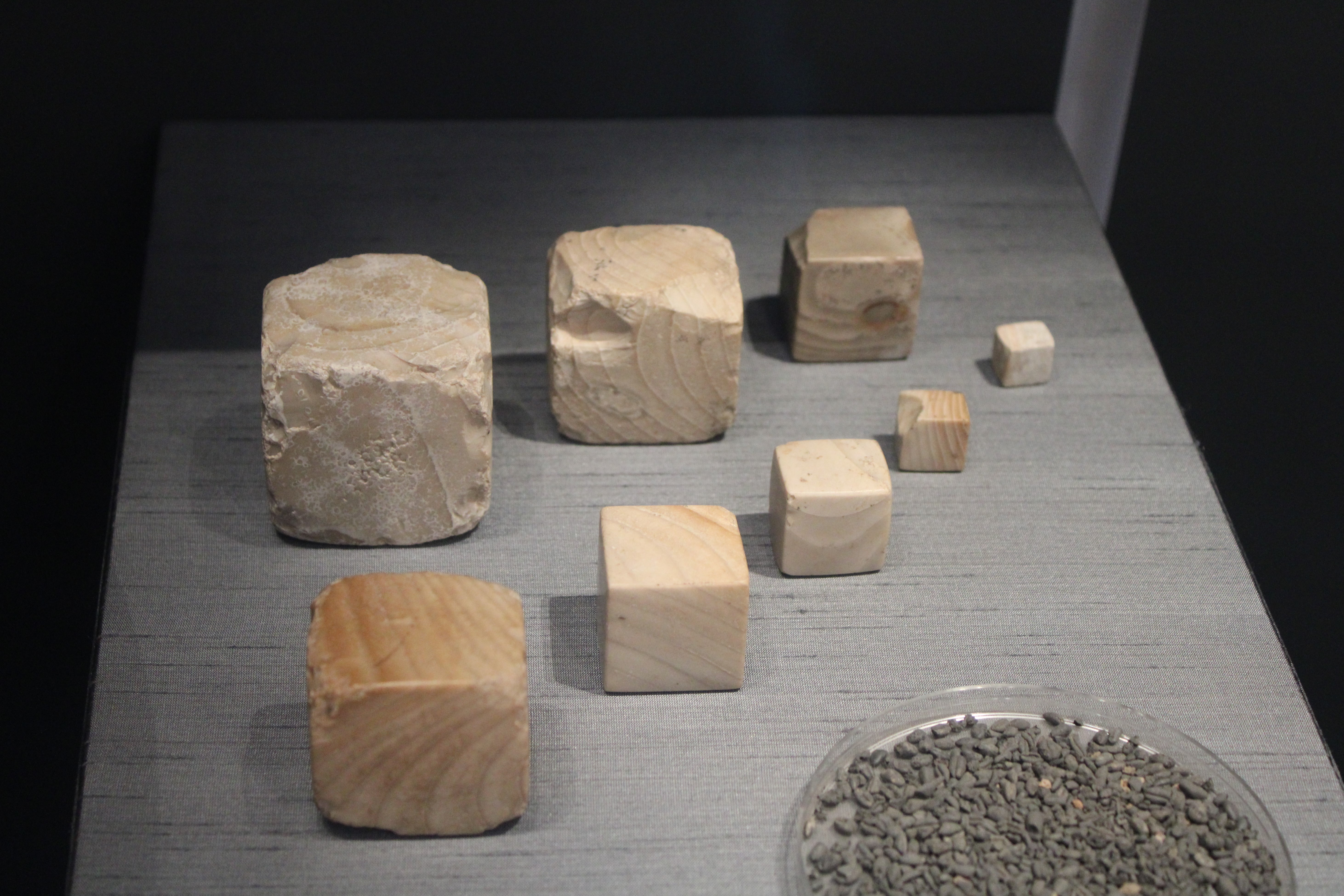
De Indusbeschaving kende al een uniform gewichtenstelsel

Hoewel uit archeologische opgravingen duidelijk is geworden dat de Indusbeschaving hoogontwikkeld was en een groot verspreidingsgebied had, is het Indusschrift nog steeds niet ontcijferd. Het is dan ook niet goed bekend welke religie werd aangehangen en welke regeringsvorm er aanwezig was. Beeltenissen zijn wel geïnterpreteerd op overeenkomsten met latere hindoeïstische goden, maar dit is verre van zeker. Er waren uitgebreide handelsrelaties met Mesopotamië, was er sprake van stadsplanning, gescheiden riolering en watertoevoer en kende het een gewichtenstelsel. Er zijn veel minder aanwijzingen gevonden van strijd dan in in Egypte en Mesopotamië en ook geen monumenten en bureaucratie die op een geestelijke of wereldlijke macht wijzen. Het verloop van het verval is niet duidelijk, maar rond 1900 v.Chr. begonnen de steden te ontvolken.
De neergang van de Indusbeschaving ging waarschijnlijk geleidelijker dan werd gedacht. Wel kwam er een einde aan de integratie en is er een duidelijker onderscheid in de regio's. De Jhukarcultuur in Sindh en de Cemetery H-cultuur rond Harappa deelden in afnemende mate overeenkomsten met de Indusbeschaving.

#### Vedische tijd
Laat-Harappa werd gevolgd door onder meer Painted Grey Ware en Ochre Coloured Pottery van waarschijnlijk uit Centraal-Azië gemigreerde aryans. Daarmee begon de vedische tijd, aanvankelijk beperkt tot het vijfstromengebied Punjab rond de Indus. De Indo-Ariërs waren mogelijk semi-nomadische veehouders die door het bezit van paarden en strijdwagens een militair overwicht op de oorspronkelijke bevolking hadden. De Rigveda geeft de indruk van conflicten om vee, zowel tussen Indo-Arische stammen onderling als met anderen. In deze vedische religie lag de nadruk op de deva's of goden waaraan lofverzen werden opgedragen uit de Samhita's, de oudste delen uit de Veda's.
Rond 1000 v.Chr. vestigden de Indo-Ariërs zich in vaste nederzettingen om landbouw te bedrijven en zo vond een overgang plaats van een semi-nomadische krijgerssamenleving naar een agrarische samenleving. De focus verschoof van de Samhita's naar de Brahmana's met de brahmanistische shrauta-offers (yajna's) waarmee de brahmanen de goden in toom konden houden en zo
gelijkwaardig aan hen werden. Zo verkregen de brahmana's meer macht ten opzichte van de kshatriya's, de krijgers en heersers, overigens zonder wereldlijke macht naar zich toe te trekken. Deze periode zag het begin van het Indische kastenstelsel met de vier varna's.
De vedische cultuur verspreidde zich verder oostwaarts over de Gangesvlakte en zuidwaarts naar Malwa en Gujarat. Met name in de Gangesvlakte ontstonden voor het eerst sinds de Indusbeschaving weer steden. Daaromheen ontstonden rond 700-500 v.Chr. de eerste proto-staatjes, de janapada's. De urbanisatie en het ontstaan van een koopmansklasse brachten een verandering waarmee nieuwe begrippen beter overweg leken te kunnen. Het concept van karma, het idee dat iemands daden gevolgen hebben, niet alleen voor het huidige leven, maar ook in volgende levens, impliceert een eigen verantwoordelijkheid voor het eigen lot en stimuleert daarmee individualisering. Dit gaf ook een mate van autonomie die in het dagelijks leven steeds minder aanwezig was. Die autonomie had dan wel betrekking op een volgend leven, maar aan deze cyclus van wedergeboortes (samsara) kon ontsnapt worden (moksha). Deze in de Veda's onbekende ideeën waren mogelijk afkomstig uit een inheemse traditie uit Groter Magadha, een gebied waar de vedische cultuur steeds meer contact mee kreeg. De bevolking daar bestond ten dele uit arya's die al in een eerdere golf voor het ontstaan van de Veda's naar dit gebied was gemigreerd.
Deze nieuwe ideeën stimuleerden ascetische bewegingen en hoewel ascese al vanaf de vroegste tijden bekend was binnen het vedisme, betrof dit een beperkte groep en was het merendeel van de brahmanen gezinshoofd (grihastha) en bracht offers (yajna). Conservatieve brahmanen konden zich dan ook niet vinden in de opkomst van steeds meer ascetische bewegingen, ook aangezien de hiermee gepaard gaande individualisering de positie van de brahmanen kon verzwakken. De mimamsa-school wees de vernieuwingen aanvankelijk dan ook af. De samkhya-school wist echter de interpretatie van karma om te buigen in een legitimatie van een statische maatschappij, een samenleving zonder sociale mobiliteit tussen de varna's en wist zo de-individualisering te bevorderen.:241-254 De culturele identiteit van de brahmanen kende in deze periode dus een grote mate van aanpassing en was niet onveranderlijk of primordiaal zoals nogal eens wordt gesuggereerd.:1-27
De mystieke beweging van wereldverzaking kwam naar voren in de meer filosofisch getinte Upanishads. Dat betekende overigens niet dat er sprake was van een volledige overgang. Buiten de stedelijke gebieden waar de nieuwe onzekerheden geen rol speelden, bleef er behoefte aan de oude vormen. Dit kon spanningen veroorzaken tussen de stedelijke elite en de landelijke bevolking. Het ashrama-systeem waarin naast het gezinshoofd ook de leerling, woudkluizenaar en wereldverzaker hun plaats kregen, maakte het daarbij mogelijk dat de verschillende levensvormen naast elkaar konden bestaan. Het brahmanisme evolueerde zo tot het neobrahmanisme. De normen of dharma van varna en asrama werden samen varnasramadharma genoemd en worden zo belangrijk geacht, dat ze wel worden gelijkgesteld aan het hindoeïsme.
De ideeën uit Groter Magadha brachten ook nieuwe stromingen voort. De belangrijkste nee-zeggers of nastika's waren charvaka, het jaïnisme en het boeddhisme. In plaats van offers was ascese hierin groot belang. Boeddhistische monniken richtten zich volledig op het bereiken van het nirwana, maar tegelijkertijd waren de verplichtingen voor leken relatief beperkt, wat het boeddhisme tot de meest succesvolle missionaire religie maakte tot deze rol rond 1000 door de islam over werd genomen. Belangrijk bij de verspreiding was ook het monasticisme waarbij monniken bij elkaar leefden in kloosters.

#### Klassieke periode

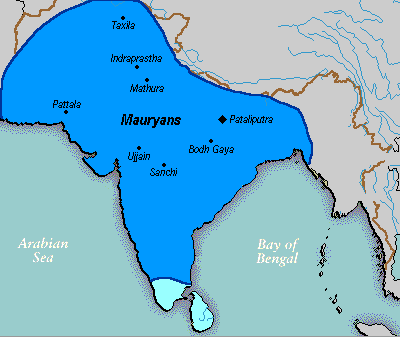
Het Mauryarijk tijdens de grootste omvang. Het rijk zelf is donkerblauw, bondgenoten lichtblauw

Onder Ashoka (268–232 v.Chr.) bereikte het Mauryarijk zijn grootste omvang. Zijn inspanningen brachten het boeddhisme tot ver buiten zijn rijk. De bureaucratische methode om dit rijk te besturen was vergelijkbaar met die in Mesopotamië, maar het ontbrak de heersende kasten aan voldoende loyaliteit van de andere kasten om voor langere tijd een stabiel rijk te vormen. Daarbij kwam dat het paard niet kon gedijen op het Indisch Subcontinent, zodat nomadische invallen moeilijk konden worden weerstaan en nomadische heersers daarna verschillende malen een rijk konden stichten.
Zo ging Gandhara voor enige tijd verloren aan de Indo-Grieken. Daar ontwikkelde zich het sarvastivada-boeddhisme en zo kwam dit in contact met de hellenistische wereld. Dat resulteerde er niet zozeer in dat het boeddhisme Griekse filosofieën overnam, maar de manier van debatteren lijkt daardoor wel te zijn geëvolueerd. Debatten werden al lange tijd daarvoor gevoerd, maar onder Griekse invloed lijkt rationaliteit hier zijn intrede te hebben gedaan, wat onder meer blijkt uit Milindapanha, een overgeleverde discussie tussen de boeddhistische Nagasena en koning Menander I. Na het verdwijnen van de Grieken bleven de filosofische debatten onderdeel van de hofcultuur. Regelmatig was het de koning was die oordeelde wie het debat had gewonnen en zo werden ook het jaïnisme en brahmanisme gestimuleerd om debatten rationeel te benaderen. Hoewel kritisch denken geen natuurlijke houding was binnen het brahmanisme, stimuleerde deze opzet de deelnemers om hun eigen standpunt te verfijnen en verder te ontwikkelen, zodat kritiek beter gepareerd kon worden.:182-186, 256-271
Een debat (vada) kan worden gevoerd in de vorm van een adhikarana die is opgebouwd uit:
- visaya, onderwerp
- samdeha, twijfel
- purvapaksha, standpunt van de opponent
- uttarapaksha, eigen standpunt
- siddhanta, uiteindelijke conclusie waarmee de aanvankelijke twijfel is opgelost

Aryabhata (476-550) was een van de grote astronomen en wiskundigen van India.

### China

De territoriale ontwikkeling van het Chinese keizerrijk onder de verschillende dynastieën

China had aanvankelijk weinig contact met de Nijl-Induscorridor en ontwikkelde zich ook geleidelijker. De ommuurde dorpen die de basis vormden van deze beschaving hadden een veel langere geschiedenis dan die in Egypte en Soemerië voor daar landbouw werd bedreven. Landbouw begon op het vruchtbare lössplateau, terwijl de macht aanvankelijk waarschijnlijk in handen lag bij geestelijke leiders van onder meer de voorouderverering. Door de toenemende welvaart en bevolkingsdruk nam het aantal conflicten toe. Anders dan in Mesopotomië kwam ook de militaire leiding in handen van de geestelijken, zodat hier op dit vlak geen tweestrijd ontstond. De macht verschoof van de dorpen naar lokale krijgsheren die onderling veranderende allianties sloten. Tijdens de Xia-dynastie zou er volgens de Chinese traditie voor het eerst sprake zijn geweest van erfopvolging van heersers die het gehele gebied onderworpen hadden. Of deze dynastie werkelijk bestaan heeft, is niet duidelijk. Dat is wel het geval met de Shang-dynastie die composietbogen, bronzen harnassen, paarden en strijdwagens invoerden en daarmee hun greep op de samenleving wisten te verstevigen. Het orakelbottenschrift dat in deze tijd ontstond, staat dicht bij de traditionele Chinese karakters.
Tijdens de Zhou-dynastie (eind 10e eeuw v.Chr.- 256 v.Chr.) werd de overstromingsvlakte van de Gele Rivier gecultiveerd met dijken en drainage. De velden en terrassen hervormden niet alleen het landschap op grote schaal, maar ook de maatschappij. De cultivatie werd ingezet door leenheren die gaandeweg meer macht kregen. Onderlinge rivaliteit mondde uit in de periode van de Strijdende Staten. In 221 v.Chr. werd het land verenigd onder de eerste keizer, Qin Shi Huangdi die de Qin-dynastie stichtte. De daaropvolgende Han-dynastie (206 v.Chr.-220 n.Chr.) zag een periode van grotere stabiliteit. Ook hier kwam het onder militaire druk tot een bureaucratische overheid, maar veel meer dan elders werd dit gesteund door de lokale elite. Van grote invloed hierbij waren de teksten van Confucius (551-479 v.Chr.) waarin de nadruk werd gelegd op de persoonlijke en bestuurlijke moraal, orde en respect voor de meerdere. De confucianistische traditie keek naar voorbeelden uit de tradities voor politieke ethiek.
Waar het confucianisme het land bestuurlijk versterkte, deden de vele rivieren en kanalen dit voor de economie. Via de zijderoute kwam het tot contacten met het westen, mogelijk tot stand gekomen door de zoektocht van keizer Wudi naar bloedzwetende paarden die zijn dienaren uiteindelijk vonden in de vallei van Fergana. Met deze paarden moest een cavalerie gevormd worden die de aanvallen van nomadische ruitervolkeren kon weerstaan. Bij gebrek aan voldoende graslanden was het echter zeer kostbaar deze te onderhouden. Ook de Chinese Muur bleek niet altijd voldoende om de invallen te voorkomen. Ondanks de periodes van onstabiliteit en de opeenvolgende dynastieën bleek het rijk voort te kunnen blijven bestaan, geholpen door het confucianisme en gronden die voldoende vruchtbaar waren om bodemuitputting te voorkomen ondanks een groeiende bevolking.

### Middellandse Zeegebied

#### Griekenland

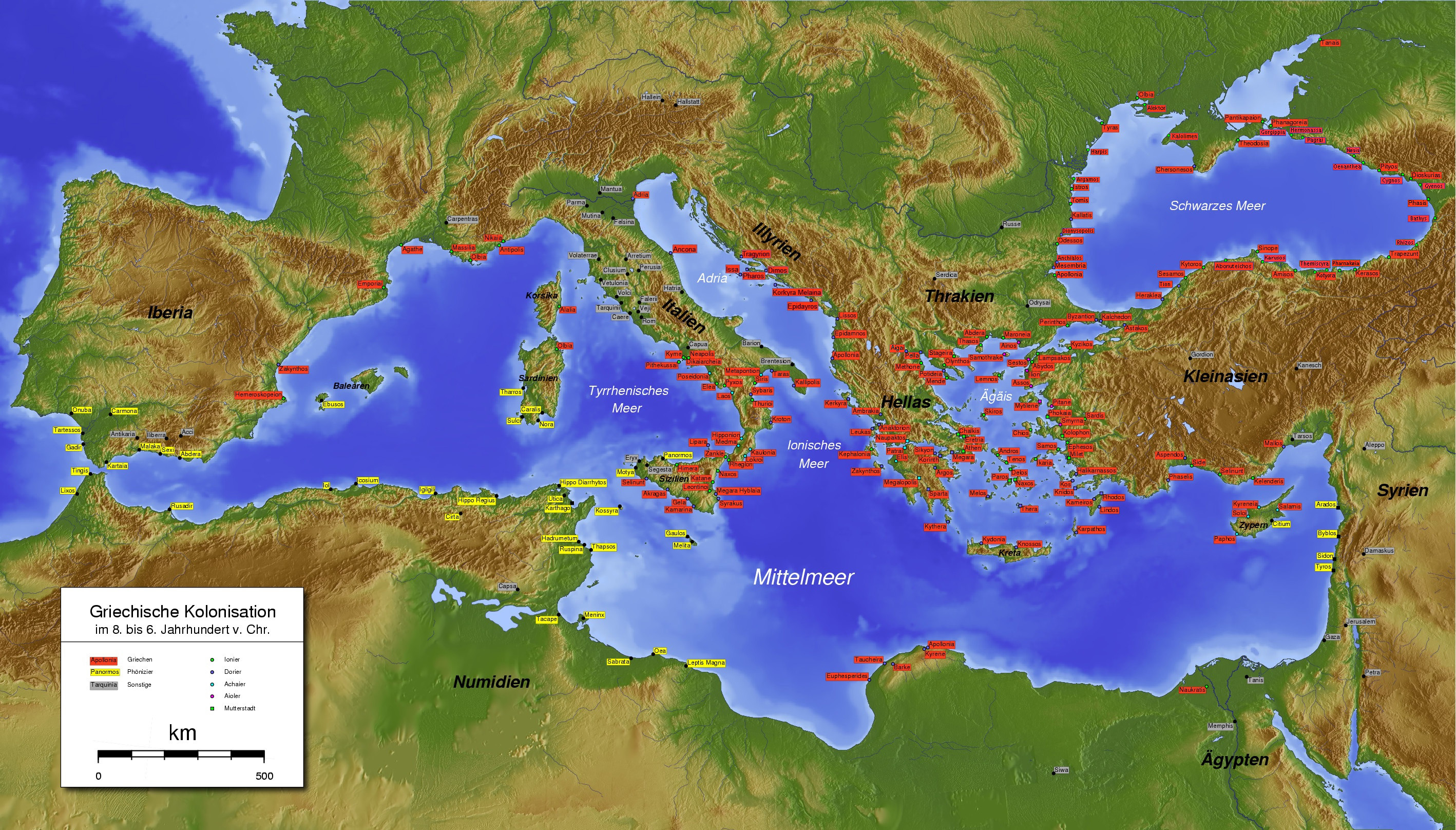
Griekse en Fenicische koloniën tussen de achtste en zesde eeuw v.Chr.

50 siglos de historia universal (es)

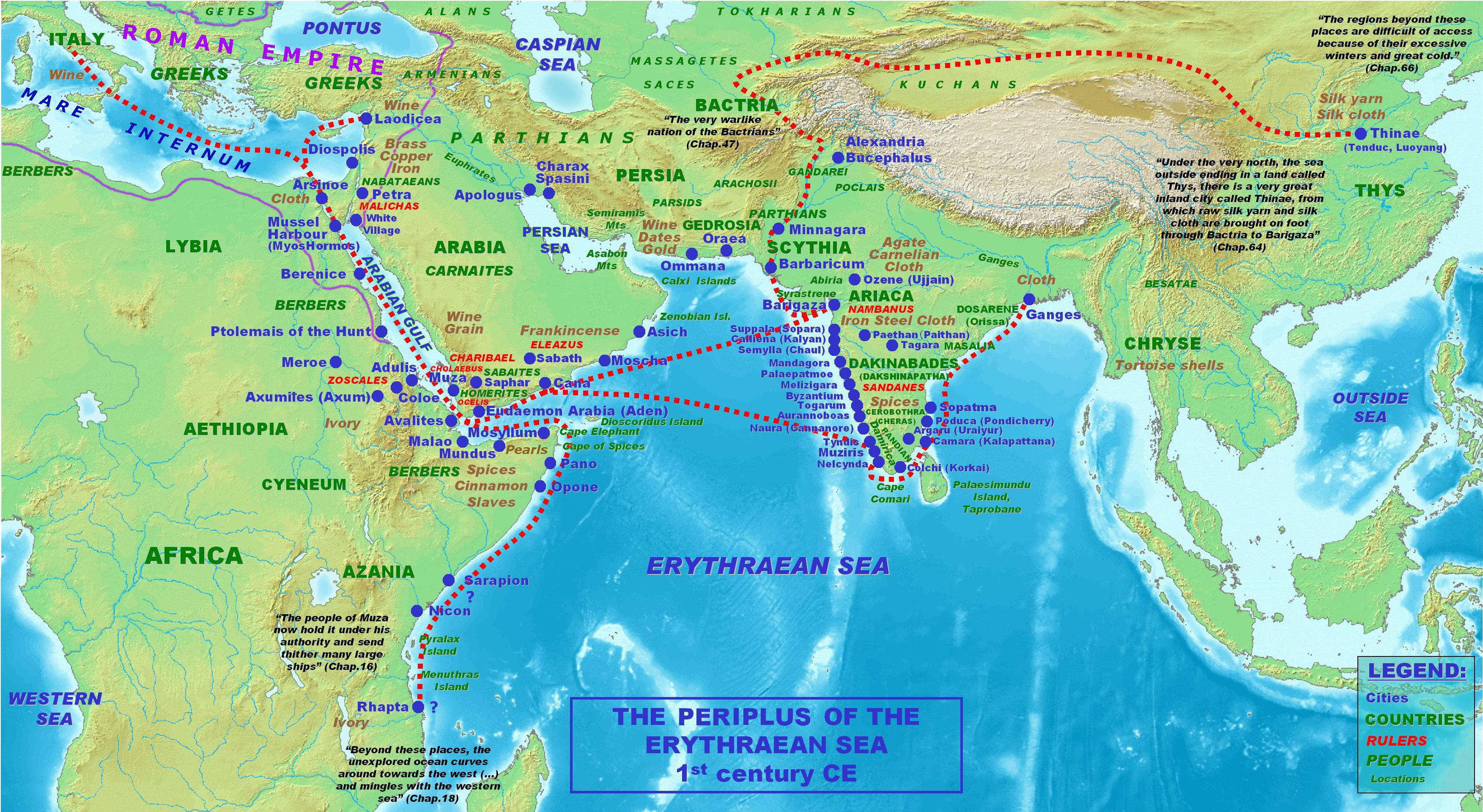
Routes en plaatsen uit de Periplus van de Erythreïsche Zee (± eerste eeuw)

Scheepvaart maakte reizen in de gebieden in de oostelijke Middellandse Zee al vroeg relatief eenvoudig. De invloeden van Egypte waren dan ook duidelijk terug te vinden in de Minoïsche beschaving, terwijl de Myceense beschaving grote overeenkomsten had met de Hettieten en de Mitanni. Ook de inval van de Doriërs, vermoedelijk rond 1100 v.Chr., heeft parallellen met het ineenstorten van de grote staten in Mesopotamië rond die tijd. Een duidelijk onderscheid ontstond echter in de daaropvolgende duistere eeuwen. Waar in Mesopotamië de grote centraal geleide staten terugkeerden, ontstond in Griekenland een nieuw instituut; de polis, waarin een tijdelijke leider gekozen werd door alle burgers. Dit vergrootte de kans dat de belangen van de polis in zijn geheel werden gediend en niet slechts die van een kleine elite. Er bestond een sterke band tussen burger en polis die prioriteit had boven verwantschap, religie en arbeidsrelaties. Daarbij gold wel dat het burgerschap slechts openstond voor hen die een bijdrage konden leveren in de verdediging van de polis: volwassen mannen. Vrouwen, slaven en vreemdelingen hadden geen inspraak. De sterke mate van participatie en solidariteit maakte de polis zeer succesvol en tegelijkertijd relatief egalitair.
Het beperkte landbouwareaal gaf aanleiding tot een uitgebreide Griekse kolonisatie langs de kusten van de Middellandse en Zwarte Zee. De komst van de eerste munten vanuit Lydië vereenvoudigde de handel enorm, bijdragend aan de sterke toename van de Griekse welvaart. In contrast met de onderlinge solidariteit binnen de polis bestond er een grote rivaliteit met de andere poleis. Tijdens de Tweede Perzische Oorlog (480-479 v.Chr) wist een aantal echter onder Perzische dreiging tot een alliantie te komen en tegen alle verwachtingen in de overwinning te behalen in de Slag bij Salamis en een jaar later op land in de Slag bij Plataeae.

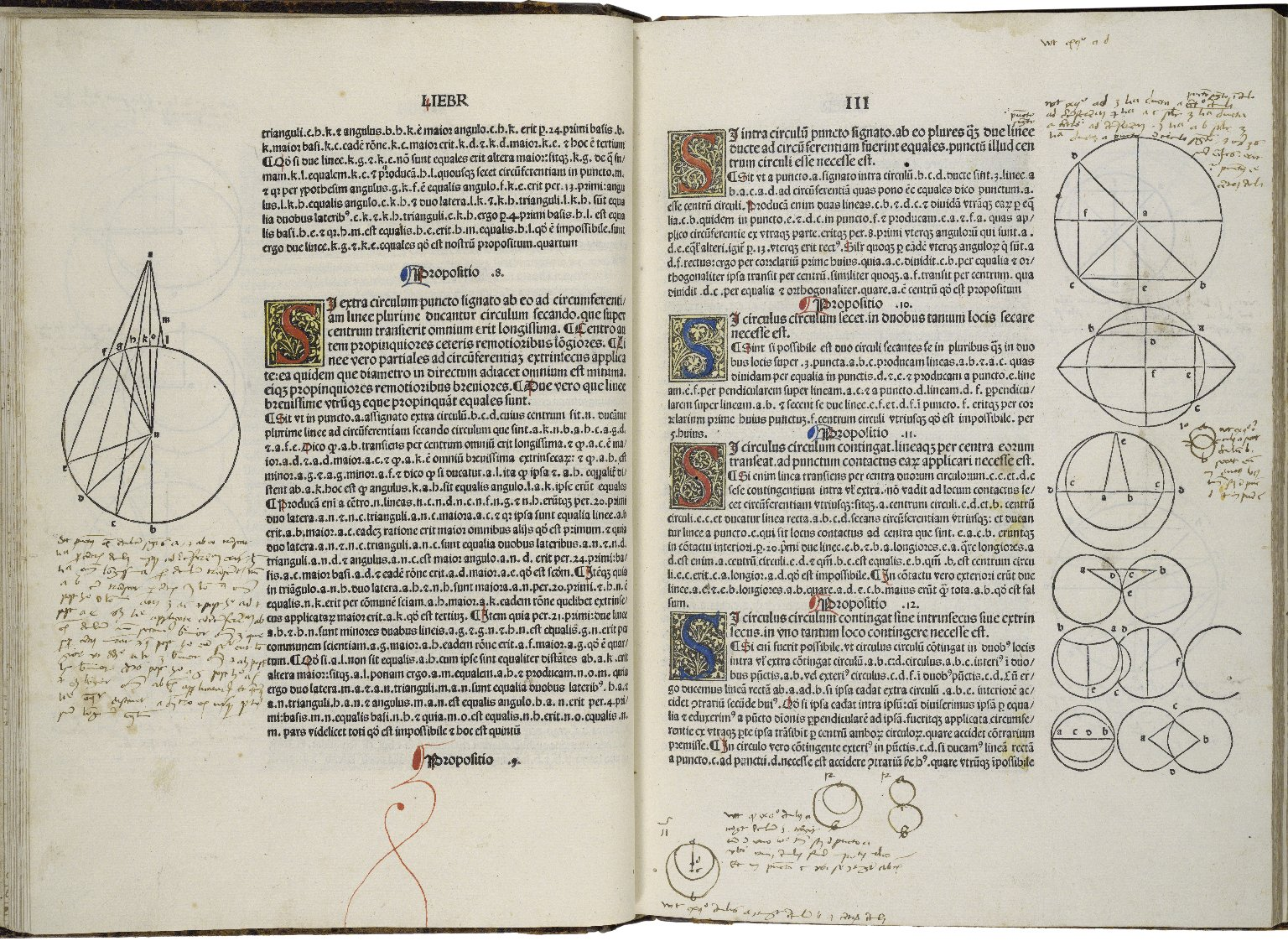
Met de Elementen van Euclides deed abstractie zijn intrede in de meetkunde. Deze axiomatische methode en bewijsmethode betekenden een belangrijke stap

Nadat rond de negende eeuw v.Chr. het Grieks alfabet werd ontwikkeld uit het Fenicisch alfabet werden al snel de Ilias en de Odyssee op schrift gesteld, waarbij gebruik werd gemaakt van mnemonische technieken als het metrum en de standaardformuleringen. Door dit muzikale beginsel was het mogelijk om een werk in zijn geheel mondeling over te dragen in de tijd voordat het schrift voldoende verspreid was. Het waren de poëzie en filosofie van de Griekse cultuur die de grootste invloed zouden hebben op beschavingen daarna. Waar bij Homerus en Hesiodos de goden nog in groten getale te vinden waren, was er in de Griekse filosofie opvallend weinig aandacht voor hen. In afwezigheid van een dominante priesterklasse was er juist veel ruimte voor wetenschap, vooral logica en in mindere mate observatie. Abstractie – het proces waarbij niet de direct waarneembare, maar onderliggende eigenschappen worden beschouwd – is een van de kenmerken van de moderne mens en speelde al een rol toen ontdekt werd dat twee appels en twee peren een overeenkomst hebben, namelijk hun aantal. Desalniettemin waren Indische, Babylonische en Egyptische wiskunde vooral gericht op praktische zaken. Meetkundige formules waren dan ook veelal empirische formules, gebaseerd op metingen waarbij wiskundig bewijs ontbrak. De Griekse wiskunde zette de stap met een formeel bewijs gebaseerd op abstracties met axioma's en deductie. Dit culmineerde in de Elementen van Euclides, het begin van de exacte wetenschap en wel het meest succesvolle handboek ooit genoemd en een van de invloedrijkste werken in de geschiedenis van de wiskunde. Ook Aristoteles (384 v.Chr. - 322 v.Chr.) zou grote invloed hebben op de latere Arabische en westerse wereld.
Het einde van de klassieke periode kwam toen Philippus II van Macedonië in 338 v.Chr. een einde maakte aan de democratie en autonomie van de poleis. Het betekende allerminst het einde van de Griekse invloed. In het rijk van Alexander de Grote trad een hellenisering op van de bovenlaag van de bevolking en verspreidde de Griekse filosofische traditie zich. Met de invoering van een gemonetariseerde economie en banken kon de langeafstandshandel rond de Middellandse Zee zich sterk uitbreiden. Via karavanen was er contact met China, over rivieren met Europa en Azië en over zee blijkens de Periplus van de Erythreïsche Zee tot aan India toe. In Griekenland zelf verdween ondertussen de oude sociale samenhang en werd de kloof tussen arm en rijk groter. Het bleek dan ook niet bestand tegen de opkomst van de Romeinen, die juist zoveel bewondering hadden voor de Griekse cultuur.

#### Rome

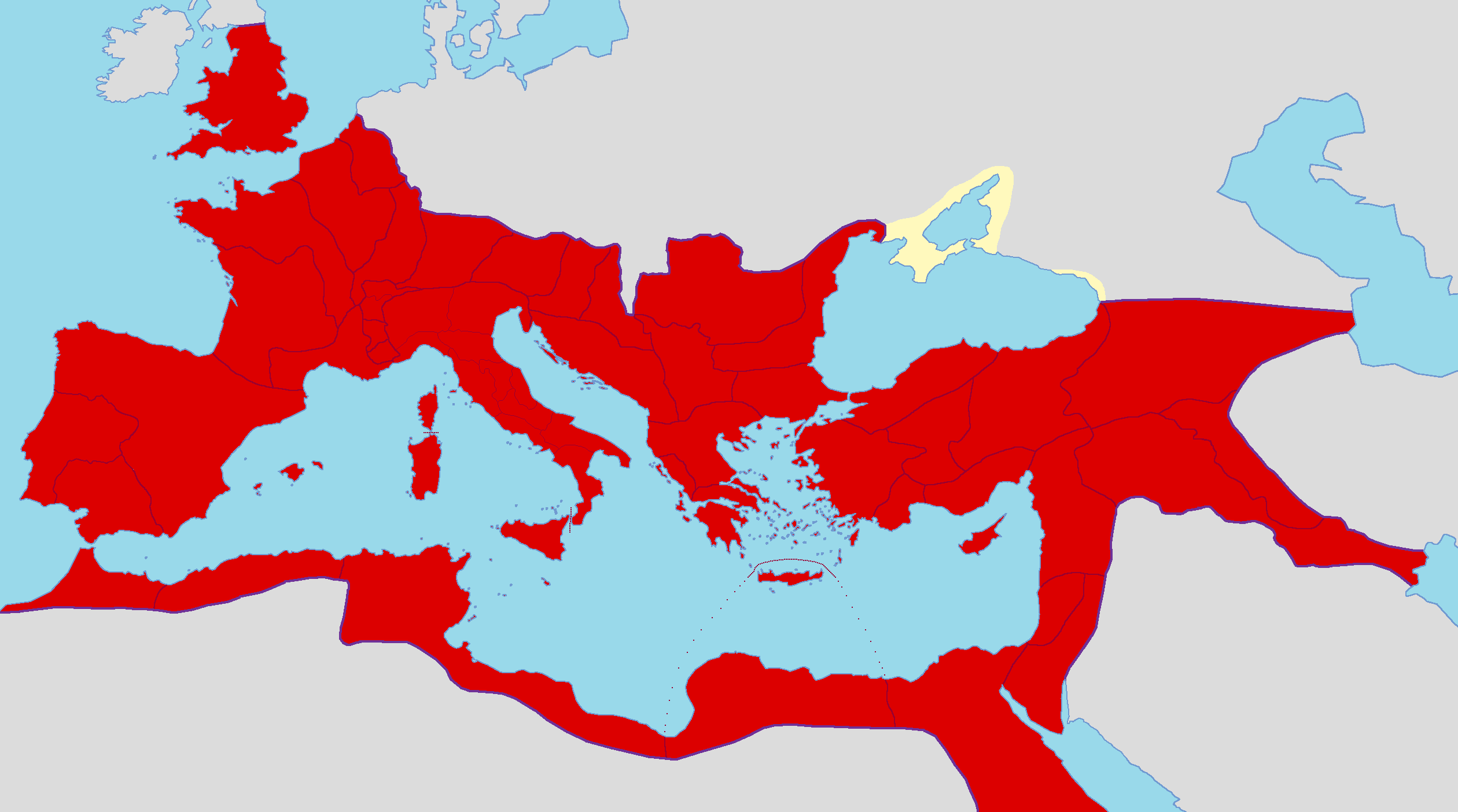
Het Romeinse Keizerrijk dat in 117 na Chr. onder keizer Trajanus zijn grootste omvang bereikte

De opkomst van Rome vertoont overeenkomsten met die van de Griekse poleis. Dat gold ook voor het leger, hoewel de Romeinen van de falanxformatie overstapten op de flexibelere manipels. Tijdens de Tweede Punische Oorlog brachten de Romeinen een staand leger in het veld waarbij burgers en boeren vrijgemaakt werden om voltijds als soldaat te dienen. Rome wist Hannibal te verslaan en hiermee de dominantie over het hele westelijke Middellandse Zeegebied te bemachtigen en na de Derde Punische Oorlog wist het in 146 v.Chr. Carthago te verwoesten. Mithridates VI van Pontus was een andere geduchte tegenstander die met de Mithridatische oorlogen Romes meest succesvolle tegenstander van de eerste eeuw v.Chr. werd. Dit gaf hem al in zijn eigen tijd een befaamdheid die aanhield tot de twintigste eeuw, waarna zijn naam echter verdween uit het collectieve geheugen. Tegen 44 v.Chr. maakte heel Gallia en grote delen van Klein-Azië en Noord-Afrika deel uit van de Romeinse Republiek. Hierbij speelde de Romeinse technologie een belangrijke rol. Terwijl Romeinse techniek bloeide, was er weinig Romeinse wetenschap. Zeer weinig Griekse wetenschap werd ooit vertaald in het Latijn.
Patriciërs wisten de macht van de burgers veel meer in te perken dan het geval was geweest bij de Grieken. Met keizer Augustus kwam een einde aan de Republiek en verdwenen de rechten van de burgers vrijwel volledig. Daar kwam bij dat het aanvankelijk vrije boeren waren die in tijd van oorlog werden opgeroepen. Met de groei van het rijk moesten de legers steeds verder van huis en hadden de boeren steeds minder tijd om hun akkers te verzorgen. De resulterende sterke verarming bracht een grote groep proletariërs naar Rome.
Het als joodse sekte begonnen christendom zou een aantrekkelijke godsdienst blijken voor juist die proletariërs. Door het aardse leven te beschouwen als voorportaal van het hiernamaals kreeg het lijden zin. Het uitsluiten van een andere waarheid dan die van het christelijke geloof bracht hen echter in conflict met de overheid. De resulterende vervolgingen werden juist als bevestiging opgevat, waardoor het geloof een sterk eschatologisch karakter kreeg.

### Algemene ontwikkelingen
Millennia van landbouw en meer dan drieduizend jaar beschaving hadden hun sporen nagelaten. Rond het begin van de jaartelling hadden zowel het Romeinse Rijk als het Han-rijk zo'n 60 miljoen inwoners, terwijl ook in de rest van de wereld een sterke bevolkingsgroei was te zien. Jager-verzamelaars moesten steeds meer terrein opgeven voor landbouwsamenlevingen. Het grootste deel van de wereldbevolking leefde in dorpen en een groot deel daarvan droeg belastingen af aan heersers van het rijk waar zij onder vielen. Aanpassing of juist afzetten waren twee manieren om de om zich heen grijpende beschavingen te benaderen. Ondanks de nodige nadelen waren de voordelen van grotere collectieve en mogelijk persoonlijke macht en rijkdom dusdanig aanlokkelijk dat veel samenlevingen zich uiteindelijk aaneensloten. De strijd om overeind te blijven ten opzichte van anderen kon onder de juiste omstandigheden de aanzet geven om tot zeer grote rijken te komen. Waar interne of externe druk te groot werd, konden deze ook weer ineenstorten.
Vaak gingen deze beschavingen gepaard met hiërarchische maatschappelijke verhoudingen en sociale ongelijkheid, dragelijker gemaakt door religie. De Grieken en Romeinen hadden met hun democratie en republieken een tussenvorm gevonden tussen de voordelen van de stedelijke en de stammensamenlevingen. Hoewel deze vormen niet blijvend waren, bleef dit ideaal lang genoeg bewaard om vanaf de achttiende eeuw weer een belangrijke rol te gaan spelen.
Ontbossing was het meest opvallende effect van de veranderingen op het leefmilieu. Dit werd gedreven door de behoefte aan landbouwgronden en aan hout dat lange tijd een van de belangrijkste grondstoffen was, zowel als brandstof en als bouwmateriaal. De resulterende bodemerosie maakte veel landbouwgrond onbruikbaar. Egypte was door de jaarlijkse Nijlvloed een uitzondering. Door vruchtwisseling en bemesting trad er op dit gebied wel verbetering op. Steden waren dusdanig ongezond geworden dat de meeste afhankelijk waren van migratie om de bevolking op peil te houden. Met de toenemende contacten kwam het ook tot een grotere verspreiding van ziektekiemen. Resulterende epidemieën konden grootschalig en verwoestend zijn. Zo is in de afgelopen drieduizend jaar één op de tien mensen gestorven aan het pokkenvirus. Diegenen die een epidemie overleefden, beschikten daarna vaak over voldoende afweer, maar contact met nieuwe volken kon daarna desastreus zijn, zoals zou blijken in Amerika.

## Expansie (200-1000)
In het eerste millennium ontstonden in Mexico en Peru vergelijkbare beschavingen. Ook hier was onderling contact, maar dit was vooral via zee, aangezien de lama als lastdier beperkt was in zijn draagvermogen, terwijl het ontbrak aan verbindende rivieren. In combinatie met geringere bevolkingsaantallen en een latere start kon de achterstand op de oude wereld dan ook niet ingehaald worden.
In deze periode verbreidde beschaving zich ten koste van jager-verzamelaars door migraties en langzaam verbeterende transportmogelijkheden. Toenemende staatsvorming beperkte de vrijheden van boeren en in mindere mate nomaden. In plaats van een uitzondering werd beschaving de norm. Een toename van het aantal als last- of rijdier gedomesticeerde diersoorten vergrootte het arbeidspotentieel en de actieradius van de mens. Waar zeevaarders eerder steeds de kust in zicht hielden, was het met nieuwe technieken mogelijk om ook op open zee de weg te vinden. Zo wisten de Polynesiërs met relatief eenvoudige schepen — outriggers of dubbelrompkano's — en zonder kompas of sextant grote delen van de Stille Oceaan te bereizen en te koloniseren. Waar zij echter geen contact hadden met andere samenlevingen, gold het tegenovergestelde in de Indische Oceaan en het westen van de Stille Oceaan. Terwijl de Atlantische Oceaan nog een te moeilijk te passeren obstakel was, stonden Oost-Afrika en Azië rond het jaar 400 in uitgebreid contact met elkaar.
De kameel bracht Sub-Saharisch Afrika rond het Tsjaadmeer in contact met oudere beschavingen. Op de rand van de woestijn waar landbouw mogelijk was, gaf dit de aanzet tot staatsvorming. Het binnenland was met zijn tropische bossen en parasieten lange tijd moeilijk begaanbaar, terwijl rivieren als de Kongo en de Niger voor zeeschepen moeilijk of niet begaanbaar zijn. Ten zuiden van de tseetsee-lijn langs de isohyeet van 1000 mm stierven bovendien alle paarden en vee. Alleen het rundveeras N'Dama is bestand tegen Trypanosomiasis, de slaapziekte die wordt overgebracht door de tseetseevlieg.

In Oost-Afrika waren het de uit het westen afkomstige Bantoevolken die landbouw begonnen rond het Grote Merengebied en al in contact stonden met Indonesische zeevaarders. Zuidelijk Afrika bleef lange tijd net als de binnenlanden het domein van jager-verzamelaars.

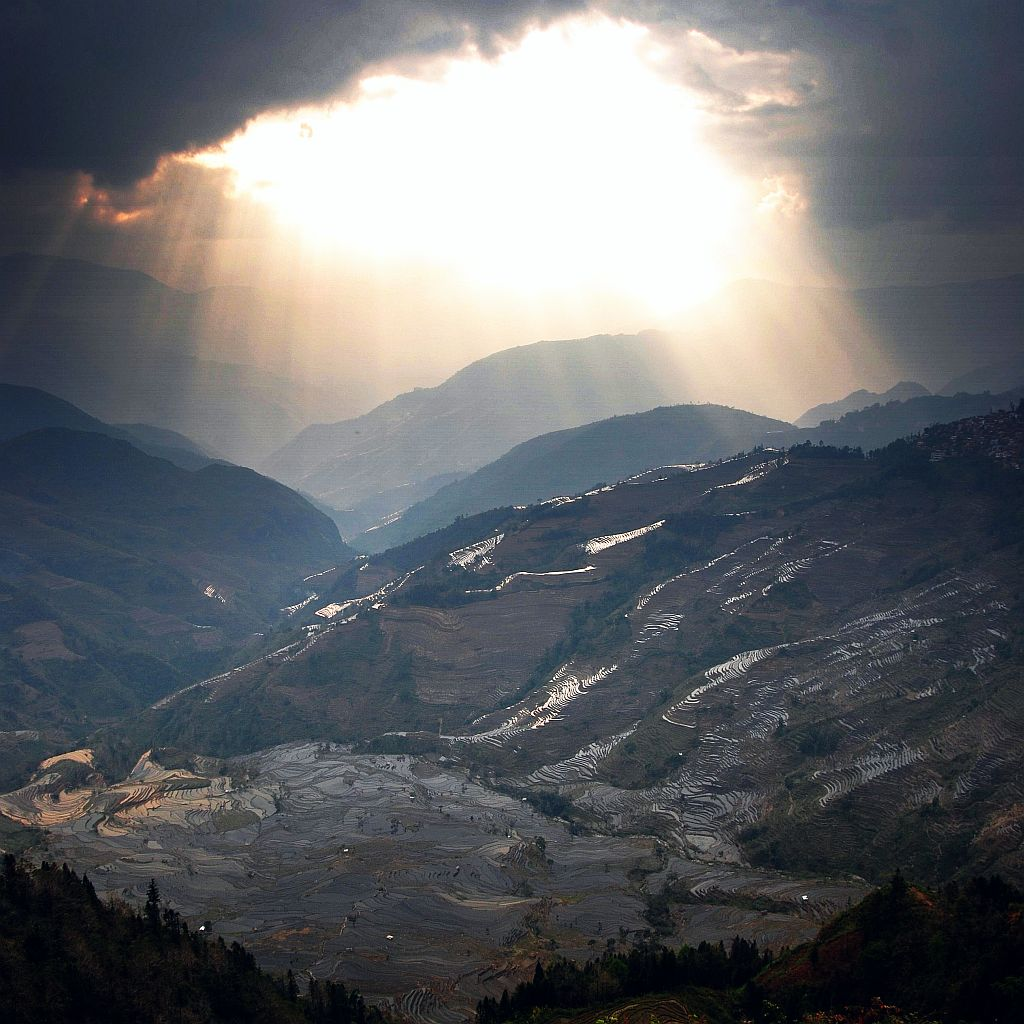
Rijstvelden hadden zowel op het landschap als op de politiek van Azië een grote invloed

In Eurazië ging de expansie ondertussen voort en zag vooral een uitbreiding van bestaande structuren. Wereldreligies breiden zich uit en delen van Azië, Afrika en Europa die eerder buiten het bereik van de beschavingen lagen of daar slechts vanaf de zijlijn aan deelnamen, werden steeds meer opgenomen in dit netwerk. Landbouw verdrong daarbij steeds meer de alternatieve samenlevingen. De rijstcultuur in China was weliswaar arbeidsintensief, maar de zaaizaadfactor lag aanmerkelijk hoger dan die van andere granen. Met behulp van ijzeren werktuigen en ossen werd het mogelijk om grote beschavingen te ondersteunen en verspreidde de rijstcultuur zich over grote delen van Azië, om ook daar beschavingen te ondersteunen en staatsvorming te bevorderen.
Met onder meer katafrakten, zwaar gepantserde ruiterij, waren de Parthen en later de Sassaniden in Iran in staat om de lichte cavalerie van de steppe-nomaden te weerstaan. Die vormden daarmee geen bedreiging voor de welvaart die opgebouwd werd door het handelsnetwerk, maar vooral de landbouw. Dit was mogelijk door een ingenieus ondergronds waterstelsel bestaande uit qanats. Belangrijke Perzische geleerden waren Razi (865 - 925), door Meyerhof de grootste arts van de islamitische wereld en een van de grootste artsen aller tijden genoemd, al-Chwarizmi (790 - 840), wiens op Indiase cijfers gebaseerde decimale positiestelsel via een Latijnse vertaling in Europa werd geïntroduceerd, en Avicenna (980- 1037), wiens filosofische en geneeskundige werken ook in Europa veelvuldig gebruikt zouden worden. Hoewel vooral de Arabische astronomie een bloeitijd doormaakte, stond de ontwikkeling van de astronomie in Europa niet volledig stil. Tijdens de Eerste Concilie van Nicea in 325 kozen de bisschoppen niet voor een vaste datum voor Pasen, maar voor de eerste zondag na de paasvollemaan. Deze afhankelijkheid van de schijnbare jaarlijkse beweging van de Zon en de maanstand om tot de paasdatum te komen, stimuleerde de astronomie, meer specifiek de computus paschalis, en daarmee de wetenschap in de middeleeuwen.
Ook India beleefde onder de Gupta's een periode van grote voorspoed. Hoewel het rijk van de Gupta's nooit zo groot was als het eerdere Mauryarijk of het latere Mogolrijk, worden de Gupta's als een van de belangrijkste dynastieën in de Indische geschiedenis beschouwd. Dat is vooral vanwege de maatschappelijke en culturele ontwikkelingen onder hun heerschappij. In de periode voor de Gupta's hadden invallen van volkeren uit het noordwesten politieke instabiliteit, maar ook culturele uitwisseling gebracht. Onder de Gupta's beleefde India een stabiele periode, waarin de handel met het Middellandse Zeegebied, China en Centraal- en Zuidoost-Azië grotere welvaart bracht. De wetenschap, nijverheid, literatuur en kunsten bloeiden op. De Gupta's stimuleerden een groeiende interesse in oude vedische teksten en brahmanistische rituelen. Tegelijkertijd ontstonden nieuwe cultusvormen gebaseerd op persoonlijke devotie, bhakti. Beide ontwikkelingen stonden aan de basis van het ontstaan van het moderne hindoeïsme en smolten samen Mahabharata en de Purana's, die dan ook een keerpunt vormen in het neobrahmanisme doordat ze bhakti absorbeerden en legitimeerden. Deze bhakti-synthese was de aanzet tot wat het hindoeïsme zou worden. In de Guptaperiode had India een grote culturele invloed op andere delen van de wereld, met name Centraal-Azië, Zuidoost-Azië en China. Door de indianisering van Zuidoost-Azië verspreiden het hindoeïsme en vooral het boeddhisme zich. De kunst en architectuur uit de Guptatijd zetten ook de standaard voor latere ontwikkelingen in India zelf. De politieke en religieuze instituten van de Indische maatschappij zouden vanaf de Gupta's tot de dertiende eeuw ongewijzigd blijven.
De steppevolkeren gingen steeds meer deel uitmaken van de langeafstandshandel en hadden daarbij een belangrijk aandeel in de verspreiding van religies, ideeën, technieken en producten. Er waren echter ook vele machtswisselingen met als gevolg de nodige migraties die deels ten koste gingen van landbouwsamenlevingen.
Terwijl Zuidwest-Azië en India een periode van grote voorspoed beleefde en de steppe-nomaden wist te weren, gold dit niet voor het Romeinse Rijk en de Han-dynastie in China. In China stichtten de Toba de Noordelijke Weidynastie (386-534), maar het Imperium Romanum ging uiteindelijk ten onder door de Grote Volksverhuizing, op gang gebracht door de migratie van de Hunnen. Terwijl China zich vrij snel wist te herstellen, gold dit niet voor Europa. Drie golven van invallen waren er medeverantwoordelijk voor dat ontwikkelingen hier lang achterbleven. Tussen 378 en 489 vonden de veelvuldige Germaanse invallen plaats, tussen 568 en 650 was er sprake van een tweede golf, op gang gebracht door het verschijnen van de Avaren, terwijl er tussen 800 en 1000 invasies waren door Vikingen, Moren en Magyaren. Deze dreiging van buitenaf had een klasse van krijgers doen ontstaan die de lokale bevolking beschermde.
In het oostelijke deel wist het Imperium zich als het Byzantijnse Rijk echter nog 1000 jaar te handhaven. Hoewel een Byzantijnse poging om de Romeinse hegemonie te herbouwen faalde, was de Byzantijnse cultuur en economie eeuwenlang een van de meest geavanceerde in Europa en het Middellandse Zeegebied. Het christendom kon in West-Europa tot vol wasdom komen, doordat de Byzantijnen als buffer fungeerden tegen een nieuwe religie die in de zevende eeuw in het centrum van de oude wereld ontstond en een ongekend snelle verspreiding doormaakte.
Zware ijzeren keerploegen maakten het ondertussen mogelijk de landbouw in West-Europa uit te breiden van de lössgronden naar de met water verzadigde kleigronden. Hoewel dit net als de rijstvelden zeer arbeidsintensief was, had ook dit grote invloed op het landschap en de beschaving die ermee ondersteund kon worden.

### Religie
In het eerste millennium verspreidden de vier grote wereldreligies zich over Eurazië en Afrika, daarbij tientallen andere religies absorberend of vernietigend. Waar religie eerder de rol had bescherming en welvaart te brengen in het aardse leven, richtten christendom en islam zich op het hiernamaals en hindoeïsme en boeddhisme op verlossing van de cyclus van samsara. Gods wil of karma en veelal het vertoonde gedrag zijn daarbij bepalend voor de uiteindelijke bestemming na de dood; verlossing of verdoemenis. Het geven van aalmoezen aan de zwakkeren in de samenleving is vaak een verplicht element van de geestelijke praktijk. De vier religies konden waarschijnlijk zo groot worden, omdat zij de steeds complexer wordende opkomende samenlevingen ondersteunden. Het vooruitzicht op een hemel, nirwana of paradijs verzachtte het aardse onrecht in deze beschavingen met grote sociale ongelijkheid, waardoor de weerstand hiertegen verminderde en aanvaarding van een ondergeschikte rol zelfs voordelig kon zijn.

#### China
In het oosten kon de Tang-dynastie haar invloed in Centraal-Azië grotendeels behouden, mede door een beroep te doen op de Oeigoeren. Met het aan hen betaalde tribuut verspreidden Chinese goederen en cultuur zich diep in Centraal-Azië. Tijdens de Tang-periode bloeide het boeddhisme met zijn onuitputtelijke schatkamers (wujin zang) en belastingvrijstelling. Het handelsgezinde boeddhisme ontwikkelde zo wat Gernet kapitalistische elementen noemde, door de nadruk op groei en kapitaalaccumulatie. Dit succes bracht echter ook vervolgingen met zich mee, waarbij de meest hevige plaatsvond onder keizer Wuzong in 845. Er werden zo'n 4600 tempels en kloosters gesloten, terwijl 260.000 monniken en nonnen werden gedwongen weer een normaal burgerbestaan te gaan leiden en 150.000 tempellijfeigenen vrij werden gelaten en daarmee weer belastingplichtig. De rijkdommen uit de kloosters konden zo weer in de noodlijdende economie worden gebracht, terwijl het uitheemse boeddhisme bestreden kon worden ten faveure van het inheemse taoïsme en confucianisme. Hoewel de invloed van het boeddhisme in China daardoor minder is geworden, heeft het confucianisme elementen uit het boeddhisme overgenomen.

#### Opmars islam
Met nog meer nadruk op het monotheïsme dan de andere twee abrahamitische religies wist de islam politieke heerschappij te verkrijgen over het Arabisch Schiereiland, Syrië, Iran en grote delen van Noord-Afrika, later uitgebreid tot aan de Indus en het Iberisch Schiereiland. Het gebruik van snelle kamelen met religieus gemotiveerde strijders gaf een belangrijk overwicht op de trage traditionele legers van die tijd. De voorspoedig verlopende strijd versterkte het geloof dat God aan de kant van de islam stond. Nadat in 718 voor de tweede maal het beleg van Constantinopel was afgeslagen, leek het er op dat het christendom het lot bespaard bleef van het zoroastrisme onder de Sassaniden. Ondanks kruistochten en jihad over en weer kreeg geen van de partijen het uiteindelijke overwicht. De kruistochten hadden aanmerkelijk meer invloed op het christendom dan op de islam. De elegante islamitische cultuur bevatte veel aantrekkelijke elementen voor de kruisvaarders terwijl dat andersom nauwelijks het geval was.
De nieuwe heersers hadden van oudsher meer op met handel dan met landbouw, zodat een groot handelsnetwerk zich kon ontplooien rond de Middellandse Zee en het Midden-Oosten. Eenheid werkte hierbij bevorderlijk, maar kwam zowel religieus als politiek onder druk te staan. De gewelddadige opvolgingen van Mohammed maakte dat een groep die zich sjiieten gingen noemen zich afscheidde van de soennitische hoofdstroming. Anderzijds vertrouwden de Abbasiden steeds meer op hun Turkse slavensoldaten, de mammelukken die op veel plaatsen de feitelijke macht in handen kregen.
Op het platteland verspreidde de islam zich relatief traag. De belasting voor niet-moslims was dusdanig lucratief, dat lokale heersers bekeringen niet aanmoedigden.

### Amerika
Ondanks grote geografische en culturele verschillen zijn er opmerkelijke overeenkomsten tussen de beschavingen die ontstonden in Mesopotamië en China en die in Amerika. Vroege samenlevingen maakten waarschijnlijk gebruik van neolithische tuinen in combinatie met visserij, maar om grote beschavingen te onderhouden, was ook hier landbouw noodzakelijk. Alle beschavingen in Amerika maakten gebruik van verhoogde landbouwvelden en irrigatie die net als de rijstvelden van Azië een grote invloed hadden op zowel het landschap als de politiek. Mais, bonen, kalebas en in Zuid-Amerika vooral de aardappel en quinoa waren de belangrijkste gewassen. De cultivatie in landbouwsamenlevingen lijkt dus ondanks de nodige verschillen tussen Amerika en Eurazië parallelle ontwikkelingen voort te hebben gebracht zonder dat onderling contact nodig was. Naast de geografische en klimaatbarrières en de kleiner bevolkingsomvang heeft het vrijwel ontbreken van last- en trekdieren een belangrijke invloed gehad op de eigen ontwikkeling van Amerika. Zonder trekdieren was het gebruik van de ploeg niet goed mogelijk, terwijl er zonder lastdieren geen pastorale samenlevingen konden ontstaan. Het resulterende verschil in ontwikkeling zou pas later duidelijk worden, maar stond ondertussen de opkomst van grootse beschavingen niet in de weg.
Waarschijnlijk de eerste beschaving in Meso-Amerika was die van de Olmeken. Vanaf 1300 v.Chr. bouwden zij grote tempels in piramidevorm in de dalen van Tabasco en Veracruz. De religieus-politieke invloed van de Olmeken op de Maya's en andere Mexicaanse beschavingen is vergelijkbaar van die van de Soemeriërs op de Babyloniërs en de Assyriërs. Contacten tussen Meso-Amerika en Zuid-Amerika zijn vrijwel onzichtbaar. Vermoedelijk hadden beschavingen onderling wel enig contact, maar transport was moeizamer dan in Eurazië. Het enige pakdier in Amerika was de lama dat slechts een kwart van het draagvermogen van een kameel heeft en waarvan het leefgebied zich beperkte tot de Andes. Er was waarschijnlijk contact over zee, maar vaartuigen hebben weinig sporen nagelaten. Opmerkelijk is de verspreiding van de zoete aardappel in Polynesië, Melanesië en Nieuw-Guinea, alsook bij de Maori op Nieuw-Zeeland. Mogelijk is dit te danken aan Polynesiërs die Zuid-Amerika hebben bereikt, of juist door Zuid-Amerikaanse reizigers.
De Maya's wisten op basis van de verhoogde landbouwvelden een beschaving te creëren die haar hoogtepunt bereikte tijdens de Klassieke Mayaperiode (250-840). Niet alleen bouwden zij tempels en paleizen, zij ontwikkelden ook het enige bekende schrift in Amerika en een kalender gebaseerd op een wiskundige structuur waarin de nul al gebruikt werd. Het rijk van stadstaten was echter relatief gevoelig voor droogte, wat mogelijk heeft geleid tot het verlaten van de laaglanden in het zuiden na de twee eeuwen van neergang die begonnen na 900. De grootste stad in Meso-Amerika in deze periode was Teotihuacán (100-700) dat een overheersende rol had over een groot deel van het huidige Mexico, waaronder de Maya's. Na de val van de stad werd deze rol overgenomen door de Tolteken in Tollan. De Chichimeken introduceerden rond 800 de boog waarmee ze Tollan wisten te veroveren.
De ontwikkelingen in Zuid-Amerika leken met de Chavin-cultuur (900 v.Chr.-200 v.Chr.) en Tiwanaku (100-1000) op die in Mexico. In Noord-Amerika kwam het niet tot dergelijke hoogstaande beschavingen, maar ontstond rond de Mississippi wel een uitgebreid netwerk van de Hopewell-traditie (200 v.Chr.-500).

## Consolidatie (1000-1500)
Landbouw en beschaving verspreidden zich verder, maar grote delen waren al gecultiveerd, zodat de nadruk kwam te liggen op consolidatie. Nieuwe technieken maakten een grotere productiviteit mogelijk. Na een lange periode van geringe bevolkingsgroei trok deze in het tweede millennium weer aan. In de eerste helft van dit millennium werd deze groei nog getemperd door grote epidemieën, waarbij vooral de builenpest miljoenen slachtoffers maakte. Dit was een keerzijde van de sterk gegroeide netwerken. Via de handelsroutes konden niet alleen mensen, goederen en ideeën, maar ook ziektes zich snel verspreiden.
Samenlevingen als geheel konden zich door technische, organisatorische en financiële vernieuwingen sterker ontplooien en werden sterker en welvarender. De gevolgen hiervan beperkten zich vooral tot een kleine elite; voor de grote meerderheid veranderde er weinig. Vooral op het platteland werd het patroon hooguit doorbroken door een leger dat toevallig door het gebied trok, maar afgezien van deze sporadische, hoewel soms desastreuze, gebeurtenissen zag het leven van vele generaties kleine boeren er uit zoals dat eeuwenlang het geval was geweest en beperkten reizen zich tot dorpen in de omgeving. Veranderingen vonden vooral hun oorsprong in de steden. Toenemende specialisatie creëerde klassen naast elkaar die vaak rivaliserend waren. Met de verstedelijking verving de onderlinge solidariteit van de klassen de familiebanden.
Ondanks het manen tot terughoudendheid vanuit de diverse religies, zette het marktsysteem zijn opmars voort. De laisser faire bracht een dynamiek van collectieve actie die eerdere centraal gestuurde rijken niet kenden. Daar de wat Adam Smith de onzichtbare hand noemde van vooral in Eurazië van toepassing was, werd de kloof met Amerika groter. Vooruitgang op scheepvaartgebied maakte het mogelijk om de kusten te verlaten, waarmee eerder moeilijk te bereiken gebieden binnen economisch handbereik kwamen.
Een belangrijke innovatie was ook het positiestelsel. Dit talstelsel met Arabische cijfers maakte het mogelijk om grote getallen met vrijwel dezelfde eenvoud te verwerken als kleine getallen. Goedkoop vervoer en het nieuwe talstelsel maakten een sterke groei in handel mogelijk. In China en Japan sloot deze aan bij de al lang bestaande specerijen- en katoenhandel rond de Indische Oceaan.

### China, de eerste marktsamenleving

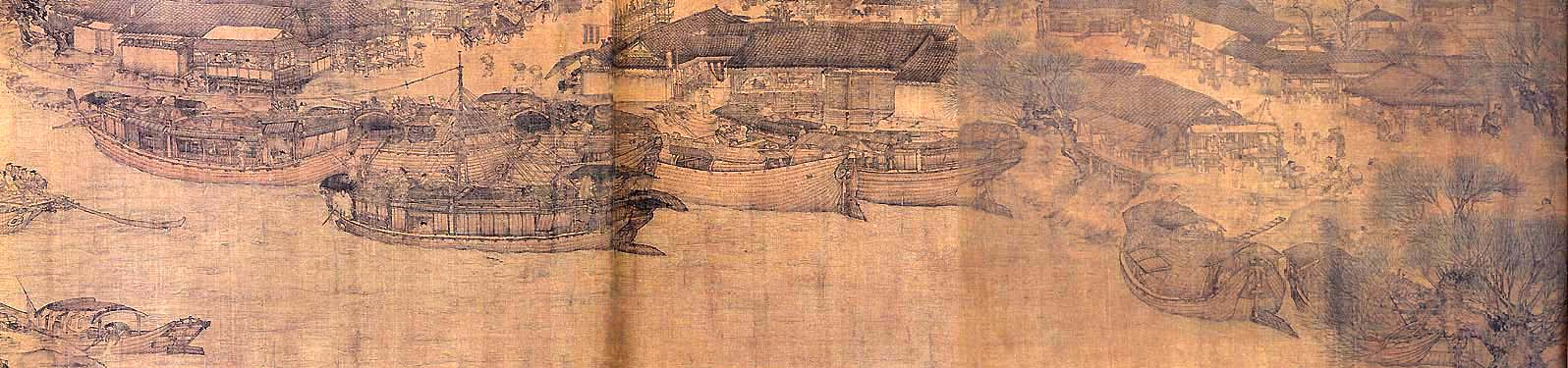
Chinese schepen van Zhang Zeduans (1085-1145) schilderij Langs de rivier tijdens het Qingmingfestival; Chinese schepen van de Songperiode hadden al waterdichte compartimenten

De ontwikkeling van zeegaande schepen gaf China en later Europa een voorsprong op transportgebied waarmee de afstand tot gebieden die tot landvervoer waren beperkt groeide. Dit gold voor het grootste deel van het Islamitisch Kalifaat en de binnenlanden van Azië en Afrika. India was hierbij een uitzondering. In China verminderde het oude confuciaanse wantrouwen ten opzichte van handelaren en droegen munten en zelfs papiergeld (jiaozi) wezenlijk bij aan de economisch expansie tijdens de Song-dynastie (960-1279). De Chinese samenleving commercialiseerde; boeren streefden niet meer slechts naar zelfvoorziening, maar specialiseerden zich in commerciële gewassen. Er was een uitgebreide internationale handel waarbij gebruik werd gemaakt van vennootschappen op aandelen. De geldeconomie maakte met de vele kanalen niet alleen de handel, maar ook het belasting heffen veel eenvoudiger. Het Grote Kanaal verbond vanaf 611 de Gele Rivier met de Jangtsekiang en werd de ruggengraat van de economie van de Song. Marco Polo telde 15.000 schepen bij een stad aan de Jangtsekiang en had er bij andere steden nog meer geteld.
Bij de confuciaanse ambtenaren verdween echter het wantrouwen ten opzichte van het leger en de kooplieden nooit helemaal en met diverse maatregelen werd de macht van hen beperkt. Hoewel er in China in 1078 125.000 ton ijzer werd geproduceerd, beperkte deze politiek van de mandarijnen het potentieel en zou het nooit komen tot een industriële revolutie zoals 700 jaar later in het Verenigd Koninkrijk. Ondanks grote inspanningen en een groot leger had de Song-dynastie grote moeite de noordelijke en westelijke grenzen te verdedigen tegen nomaden die bureaucratische bestuursvormen hadden overgenomen. In 1126 bleek dit duidelijk toen de Jurchen de toenmalige hoofdstad Kaifeng veroverden en de Jin-dynastie (1115-1234) stichtten. Hoewel de Song-dynastie in het zuiden nog geruime tijd kon overleven, kwam het einde in 1279 met de kleinzoon van Dzjengis Khan, Koeblai Khan. Het resulterende Pax Mongolica betekende wel dat de Chinese invloed zich eenvoudig kon verspreiden over het Mongoolse Rijk.
De Yuan-dynastie (1279-1368) begon voorspoedig, maar werd steeds meer geplaagd door machtsstrijd en intriges. In het midden van de veertiende eeuw verviel het land in chaos. Uiteindelijk wist de opstandeling Zhu Yuanzhang in 1368 de buitenlandse overheersers te verdrijven en besteeg hij als eerste keizer van de Ming-dynastie (1368-1644) de troon onder de naam Hongwu (1368-1398). Hij was de eerste boerenzoon sinds Liu Bang (202-195 v.Chr.), de stichter van de Han-dynastie, die de macht over het rijk wist te veroveren. Waar de Chinese samenleving eerder open stond voor invloeden van buitenaf, werd dit door Hongwu met steeds meer wantrouwen beschouwd. Onder keizer Yongle (1402-1424) werd daarna nog gepoogd de steppevolkeren te onderwerpen en, mede omdat de oude zijderoute belemmerd werd door het rijk van Timoer Lenk (1370-1405), ondernam admiraal Zheng He met een vloot van ongekende afmetingen enkele formidabele expedities. Na de dood van Yongle voerde zijn zoon Hongxi (1424-1425) echter een aantal radicale veranderingen door. De buitenlandse reizen van Zheng He werden stopgezet, de buitenlandse handel werd sterk beperkt, de voortdurende oorlogen werden beëindigd en de belastingdruk op boeren verminderd. Onder keizer Xuande (1425-1435) richtte China zich nog eenmaal naar buiten, maar nadat zijn opvolger Zhengtong (1435-1449) in 1449 door de Mongolen gevangen was genomen, sloot de Chinese samenleving zich grotendeels af van het buitenland. Daarna lag de nadruk op de welvaart en stabiliteit, om zo te komen tot wat Fairbank een van de grootste tijdperken van een ordelijke regering en de sociale stabiliteit in de menselijke geschiedenis noemde. Dat betekende niet dat er nooit onrust was. Sterker nog, opstanden kwamen in China vaker, heftiger en langduriger voor dan in de rest van de wereld.

### Transformatie van de islam
In Zuidwest-Azië konden op het platteland niet de verandering bewerkstelligd worden zoals dat in China was gebeurd. Het ontbrak aan bevaarbare waterwegen, zodat vervoer beperkt bleef tot karavanen over land. Ondanks uitgebreide maatregelen, zoals de instelling van karavanserai, bleef het draagvermogen en daarmee de handel beperkt. Een andere beperking was dat handel zich beperkte tot de elite van landeigenaren en er daarmee voor de kleine boeren geen stimulans was om af te wijken van oude gewoontes. In de kuststreken was met de zeevaart een grotere mogelijkheid tot handel, maar ook hier kwam het niet tot een marktsamenleving als in China. Oorlog en plunderingen door nomaden droegen hiertoe bij, maar ook nieuwe stromingen in de islam die de nadruk legden op mystieke ontmoetingen met God. Hoewel dit een nieuwe dynamiek betekende voor het geloof, had het een verminderde belangstelling voor aardse zaken tot gevolg en een versterking van het conservatisme.
Een bloeiperiode begon met de stichting van het Huis der Wijsheid aan het begin van de negende eeuw. Dit was een belangrijke stimulans voor wetenschappen als astronomie, navigatie, wiskunde en geografie, terwijl ook veel economische innovaties plaatsvonden. Daarbij werd wel gebruikgemaakt van via de vertalingsbeweging overgeleverde Griekse, Indiase en Perzische kennis die vervolgens aangevuld en verbeterd werd. Naast de Perzische hofcultuur in het oosten was er de Arabische literaire traditie van de mammelukken in Egypte en de Berbers verder naar het westen.
Van grote invloed was de trek van Turkse volkeren naar het centrum van het islamitische gebied en de opleving van de Perzische cultuur wat samenkwam in de Turks-Perzische traditie. De Ghaznaviden vestigden de eerste Turkse staat binnen het rijk van de islam. Zij werden in 1039 verslagen door de Seltsjoeken die als soennieten verwelkomd werden door de Abbasiden in Bagdad die onder druk stonden van de sjiitische Fatimiden in Egypte. De Seltsjoeken wonnen in 1071 de Slag bij Manzikert en veroverden al snel het overgrote deel van Anatolië, dat vlot overging op de islam en de Turkse taal. In een groot deel van Noord-Afrika werd de islam verspreid door Berbers. In het noordwesten kwamen de Almoraviden (1056-1147) aan de macht die hun invloed uitbreidden tot op het Iberisch Schiereiland en in het koninkrijk Ghana. De islam verspreidde zich daarmee in Europa en Sub-Saharisch Afrika. In tegenstelling tot China en Europa was de islamitische maatschappij dus vooral pastoraal.
Van het islamitische gouden tijdperk wordt wel gezegd dat het eindigde in 1258, met de verwoesting van Bagdad door de Mongolen. Zij doodden daarbij ook de laatste kalief uit het geslacht der Abbasiden, waarmee zelfs de schijn van een islamitische politieke eenheid verdween, wat de hang naar mystiek versterkte. Hoewel de Mongolen aanvankelijk tegen de islam streden, bekeerden zij zich uiteindelijk zelf tot deze godsdienst. Na 1353 viel het Mongoolse kanaat uiteen in onderling strijdende staten.
Rond 1290 vormde zich het Ottomaanse Rijk dat zichzelf zag als de opvolger van het Seltsjoekse sultanaat Rûm. Het zou een belangrijke expansieve macht blijken die een einde maakte aan het Byzantijnse Rijk met de verovering van Constantinopel in 1453. Loyaliteit aan de staat werd bewerkstelligd met instituties waarvan slaven de ruggengraat gingen vormen met een ongekend sterke staat tot gevolg. In veroverde christelijke gebieden werden jongens geronseld om als slaven dienst te doen in het leger of in de administratie van de sultan. Ze kregen een goede opleiding en het grootste deel van de elite, waaronder de janitsaren, bestond uit ooit door de devşirme gerekruteerde personen.
Ondanks de reconquista waardoor de moslims uit Spanje en Portugal werden verdreven, wisten zij zo tussen 1000 en 1500 hun grondgebied bijna te verdubbelen. Het strekte van Oost-Europa, Noord-Afrika en Zuidoost-Azië tot in India en Indonesië, waar de islam veelal verspreid werd door handelaren. De Indische Oceaan werd zo een islamitische binnenzee. De grootse cultuur en de militaire successen konden uiteindelijk echter niet de tekortkomingen verbloemen van het gebrek aan wat de kracht vormde van China en later West-Europa; goedkoop vervoer en de markteconomie.

### Transformatie van Europa
Het centrum van de christelijke beschaving lag aan het begin van het tweede millennium in Constantinopel. Economisch, cultureel en militair was het Byzantijnse Rijk veruit de meerdere van West-Europa, dat een dunbevolkt voornamelijk landelijk randgebied vormde. Enkele eeuwen later was de situatie omgekeerd, mede mogelijk gemaakt doordat het Byzantijnse Rijk als buffer was opgetreden tegen het oprukkende Ottomaanse Rijk tot het in 1453 dan toch werd ingenomen. Het vrijwel exclusief agrarische West-Europa van de vroege middeleeuwen verstedelijkte en commercialiseerde vanaf de tiende eeuw. Het ontbreken van een unitaire gezagsstructuur resulteerde niet alleen in veel bloedvergieten van onderling strijdende vorstendommen, prinsdommen, stadstaten, republieken en boerenkantons, maar ook in innovatie om daarmee de macht te vergroten.
In de tiende eeuw was er een einde gekomen aan de invasies van Europa door Vikingen, Moren en Aziatische steppevolkeren. De hierop volgende stabiliteit had vanaf de elfde eeuw een expansiebeweging tot gevolg, wat onder meer tot uiting kwam in de Reconquista, de kruistochten en de Ostsiedlung. De Reconquista en de kruistochten volgden echter ook uit een toenemende intolerantie. De relatieve openheid over de inhoud van de leer uit de vroege middeleeuwen kwam de eenheid van de Kerk niet ten goede. Met dogma's werd het ware geloof gedefinieerd, maar met de dogmatiek werd ook duidelijk wat hier niet mee overeenkwam. Deze ketterij werd uiteindelijk niet meer getolereerd en aanhangers hiervan werden vanaf de 12e eeuw vervolgd, wat Moore de persecuting society noemde. Vervolging bleef niet beperkt tot ketters en heidenen, maar omvatte ook leprozen en homoseksuelen. De vervolging van moslims en bewegingen als de bulgarelli, de waldenzen en de kathari volgde niet slechts uit intolerantie, maar werd ook gebruikt om mensen te mobiliseren en zo de eigen macht te vergroten en centralisatie en staatsvorming in gang te zetten. Boswell zette zich in 1980 af tegen de nadruk op vervolging die in historisch onderzoek naar homoseksualiteit de overhand had. Hij zag in de twaalfde eeuw een opleving van seksuele tolerantie, wat blijkt uit de titel van zijn hoofdstuk over het gedicht Ganymedes en Helena, The Triumph of Ganymede. Deze Boswell-thesis heeft echter de nodige kritiek gekregen, omdat deze de zaak te rooskleurig zou voorstellen. Hoewel de tolerantie ten opzichte van andere dan heteroseksuele en monogame relaties niet zo groot was als in het oude Griekenland, waren homoseksuele handelingen in de meeste Europese landen tot aan de dertiende eeuw niet strafbaar geweest.
In mediterraan Europa was de achteruitgang na de val van het Romeinse Rijk minder geweest dan in West-Europa en Italiaanse handelaren voegden zich bij de langeafstandshandel die zich centreerde rond de Indische Oceaan. In de repubbliche marinare bracht de handel een explosieve groei van de welvaart. Het bracht de Europeanen in contact met hoogstaande beschavingen en stelde hen in staat kennis over te nemen van de Byzantijnen en de moslims en technologieën uit China.
In West-Europa werden ondertussen venen en moerassen drooggelegd, bossen gerooid en grond ontgonnen. Het kerngebied daarvan lag tussen de Loire en de Elbe. Dankzij het door de Golfstroom milde klimaat met voldoende regenval gedurende het hele jaar kon de landbouwproductie gestaag groeien. Het drieslagstelsel maakte het daarbij mogelijk dat arbeid evenwichtig verdeeld kon worden over het jaar. Ook leverde dit meer haver op, zodat de met hooi genoegen nemende os kon worden vervangen door het paard. Deze kon door drie uitvindingen een veel grotere trekkracht leveren; het haam, de tandem en het hoefijzer. In combinatie met de nieuwe keerploeg kon de productiviteit tot driemaal hoger liggen dan mogelijk was rond de Middellandse Zee. Het resulterende overschot maakte handel mogelijk, terwijl er ook een klasse van krijgers van onderhouden kon worden die de boeren beschermde tegen dreiging van buitenaf.

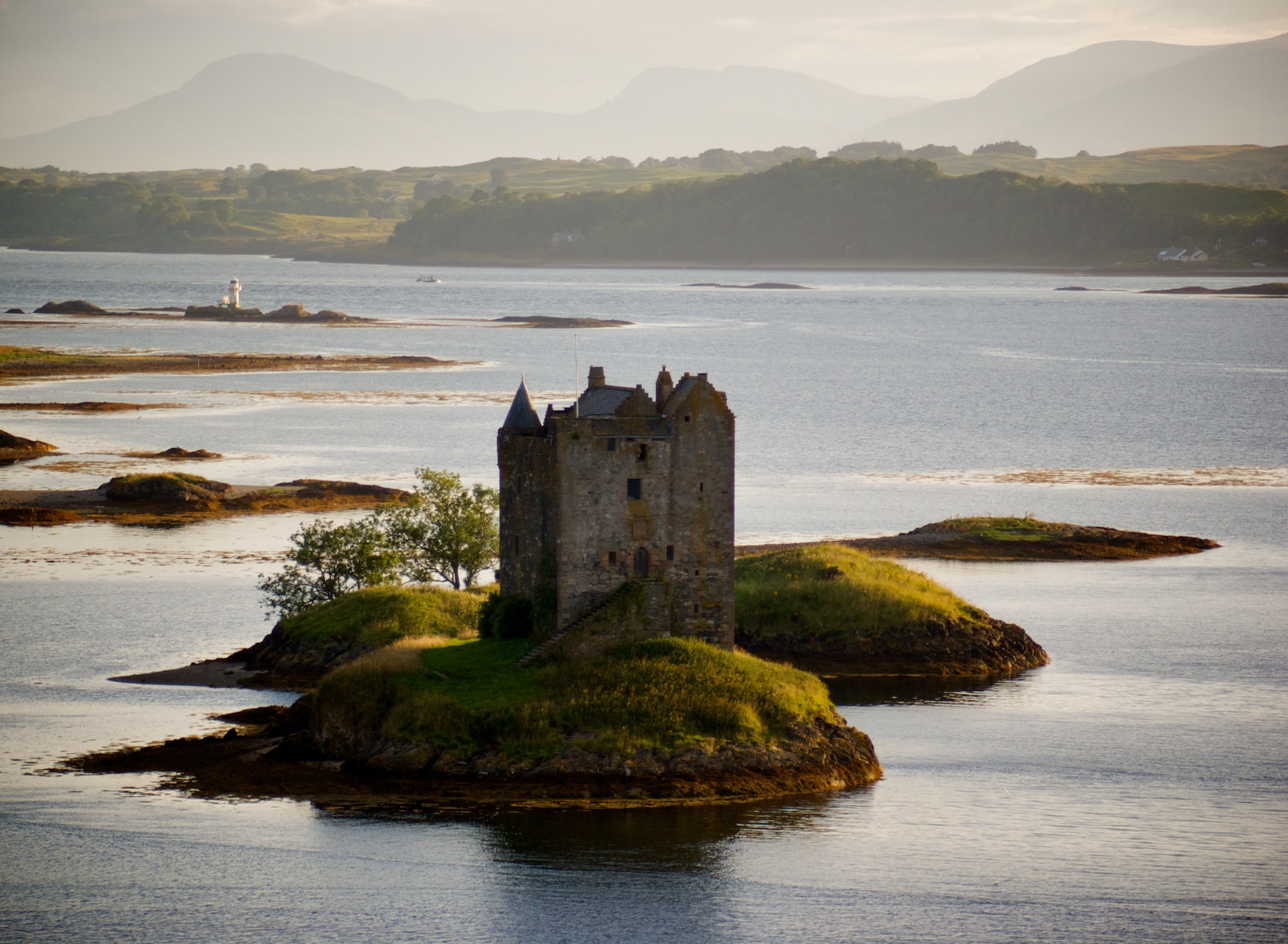
Castle Stalker aan de Schotse kust. Met een kasteel en zijn milites kon een heer in de hoge middeleeuwen zijn omgeving overheersen zonder zich veel te hoeven aantrekken van de vorst aan wie hij leenplichtig was. Het kwam dan ook voor dat een heer bij meerdere vorsten gebieden in leen had

Nadat deze dreiging was weggevallen, richtten de krijgers zich echter tegen elkaar en de lokale bevolking. Een aantal feodale heren wisten hun gezag uit te breiden ten koste van hun buren, zich daarbij weinig aantrekkend van het koninklijke gezag. Door deze banale revolutie ontbrak een sterk centraal gezag zoals in China. Waar de onderlinge strijd verlammend had kunnen werken, bleek het innovatie in de hand te werken die nodig was om te overleven. Deze lag niet alleen op technisch gebied, maar ook op financieel en politiek vlak.
Een andere verandering was daarnaast van groot belang. De zware keerploeg noodzaakte tot een span van wel acht ossen en aangezien kleine boeren niet zoveel ossen bezaten, moesten verschillende families samenwerken om het land te kunnen bewerken met deze nieuwe ploeg. De ploegspan is daarmee waarschijnlijk de basis geweest die de Europese samenleving in staat stelde om verbanden aan te gaan die niet familiegebonden waren. Waar in andere gebieden vertrouwen vaak gebaseerd was op familiebanden, werden in Europa zo relatief gemakkelijk ondernemingen aangegaan buiten de familie. Het aantal mogelijke samenwerkingscombinaties nam daarmee sterk toe en zo ook de mogelijkheden van risicodeling. Privé-initiatieven konden daarmee sterk toenemen in grootte en aantal en grote projecten waren niet meer beperkt tot de staat of vermogende aristocraten. Dit kwam vooral tot uiting in de scheeps- en mijnbouw.
Drie tot vier eeuwen na China ontstond dan ook in Europa een markteconomie zonder dat daarbij de staat echter een dominerende rol had. Handelaren en bankiers konden zelfs in enkele stadstaten de macht naar zich toe trekken. Een proces van economische, sociale en technologische veranderingen zocht zijn weg naar waar het politieke klimaat dit toeliet en waar zij niet gehinderd werden door kerkelijke of politieke overheden.
Paus en keizer streden ook na de investituurstrijd nog lang over de vraag wie de jurisdictie over het westers christendom had. De Duitse keizer moest deze macht na de dood van Frederik II in 1250 opgeven, maar ook de paus kon de jurisdictie na de dood van Bonifatius VIII in 1303 niet meer behouden. Frankrijk en Engeland ontwikkelden zich tot sterke koninkrijken, in wat Elias het monopoliemechanisme noemde, waarbij sterkere machten de zwakkere weten te onderwerpen en een centrale macht het geweldsmonopolie in handen krijgt en daarmee het belastingmonopolie. Tegelijkertijd verdween echter in Italië, de Lage Landen en het westen van Duitsland het centrale gezag vrijwel geheel. De macht die de steden en burgers hadden, kende geen vergelijk in de wereld. Dit was mogelijk doordat vorsten de steden nodig hadden vanwege de belastingen. Vanaf de dertiende eeuw bleken piekeniers en boogschutters in staat om ridders te bedwingen, wat versterkt werd door de komst van veldartillerie. Er trad een commercialisering van de oorlogsvoering op, waarbij Milaan en Venetië het voortouw namen met het gebruik van huursoldaten. Het geld daarvoor moest worden opgebracht door steden die in ruil daarvoor privileges afdwongen. Veel Italiaanse steden bleken met hun coniuratio in staat om hun heer te verwerpen. Dit was een belangrijke stap waarmee stadsgemeenschappen ook politieke gemeenschappen werden. De resulterende stadsrechten waren een belangrijke aanzet tot de latere modernisering van de politiek.
Regeringen waren vanaf dan niet alleen aangewezen op ondernemers op het vlak van scheeps- en mijnbouw, maar ook op geschutsgieterijen. Een lagere prijs bedingen, zoals in China veel gebeurde, betekende dat fabrikanten op zoek gingen naar afnemers die bereid waren meer te betalen. Hetzelfde gold voor compagnieën huursoldaten die zich voor de beste prijs verhuurden. Nieuwe technieken konden zich zo snel verspreiden. Aanvankelijk waren dit vooral aanpassingen van Byzantijnse, islamitische en Chinese uitvindingen, maar meer en meer kwamen daar eigen vindingen bij.
Dit vond echter geen ingang in de middeleeuwse universiteiten. Deze instituten zouden uiteindelijk wel uitgroeien tot plaatsen van oorspronkelijk onderzoek, maar in deze periode overheerste het rationalisme waarbij de inzichten van het logisch redeneren tot stand kwamen via deductie, maar niet geverifieerd werden met systematische experimenten. Aristoteles domineerde de artes liberales, de vrije kundigheden die naast geneeskunde, recht en theologie gedoceerd werden. Zijn logica botste op bepaalde vlakken met het geloof, wat aan het einde van de dertiende eeuw een intellectuele crisis tot gevolg had die tot uiting kwam in de universaliënstrijd. Ockham durfde hierbij uiteindelijk het nominalistische standpunt te onderbouwen dat ideeën geen objectief bestaan hebben buiten de mens. Hiermee ontstond ruimte om naast de deductie via inductie vanuit individuele waarnemingen tot algemene uitspraken. Dit veranderde de kijk op wetenschap revolutionair, wat navolging vond in de via moderna, een richting die gedoceerd werd tegenover de via antiqua die vast bleef houden aan het gematigd realisme.
Vindingen als het mechanische uurwerk, geografische coördinaten, muzieknotatie en het dubbel boekhouden maakten het mogelijk om ervaringen te kaderen. Dit maakte niet alleen een efficiënter gebruik van tijd en geld mogelijk, maar ook een vergelijking met de tot dan heersende ideeën op filosofisch en religieus gebied. Hoewel in de vijftiende eeuw Aristoteles steeds meer verlaten werd, bleef het scholastieke rationalisme tot in de achttiende eeuw de universiteiten beheersen. De wetenschappelijke revolutie moest wachten tot de zeventiende eeuw. Deze kloof tussen techniek en wetenschap leidde dan ook wel tot de verzuchting dat je in één dag meer kon leren van de Portugezen dan in honderd jaar van de Grieken en Romeinen. Veranderingen zouden uiteindelijk niet door de universiteiten in gang worden gezet, maar door de studia humanitatis die voet aan de grond kreeg op de Latijnse scholen. Hoewel het humanisme zelf niet veel aanhang kreeg, zou de nadruk die hierin op praktische toepasbaarheid van een opleiding van groot belang zijn. Groot belang werd er gehecht aan hoge publieke moraal en daarmee aan de werken van Cicero. Met een hernieuwde belangstelling voor het klassiek Latijn kwam het werk van auteurs uit de heidense oudheid beschikbaar van wie de kennis kon worden toegevoegd aan de christelijke kennis. Met de komst van de boekdrukkunst in Europa kon deze kennis zich sneller verspreiden.
De vooruitgang had een keerzijde. Er kwam niet alleen meer rijkdom, maar ook meer armoede. De sociale ongelijkheid nam niet alleen toe in die delen van Europa waar de welvaart het snelst toenam, maar ook in de randgebieden. In de Baltische landen ontstond een quasiplantage-economie waarbij boeren hun vrijheid verloren. Het gebrek aan stabiliteit bracht ook vele oorlogen.
Het was dan ook geen periode van enkel vooruitgang. In de veertiende eeuw werd een serie misoogsten tussen 1315 en 1322, leidden tot grote hongersnood, gevolgd door de Zwarte Dood tussen 1347 en 1351. Hierdoor stierf ongeveer een derde van de bevolking, en het herstel daarna kwam langzaam, zodat pas rond 1500 de bevolking weer op het niveau van 1300 lag. In tegenstelling tot de epidemieën van de tweede eeuw volgde deze keer echter geen donkere periode zoals met het aanbreken van de middeleeuwen het geval was geweest. Hoewel China in deze periode de grootste economie ter wereld was en leek te blijven, begon Europa met een sterk vernieuwde scheepvaart aan een door handel gedreven expansie die voor het eerst de gehele wereld bestreek.

### Buiten de kernen
Buiten de belangrijkste kernen bleek dat beschavingen zich met verschillende snelheden konden voortbewegen of zelfs stilstaan. In de schaduw van China gold voor Korea, Annam en vooral Japan dat zij door een vroege introductie van de rijstcultuur een voldoende sterk bestuur op kon bouwen. De Chinese expansie kon hierdoor grotendeels beperkt blijven, al had de Chinese cultuur grote invloed. Zo kreeg het boeddhisme in deze landen meer voet aan de grond dan in China. In Japan ontstond een semi-feodale samenleving die gelijkenissen vertoonde met Europa. Daarbuiten verspreidden Maleiers de islam onder meer over de Molukken, Borneo en Mindanao en vergrootten daarmee ook hun handelsnetwerk.
Voor andere gebieden gold dat de oude beperkingen een verdere groei belemmerden. De belangrijkste beperkingen waren het ontbreken van goede vaarwegen, pakdieren, een onherbergzaam landschap en een ongastvrij klimaat. Het koninkrijk Mali en daarna het Songhai-rijk wisten in West-Afrika grote rijkdom op te bouwen, maar bleken uiteindelijk niet in staat om de eenheid te bewaren. Slavenhandel met Noord-Afrika en later Amerika werd een belangrijke bron van inkomsten, waardoor de groei van de bevolking en landbouw gehinderd werd. In de rest van Afrika kwam het op sommige plaatsen wel tot op landbouw gebaseerde staten als Groot-Zimbabwe en rond het Grote Merengebied, maar ontwikkelden zich geen steden zoals in West-Afrika.
De eerder marginale Inca's in Peru en Azteken in Mexico verdrongen oudere culturen en wisten grootse rijken te vestigen. Het lijkt echter dat het ontbrak aan nieuwe kennis en kunde om de versnellingen te bewerkstelligen die plaatsvonden in de Oude Wereld. Waarschijnlijk traden ook problemen op met bodemerosie door ontbossing en een tekort aan water voor de verhoogde landbouwvelden.
Nergens werd echter in dezelfde mate een gemeenschappelijke inspanning afgedwongen zoals in het onstabiele West-Europa. Gedurende de eeuwen daarna zou de gehele wereld hier de gevolgen van ondervinden.

## Naar een globaal netwerk (1450-1800)
Als rond 1400 een voorspelling zou zijn gemaakt over wie de dominante macht zou worden, dan had was mogelijk gekozen voor de machtige Timoer Lenk of het duizendjarige Chinees Keizerrijk. Het versplinterde Europa dat net zo veel rampspoed te verwerken had gekregen, leek een onwaarschijnlijke kandidaat. Tot 1800 was China veruit de grootste economie, terwijl ook het Mogolrijk en het Ottomaanse Rijk aanmerkelijk groter waren dan de grootste macht in Europa, het Habsburgse Rijk. Toch zou juist de verdeeldheid een belangrijke drijvende kracht blijken achter de expansie van Europa. Waar de Chinese keizer een einde kon maken aan de expedities van Zheng He, waren er in Europa rond 1500 nog zo'n 500 staatjes in competitie met elkaar. De expansiedrang van de diverse Europese vorstenhuizen en de daarmee gepaard gaande militaire revolutie bracht een consolidatie op gang waardoor het aantal staten rond 1900 was teruggebracht tot ongeveer 20. Deze centralisatie ging gepaard met een toenemende zekerheid van eigendoms- en patentrecht, wat naast de technische vooruitgang maakte dat transactiekosten konden dalen, wat de handel en economische groei ten goede kwam. De daling van de transactiekosten was terug te zien in de dalende rentevoet van het steeds verfijnder financiële systeem.
Rond 1450 bestond de wereldbevolking uit zo'n 350 tot 400 miljoen mensen, waarvan zo'n driekwart in de Oude Wereld. Amerika, Oceanië en Zuidelijk- en Centraal-Afrika waren hier vrijwel volledig van geïsoleerd. In de 350 jaar daarna zouden al deze werelden met elkaar in verbinding komen. Dit was een proces dat gepaard ging met veel geweld, waarbij samenlevingen in contact kwamen met voor hen nieuwe wapens, technologieën, producten, ideeën, culturen, religies en ziektekiemen. Het aantal volken, staten, talen en religies nam hierbij sterk af. Toenemende homogeniteit betekende echter geen grotere gelijkheid. Hoewel de culturele diversiteit afnam, werden onderlinge verschillen vergroot doordat er steeds meer nadruk werd gelegd op specialisatie en arbeidsverdeling. De perifere gebieden werden deels wingewesten, zoals daarvoor ook was gebeurd bij de Europese randgebieden.
De drie grote netwerken waren Afrika-Eurazië, Amerika en de Grote Oceaan. Daarvan was de Oude Wereld veruit de krachtigste op militair en politiek, op het gebied van vervoer en de afweer tegen ziekteverwekkers. Dit laatste ging wel gepaard met een hoge kindersterfte, zodat het in combinatie met de sociale ongelijkheid niet noodzakelijk de meest aangename plek was om te wonen.
Twee ontwikkelingen maakten het mogelijk dat de drie grote netwerken blijvend met elkaar verbonden zouden worden. Dit waren verbeteringen op het gebied van scheepsbouw en zeevaartkunde. Op het eerste vlak bestonden deze uit karveelbouw, waarbij de planken stuitend tegen elkaar zijn geplaatst, gladboordig, bevestigd aan een spantenframe. Hierdoor werd de constructie lichter en steviger. De nieuwe scheepsontwerpen konden beter overweg met het ruwe weer in het noorden van de Atlantische en Grote Oceaan, waardoor scheepvaart hier een rol op zich kon nemen die het in de veel kalmere Indische Oceaan al lang had gehad. Door de invoering van het stevenroer in Europa begon er onderscheid te komen tussen voor- en achtersteven en verbeterde de manoeuvreerbaarheid. Volgetuigde schepen verbeterden zowel manoeuvreerbaarheid als snelheid, zodat de noodzaak voor riemen verviel en schepen eenvoudiger en goedkoper gebouwd konden worden en er veel scherper aan de wind kon worden gevaren.
Op het gebied van de zeevaartkunde werd grote vooruitgang gemaakt en met de Arabische astronomie en wiskunde die bekend was op het Iberisch Schiereiland kon astronavigatie verder ontwikkeld worden en kon de breedtegraad bepaald worden. De Portugezen leerden de winden en zeestromen te gebruiken door vanuit West-Afrika eerst naar het westen te varen, daarna naar het noorden en van daaruit terug, volta do mar genoemd. Zeer belangrijk hierbij was de staatssteun door vooral Hendrik de Zeevaarder die in Sagres een zeevaartschool stichtte.
In de vijftiende eeuw voeren de Portugezen zo steeds verder de Afrikaanse kust af. Aan het einde van de eeuw resulteerde dit in wat Adam Smith in 1776 de belangrijkste gebeurtenissen noemde in de geschiedenis tot dan toe, de reis van Christoffel Columbus naar Amerika in 1492 en van Vasco da Gama rond Afrika naar India in 1497-98. Niet onbelangrijk daarbij was dat de schepen stevig genoeg waren om kanonnen te dragen en ook af te vuren zonder uit elkaar te vallen, iets wat de schepen uit de Indische Oceaan niet konden.

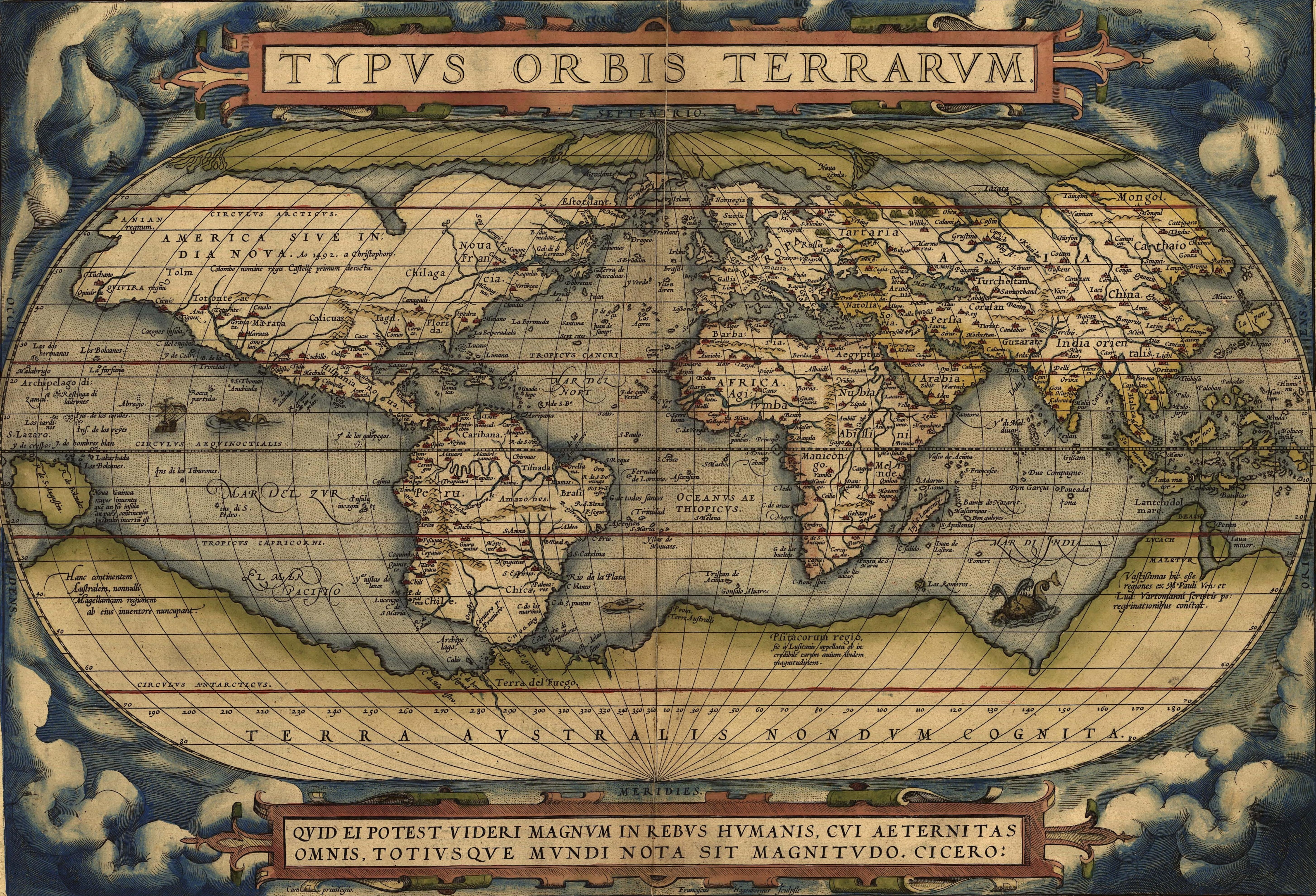
Het Theatrum Orbis Terrarum was de eerste wereldatlas, uitgebracht in 1570, samengesteld door Abraham Ortelius

Hoewel in het verdrag van Tordesillas van 1494 de niet-Europese wereld vervolgens werd opgedeeld tussen Spanje en Portugal, sloten zich in de eeuw daarna de nodige andere Europese landen aan bij deze wedloop. Rond 1580 was dan ook een groot deel van de wereld in kaart gebracht en vestigden Europeanen over de gehele wereld handelsposten.
Hiermee vulden de rivaliserende Europese machten de ruimte die het veel grotere China had achtergelaten toen het zich afsloot van de buitenwereld. Dat betekende echter niet dat de kennis geheel verloren ging en een deel daarvan werd dan ook in 1537 uitgegeven in de zeilaanwijzing Duhai fangcheng. Vanaf ongeveer 1570 werden de grenzen weer enigszins geopend en vond er weer een bloeiende handel plaats tussen Japan, Korea, China en Zuidoost-Azië. Zo kon keizer Qianlong in 1793 de Britse Macartneymissie nog afwijzen en van koning George III gehoorzaamheid eisen.

### Expansie in Afrika
Dat de mogelijkheden ontwikkeld werden om deze verre reizen te ondernemen, werd onder meer gestimuleerd door het wegvallen van oude handelsroutes. Van de vele routes in de Oude Wereld waren er twee de belangrijkste, de oude Zijderoute en die over zee. Beide waren feitelijk een verzameling van routes die door vrijwel niemand in hun geheel werden afgelegd. In de Middellandse Zee werd hierbij een belangrijke rol vervuld door de Italiaanse maritieme republieken. Met de opkomst van het Ottomaanse Rijk verkreeg deze echter het monopolie op de handel tussen Europa en Azië. De Venetiaanse handelaren die voorheen via de Levant handel voerden met India en China kregen daardoor hoge prijzen opgelegd op handelswaar als peper. De specerijen werden letterlijk peperduur. Dit leidde tot het zoeken naar alternatieve routes over zee naar de Indische specerijengebieden en andere grote ontdekkingsreizen waardoor Amerika werd ontdekt.
In 1415 veroverden de Portugezen in het verlengde van de Reconquista het rijke Ceuta, het eindpunt van handelskaravanen vanuit West-Afrika. Na de verovering droogde deze bron op, waarna besloten werd de handel zelf over te nemen. De eerste grote Europese ontdekkingsreizen waren dan ook die van de Portugezen die de Afrikaanse kust afzakten, hoewel de schaal in niets te vergelijken was bij de grootse expedities van Zheng He. Dit betekende niet dat Sub-Saharisch Afrika volledig werd opgenomen in het netwerk. Veel kuststeden in Oost-Afrika waren dat overigens al, maar meer landinwaarts was de invloed beperkt. Een eerste uitzondering was Kaap de Goede Hoop waar de VOC een verversingsstation stichtte dat uit zou groeien tot de Kaapkolonie.
De grootste invloed had de slavenhandel. Deze vond al zeker duizend jaar plaats voordat de Europeanen zich hiermee inlieten, maar was tot dan van bescheiden omvang. Arbeid was schaarser dan land en net als tijdens de vroege middeleeuwen in Europa stimuleerde dit lijfeigenschap waarbij rijkdom werd afgemeten aan het aantal mensen onder zich. Dit veranderde met de trans-Atlantische slavenhandel, de middenpassage van de driehoekshandel. Deze speelde zich af tussen 1525 en 1867, waarbij het hoogtepunt lag in de achttiende eeuw en de eerste helft van de negentiende eeuw. De Atlantische slavenhandel ontstond niet uit het niets. Gedurende de vijftiende en zestiende eeuw ontstonden zowel de behoefte aan deze gedwongen arbeid als de voorwaarden om deze grootste deportatie van mensen uit de geschiedenis mogelijk te maken. De behoefte ontstond door de groeiende welvaart in Europa waardoor de consumptie van luxegoederen begon te stijgen. Dit vergde de productiefactoren land, arbeid en kapitaal. Hierbij golden de nodige beperkende factoren waardoor de productie niet in Europa met behulp van vrije arbeid uitgevoerd werd. De genoemde verbeteringen op het gebied van scheepsbouw en zeevaartkunde maakten het mogelijk om deze beperkingen op te heffen. De behoefte aan arbeid op de suiker- en tabaksplantages in Amerika die de Atlantische slavenhandel deed aanzwellen tot enorme proporties. Rond het midden van de zeventiende eeuw, toen de suikerteelt in het Caribisch gebied goed tot ontwikkeling kwam, nam deze handel explosief toe. Tegen 1700 werden er al 50.000 slaven per jaar getransporteerd. De gevolgen waren enorm. De opbrengsten brachten Europa een verhoogde welvaart en een manier om de handelsbalans met Azië beter in evenwicht te krijgen. Het droeg met de ontwikkeling van het Atlantische systeem sterk bij aan de Europese expansie en daarmee aan de ontwikkeling van het kapitalisme.
Dit ging echter gepaard met grote menselijke tragedies. Veelal Afrikaanse slavenjagers wisten in de loop der eeuwen zo'n 25 miljoen mensen tot slaaf te maken. Velen stierven al voor zij verkocht konden worden voor transport, maar tussen de 11 en 14 miljoen werden verscheept naar Amerika, waarvan zo'n 15% kwam te overlijden tijdens de reis, een sterftecijfer dat in die tijd courant was, ook voor de Europese bemanning. De grootste aantallen gingen naar Brazilië en de Caraïben, elk zo'n 40%, terwijl zo'n 5% in de Verenigde Staten terechtkwam. Samen met de Arabische slavenhandel betekende het niet alleen een belangrijke aderlating voor de bevolking in Afrika, maar veranderde het de samenleving daar ook dramatisch. Zo nam de slavernij in Afrika zelf er sterk door toe. De demografische invloed verschilde sterk van gebied tot gebied. Over het totaal maakte het aantal slaven een klein deel uit van de bevolking, maar politiek was de invloed wel groot. Het bracht een militarisering van de Afrikaanse samenlevingen op gang die leidde tot staatsvorming waarbij agressieve staten als Ashanti en Dahomey in het voordeel waren. Economisch stimuleerde het kortetermijnoplossingen, terwijl het op sociaal vlak tot verdeling leidde, waarbij tot op heden bekend is welke voorouders slavenjagers waren. Daarnaast droeg het belangrijk bij aan de ontwikkeling van racisme, doordat er een rechtvaardiging werd gezocht voor slavernij dat eerder door het christendom als immoreel was neergezet.

### Amerika in het netwerk

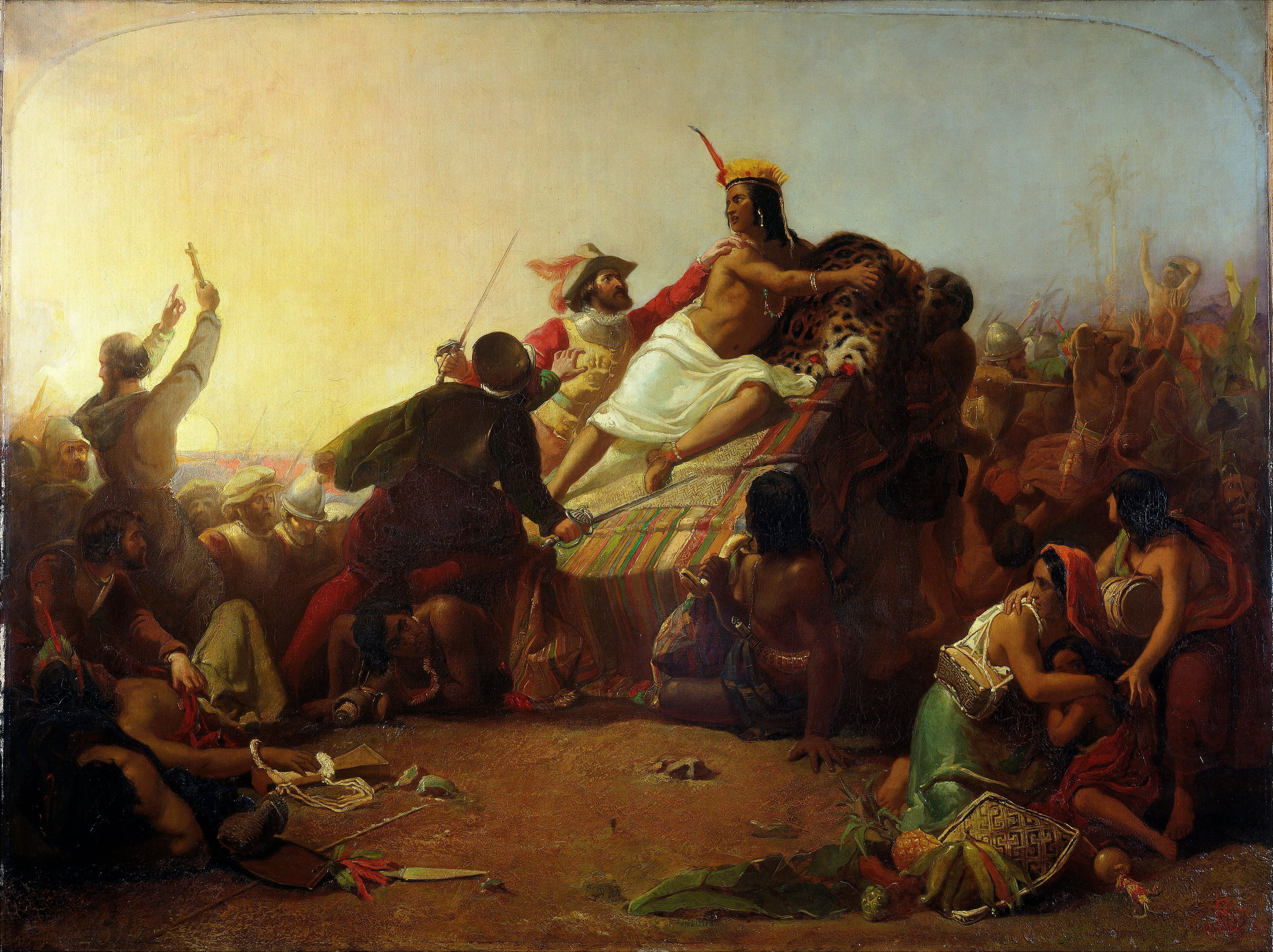
Pizarro Seizing the Inca of Peru, John Everett Millais, 1845
Duizenden jaren van onafhankelijke ontwikkelingen in Eurazië en Amerika resulteerden in grote verschillen in economische en militaire macht. Dit werd dramatisch duidelijk toen Pizarro ver weg van huis met slechts 168 man in staat was om Inca-heerser Atahualpa die over duizenden strijders beschikte, te overmeesteren

In Amerika waren de Azteken en de Inca's de belangrijkste beschavingen. Het hart van de eerste lag in Mexico en was Tenochtitlan dat met ruim 200.000 inwoners een van de grootste steden ter wereld was. De culturele invloed reikte tot aan de Mississippi. Het rijk van de Inca's strekte van het zuiden van Colombia tot het noorden van Chili en Argentinië. Twee hoofdwegen met vele toevoerwegen van bij elkaar tussen de 25.000 en 40.000 km dienden om het rijk te besturen, de rol van handel was veel kleiner dan bij de Azteken.
In deze goed georganiseerde delen van Amerika konden de Spanjaarden het gezag snel overnemen. Hernán Cortés wist het Azteekse rijk te veroveren in 1519-21, terwijl in 1532 het Incarijk in handen viel van Francisco Pizarro. In de gebieden daarbuiten waar geen sprake was geweest van een centraal bestuur, was dit een veel langduriger proces. Dit was het geval bij de Maya's in Yucatán, maar ook in Brazilië en Noord-Amerika. Rond 1800 raakte echter het overgrote deel van Amerika opgenomen in het wereldwijde netwerk.
Het was de onbekendheid met een aantal ziektes die het meest verwoestende effect teweegbrachten. In de Oude Wereld waren deze veelal overgebracht door contact met gedomesticeerde kuddedieren. Ook daar had dit vele slachtoffers geëist, maar was door de eeuwen heen een bepaalde mate van immuniteit opgebouwd. Amerika kreeg nu in korte tijd te maken met een heel scala van deze ziektes, waarbij de bevolking ook nog eens een kleinere genetische variatie had. Minstens 50% en mogelijk 90% van de lokale bevolking verloor tussen 1492 en 1650 het leven, waarmee dit met de veertiende-eeuwse epidemieën de grootste bevolkingsramp in de geschiedenis is geweest.

### Bontjacht
Rond 1500 viel Siberië economisch, cultureel en politiek nog grotendeels buiten de Oude Wereld. In 1574 verkreeg de rijke familie Stroganov van tsaar Ivan de Verschrikkelijke het recht op de landen ten oosten van de Oeral om onder meer hun bonthandel uit te breiden. Zij vonden hierbij de Kozakken bereid om dit militair te ondersteunen en zo wisten Russen en Siberische Kozakken rond 1640 de Grote Oceaan te bereiken. Rond 1730 hadden zij de oversteek gemaakt naar Alaska, terwijl zij rond 1810 noordelijk Californië wisten te bereiken. Vanaf 1600 trokken vooral Engelse en Franse bonthandelaren westwaarts vanaf de Atlantische kust om uiteindelijk hun Russische collega's te treffen aan de westkust, waarmee ook Siberië en noordelijk Noord-Amerika deel uit gingen maken van het wereldomspannende netwerk.

### Australië en Oceanië
In het geval van Australië en Oceanië werd het isolement pas aan het einde van de achttiende eeuw verbroken. Gedurende de negentiende werden de Maori van Nieuw-Zeeland, de Aborigines van Australië en de volken van Hawaii, Samoa, Tonga en Fiji opgenomen in het netwerk van wat Pacey de Mongolen van de zee heeft genoemd, de Europeanen. Zoals in eerdere gevallen was dit over het algemeen niet in hun voordeel.

### Religieuze onrust
Waar binnen de grote godsdiensten aanvankelijk levendige discussies bestonden, brachten deze het gevaar van versplintering van het geloof met zich mee. Om de eenheid van het geloof te waarborgen, volgde dan ook vaak een reactie met het opstellen van dogma's. Naarmate religies beter georganiseerd werden, dreigde de geloofsbeleving naar de achtergrond te verdwijnen.
Verstedelijking en de sterke toename van handel hadden in deze periode een grote invloed. De sociale mobiliteit nam toe, maar ook de tendens om theorie met praktijk te vergelijken door observatie. Dogma's werden in twijfel getrokken als een andere werkelijkheid werd ervaren. De nadruk op carrière, organisatie en wereldlijke bemoeienissen moest wijken voor een terugkeer naar de essentie van het geloof, de moraal.
In China legde Wang Yangming de nadruk op waarheid, kennis en deugd die intuïtief kon worden bereikt zonder jarenlange studie van de Confucianistische Klassieken. In India stichtte Nanak het sikhisme dat het bestaan van alle geloven accepteerde en geen bevooroordeling of onderdrukking op basis van godsdienst, kaste, kleur, geloofsbelijdenis, ras of sekse tolereerde. Daarmee was het aantrekkelijk voor de lage kasten, vrouwen en stadsbewoners. In Europa verkondigde Maarten Luther dat het geloof een innerlijke persoonlijke gelofte was, waarbij slechts het geloof verlossing kon brengen.
Opvallend was de religieuze tolerantie van Akbar de Grote. Als moslim steunde hij alle geloven in zijn rijk. De Ottomanen voerden een tolerante politiek ten opzichte van de Mensen van het Boek. In Frankrijk werd het met het Edict van Nantes toegestaan aan de hugenoten om hun geloof uit te oefenen. De tolerantie was echter niet van blijvende aard. Vanaf 1614 keerde Japan zich tegen de 300.000 christenen in het land die herbekeerd of gedood werden. In China trad onder de Qing een verstarring van het confucianisme op en in India verwierpen de opvolgers van Akbar diens tolerantie. In deze landen was het centrale gezag sterk genoeg om de religieuze vernieuwing een halt toe te roepen.
Europa was hiervoor te sterk verdeeld waardoor de contrareformatie slechts beperkt succes had en bijna de helft van de Europeanen overging naar het protestantisme. Dit ging gepaard met een langdurige serie reformatieoorlogen die meer dan een eeuw zouden duren. Dit betekende het definitieve einde van het ideaal van de res publica christiana, de christelijke staat waarin keizer en paus samenwerkten. Hoewel dit met de banale revolutie en de Investituurstrijd tussen keizer en paus al langer onder druk stond, maakte het einde van de geloofseenheid in Europa de weg vrij voor de soevereine staat. Bodin (1530-1596) introduceerde het begrip soevereiniteit en legde daarmee de basis voor de theoretische grondslag van het absolutisme en het moderne staatsgezag en daarmee een belangrijke overgang van de Middeleeuwen en de Moderne Tijd. Gedurende deze crisis werd gezocht naar een nieuwe legitimatie van het gezag en ontstond de verdragstheorie. Hierbij zou, veelal impliciet, een hypothetisch sociaal contract zijn aangegaan tussen staat en individu waarbij die laatste afstand deed van bepaalde vrijheden in ruil voor bescherming. In 1648 erkenden de grote Europese mogendheden elkaar met de Vrede van Westfalen als soevereine politieke eenheden, de Westfaalse soevereiniteit. Het Westfaalse systeem vestigde wat uiteindelijk het non-interventiebeginsel zou worden waarbij de staat de hoogste soeverein is voor binnenlandse aangelegenheden.
De moeilijkheden die de grote geloven zagen, vielen echter in het niet bij die van de kleinere. In Amerika werden de precolumbiaanse religies geheel vervangen door het christelijke geloof, terwijl in Afrika zowel het christendom als de islam sterk groeiden. Ook in Azië verdwenen veel oude religies om vervangen te worden door de islam, het boeddhisme of het christendom.

### Versnelling
De nieuwe contacten brachten niet alleen het einde van volken, culturen en religies. Het betekende ook dat ideeën, producten en gewassen wereldwijd beschikbaar kwamen. Fluctuaties in de zilverwinning in Potosí in Peru konden de economie op de Molukken beïnvloeden, terwijl cassave uit Brazilië van groot belang werd in Centraal-Afrika.
Bestaande religieuze, culturele, economische en politieke patronen veranderden niet alleen in door Europeanen ontdekte gebieden, maar ook in Europa zelf. Waar deze patronen eerder honderden of zelfs duizenden jaren vrijwel gelijk bleven, kwamen met de gegroeide eenheid veranderingen in een stroomversnelling die tot de huidige tijd voortduurt. Hoewel in een aantal gevallen veranderingen ogenschijnlijk slechts een technisch karakter hadden, konden deze grote maatschappelijke gevolgen hebben en zelfs het wereldbeeld beïnvloeden. Reacties hierop varieerden dan ook van sterk revolutionair tot uitgesproken reactionair.

#### Wetenschappelijke revolutie
Een belangrijke rol bij dit alles speelde de toegenomen communicatie en beschikbare informatie. Toegenomen handel, verstedelijking, afname van analfabetisme en missiewerk gaven hiertoe de aanzet, maar vooral de ontwikkeling van de boekdrukkunst zou een van de belangrijkste uitvindingen in de wereldgeschiedenis blijken te zijn. De resulterende democratisering van kennis maakte de wetenschappelijke revolutie mogelijk, maar versnelde onder meer ook de Reformatie en de verlichting. Zo konden er tussen 1517 en 1520 300.000 exemplaren van het werk van Luther verspreid worden door Europa. Dit bleef evenwel beperkt tot de christelijke wereld. Voor de Ottomanen en de Mogols speelde mee dat gedrukte een ontheiliging van de Koran zou zijn. Bij het logografische schrift van de Qing leek de boekdrukkunst weinig voordeel op te leveren.

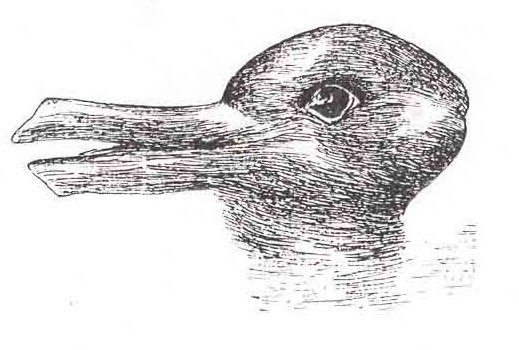
maakte gebruik van het eend-konijn-figuur van om duidelijk te maken dat een paradigmaverschuiving de manier van observeren beïnvloedt. Op individueel vlak is er dan sprake van een Gestalt-switch

Meer nog dan de religieuze omwentelingen zou de wetenschappelijke revolutie het intellectuele klimaat veranderen. Bij het aristotelisme werd wel waarde gehecht aan waarneming, maar dit was beperkt tot de eigen zintuigen. Lange tijd was ook autoriteit boven waarneming gesteld, wat echter steeds moeilijker vol te houden was. Niet onbelangrijk daarbij was dat de Europeanen door de ontdekkingsreizen zaken observeerden die niet altijd goed in te passen waren in hun bestaande wereldbeeld. De ideeën van Aristoteles hadden dan wel de nodige elegantie, te vaak bleken ze niet overeen te komen met de observatie. Dat was ook het geval met het geocentrisme van Ptolemaeus waarin de aarde het centrum van het universum was. Copernicus stelde daar de heliocentrische theorie tegenover, verdedigd door Galileo Galilei. Ook hier bood de Europese verdeeldheid mogelijkheden; waar in Italië het werk van Galilei verboden werd omdat het inging tegen de dogma's van de Kerk, kon dit in de Republiek gepubliceerd worden. Ondanks tegenwerking vanuit de Kerk, de politiek, maar ook vanuit de wetenschap zelf kon zich zo langzaam de wetenschappelijke methode ontwikkelen.

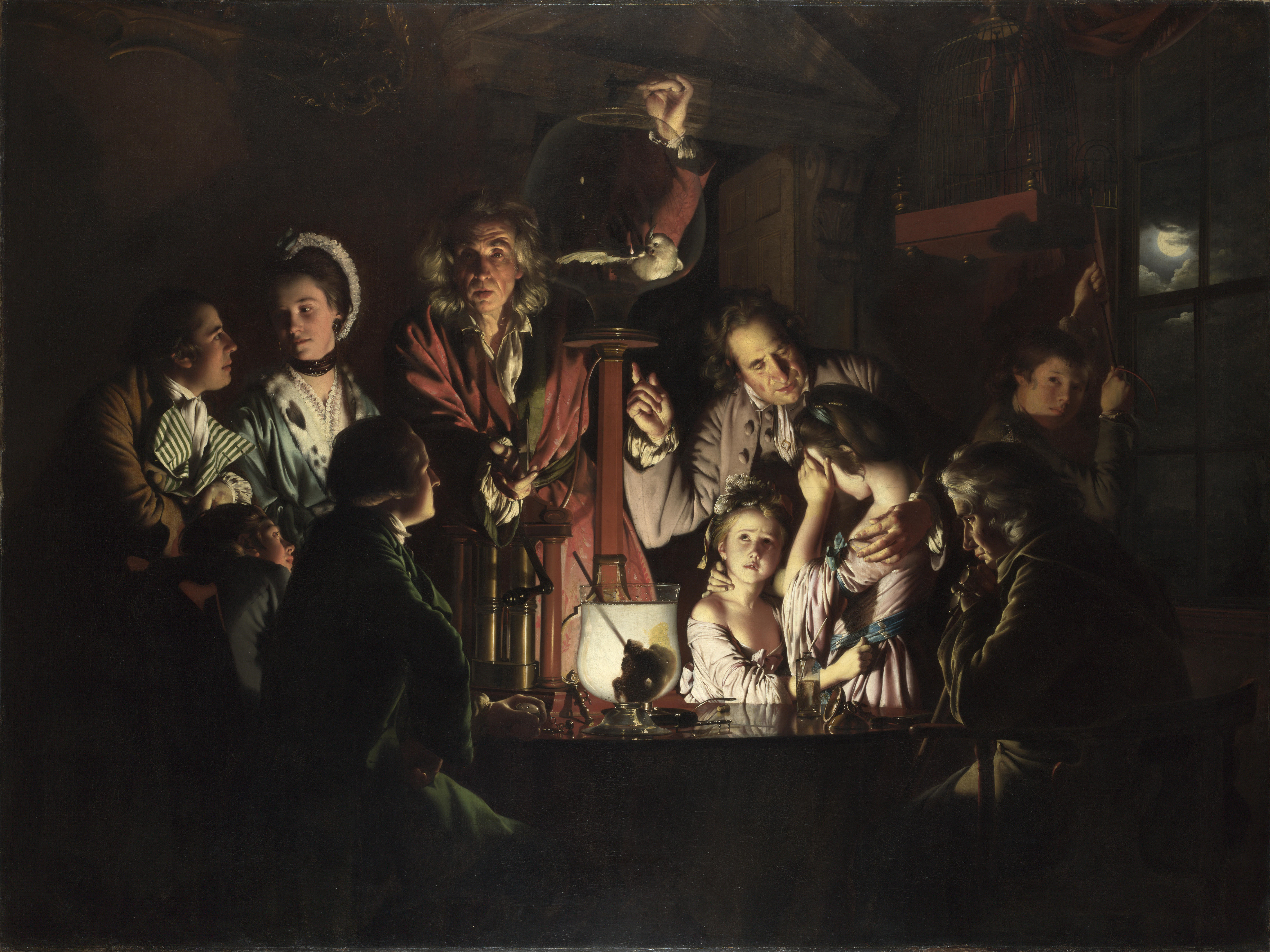
Een experiment met een vogel in een luchtpomp, Joseph Wright of Derby, 1768
Tegenwoordig worden experimenten als essentieel beschouwd voor de voortgang van de wetenschap. Dit was nog niet zo duidelijk ten tijde van de wetenschappelijke revolutie, zoals bleek in de discussie tussen Boyle — die de voorkeur gaf aan inductie op basis van experimenten — en Hobbes — die alleen deductie zag als basis van werkelijke kennis

Dit alles werd versterkt door de ontwikkeling van de microscoop, de telescoop, de barometer, thermometer, prisma en luchtpomp waardoor de waarneming verder kon gaan dan met de eigen zintuigen. Francis Bacon hechtte groot belang aan de inductieve methode van wetenschappelijk onderzoek en droeg daarmee sterk bij aan de opkomst van het experiment. Newton speelde daarna een cruciale rol om van experimentele feiten te komen tot een universeel model waarbij experimenten de basis werden om wetenschappelijke hypotheses te testen. Er trad daarna ook een verschuiving op van kwalitatief onderzoek naar meer kwantitatief onderzoek waarbij de werkelijkheid wordt beschreven op statistische en wiskundige basis.
Wetenschap was eerder vooral een zaak geweest van individuele geleerden, maar gedurende de zeventiende en achttiende eeuw ontstonden netwerken via correspondentie en academies als de Britse Royal Society en de Franse Académie des Sciences. Belangrijk waren de hervormingen van het Pruisische onderwijs door Wilhelm von Humboldt aan het begin van de negentiende eeuw. Hiermee kreeg onderzoek een plaats aan de universiteiten. In tegenstelling tot eerdere bewegingen kwam dit niet voort uit de verlichting, maar juist de contraverlichting.

#### Militaire revolutie
Waar de geestelijke stand zijn bevoorrechte positie verloor als enige geletterde groep, gold dat voor de ridderschap op militair vlak. In de periode 1420-1700 waren er een aantal grote veranderingen die het evenwicht ernstig verplaatsten. De komst van vuurwapens maakte een definitief einde aan de bereden en bepantserde soldaat. Vooral tijdens de Italiaanse Oorlogen ontstond een wedloop tussen zware artillerie en vestingbouw. Legers bewapend met handvuurwapens groeiden uit tot in de achttiende eeuw honderdduizenden troepen in het veld gebracht werden. Dit maakte nieuwe tactieken en onderlinge afstemming noodzakelijk, wat bereikt werd met jarenlange dril, geïntroduceerd door Maurits van Oranje die zich baseerde op Romeinse militaire handboeken. Met de groei van de legers en de complexiteit van de oorlogvoering, groeide de noodzaak aan een goed georganiseerde logistiek. De kosten van dit alles stegen enorm, wat de ontwikkeling van nieuwe financiële systemen in de hand werkte. Hoewel Europa al vele eeuwen bijzonder gewelddadige periodes had gekend, was oorlogvoering in de Vroegmoderne Tijd ongekend intensief. Het aantal grote veranderingen op het vlak van oorlogvoering deden Roberts dit dan ook de militaire revolutie noemen.
Deze had een aantal gevolgen. Slechts de rijkste staten waren in staat om oorlogen op deze manier te financieren. Veel kleine staatjes werden dan ook in de loop van de tijd opgeslokt, waardoor de macht geconcentreerd raakte en de basis werd gelegd voor de moderne staten. De hoge kosten noodzaakten ook tot fiscale hervormingen, wat het proces van staatsvorming versterkte.
Het gaf Europa ook een voorsprong op de andere grote staten. Hoewel de Ottomanen, de Mogols en de Qing allen delen uit de militaire revolutie overnamen, namen ze deze geen van allen in zijn geheel over. Deels omdat dit vooralsnog in hun situatie niet nodig was, deels omdat het niet mogelijk was. Zodra het echter op een confrontatie aankwam met de Europeanen bleek de achterstand vaak toch te groot. Dit laatste was vooral mogelijk door de ontwikkeling van gespecialiseerde marines. Het evenwicht verschoof van geroeide galeien met ramstevens of tijdelijk gehuurde koopvaarders die elkaar enterden, naar zeilschepen met kanonnen in de zij die elkaar bestookten vanuit de kiellinie. Aangezien de andere grootmachten tot de achttiende eeuw geen schepen bouwden die sterk genoeg waren om een batterij kanonnen af te vuren, verkregen de Europese staten hiermee een langdurig militair overwicht.
Als laatste maakte de militaire revolutie na meer dan twee millennia een einde aan de macht van de nomadenvolken. Met hun paarden, hun snelheid en de beschikbaarheid van elk mannelijk stamlid om als krijger te dienen, hadden zij lang een belangrijke machtsfactor kunnen spelen. De pastorale samenleving kon echter niet inspelen op het gebruik van kanonnen en ontbrak het aan de achterliggende financiële systemen die de stedelijke samenleving ontwikkeld had.

### Economische en sociale veranderingen
De contacten tussen de verschillende beschavingen voor de vijftiende eeuw zijn door Braudel aangeduid als wereld-economieën met koppelteken om aan te geven dat deze niet de gehele wereld omspanden, maar economisch autonome delen van de wereld waren. Pas vanaf het tijdperk van de grote ontdekkingen ontstond een wereldeconomie waarbij al deze economieën steeds intensiever met elkaar in contact stonden.
Rond 1450 lag de gemiddelde levensstandaard in Europa rond het huidige niveau in de armere landen van Afrika en zou in de 350 jaar daarna maar weinig stijgen. Volgens Hobbes in Leviathan uit 1651 was het leven van de mens eenzaam, armzalig, ellendig, barbaars en kort. Dat betekende niet dat het volledig stilstond. Zo werd brandpreventie onder meer verbeterd door het proces van verstening dat in West-Europa vanaf de dertiende eeuw inzette waardoor het aantal stadsbranden langzaam afnam. Wooncomfort kon verbeteren door het toenemende gebruik van vensterglas. Verbeteringen in de productie van glas maakten ook de bril, microscoop en telescoop mogelijk.
De landbouw- en industriële technologie veranderden in deze periode maar weinig, zodat spierkracht op veel gebieden de belangrijkste factor was. Dit stelde duidelijke grenzen aan de maximale hoeveelheid werk die verricht kon worden en daarmee aan de welvaart. Desondanks groeide de wereldeconomie naar schatting twee- tot driemaal. De economische groei werd dan ook voornamelijk veroorzaakt door de bevolkingsgroei. Hoewel de groei met minder dan 0,25% per jaar naar de huidige maatstaven laag was, lag dit aanmerkelijk hoger dan voorgaande periodes.

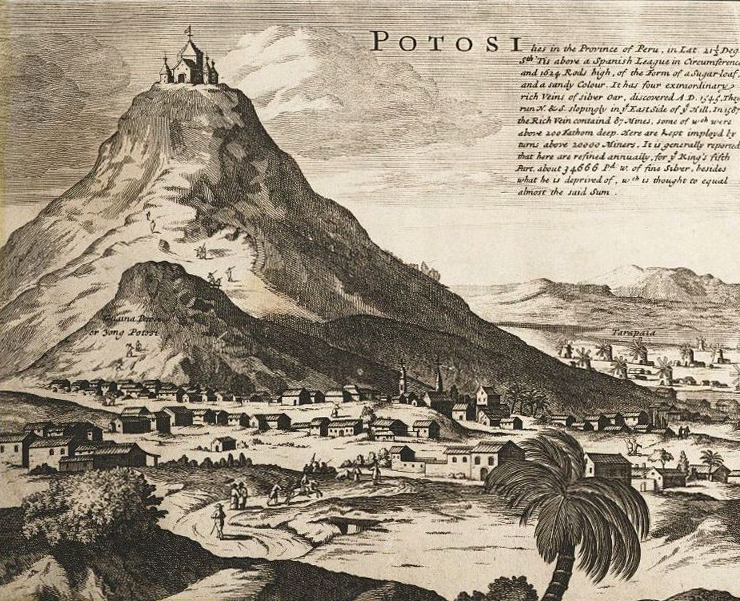
Potosí, Peru; detail van de door Hermann Moll vervaardigde kaart van Zuid-Amerika (1715)
Het zilver uit Potosí financierde niet alleen de Spaanse oorlogen, maar maakte het ook mogelijk dat de Chinese economie gemonetariseerd werd

Ondanks de relatief kleine technologische veranderingen, veranderde er op economisch vlak veel. Langeafstandshandel, steden en kooplieden kregen meer invloed en voor het eerst ontstond een werkelijk wereldwijde economie. Waar lokaal nog wel op basis van vertrouwen werd gehandeld, kon dit voor de langeafstandshandel niet opgaan. Ruilhandel was hiervoor ook weinig geschikt en de relatief kleine voorraden goud en zilver hadden eerder de langeafstandshandel beperkt. In 1545 werden echter in Potosí in Peru ertslagen ontdekt, die zeer rijk aan zilver waren. Dankzij nieuwe Duitse methodes om zilver te winnen konden hier grote hoeveelheden zilver gewonnen worden, tot zo'n 60% van wereldproductie. Ook in Japan werd daarna de zilverwinning opgeschroefd. Van het zilver kwam meer dan driekwart uiteindelijk in China of India terecht. De grote hoeveelheden zilver stelden de Chinese overheid in staat om de economie te monetariseren. Het belastingsysteem werd in de tweede helft van de zestiende eeuw vereenvoudigd, de zogenaamde Eén Zweep Hervormingen (yìtiáo biānfǎ, 一條鞭法). Hierbij moesten alle belastingen en corveeverplichtingen voortaan in zilver worden voldaan, wat de vraag en prijs daarvan sterk deed stijgen. Dit was niet alleen welkom voor de Spaanse koning, het deed de handel in China, Korea, Japan en Zuidoost-Azië sterk stijgen en maakte de economieën daar marktgerichter. China was dan ook het middelpunt van de wereldeconomie. Het overgrote deel van de specerijen uit Zuidoost-Azië ging rechtstreeks richting China, terwijl dat zijde, porselein en soms goud verkocht. Japan verkocht naast zilver ook koper, terwijl uit Amerika zilver, bont, suiker en tabak kwamen. India exporteerde katoenen doeken en uit Afrika kwamen slaven en goud.
De Europeanen fungeerden daarbij steeds meer als tussenhandelaar en transporteur en gedurende de achttiende eeuw wedijverden zij steeds meer met de Chinese economie. Als eerste waren daar de Portugezen, gevolgd door de Nederlanders. Zij hadden niet alleen een overwicht door hun wapens, maar ook een informatievoorsprong. Doordat zij in tegenstelling tot de Aziaten wel wereldwijd handelden, waren zij ook op de hoogte van prijsverschillen, om die vervolgens te kunnen benutten. Zo waren kaurischelpen in de tijd van Ibn Battuta (1304-1368) als schelpengeld 350 maal meer waard in West-Afrika dan in de Maldiven waar ze vandaan kwamen. Hij kon daar nog geen gebruik van maken, maar de Europese handelaren na hem wel.
Waar de Europeanen zich in Azië voegden in een al lang bestaand handelssysteem, zetten zij dit rond de Atlantische Oceaan grotendeels zelf op. Dat begon aan de productiezijde, waar gebruik werd gemaakt van plantages. De Arabieren hadden al vanaf de twaalfde eeuw suikerplantages in gebruik rond de Middellandse Zee, onder meer in Marokko en op Cyprus. De Siciliaanse plantages waren een voorbeeld voor de Portugezen en Spanjaarden op Madeira, de Canarische Eilanden, de Kaapverdische Eilanden en Sao Tomé. De zoektocht naar meer gronden voor suikerplantages was een van de drijfveren om naar steeds westelijker eilanden te zoeken. Rond 1530 kwamen de eerste suikerplantages in Brazilië, terwijl in de Caraïben aanvankelijk vooral tabaksplantages te vinden waren, maar later werd de suikerplantage vergelijkbaar in grootte met die in Brazilië. Aanvankelijk werd nog wel gebruikgemaakt van Europese arbeiders, maar al snel werd overgeschakeld op slaven. Waar deze op de mediterrane eilanden nog voornamelijk van Slavische afkomst waren, werden deze nu op grote schaal uit Afrika gehaald. De sterfte was hoog, zowel onder de slaven als onder hun heren, zodat er grote immigratie uit Europa nodig was en de trans-Atlantische slavenhandel van grote omvang bleef. Suiker, tabak en later katoen werden zo de drijfveer achter de driehoekshandel waarin op kleinere schaal ook de plantages in Virginia en rond de Chesapeake Bay deel van uitmaakten.
Van al deze veranderingen profiteerden vooral de kooplieden die hun macht zagen toenemen ten koste van de oude adel. Een handelaar kon met een goede reis meer verdienen dan de adel in jaren aan pacht. De ridders, samoerai en timarioten hadden door de militaire revolutie al aan invloed ingeleverd, hoewel zij wel lange tijd hun aanzien behielden. Aan de andere kant van de samenleving bevonden zich de slaven, waarvan het aantal rond 1800 gegroeid was tot ergens tussen de 20 en 50 miljoen, zo'n 2-5% van de gehele mensheid.

### Biologische uitwisselingen
Biologische uitwisselingen vonden al millennialang plaats, vaak geleidelijk, zoals de Euraziatische uitwisseling. Na 1492 trad hierbij een versnelling op toen ook Amerika op werd genomen in het wereldwijde netwerk. Voor de inheemse bevolking daar was vooral het contact met tot dan voor hen onbekende ziektekiemen desastreus. Andersom exporteerde Amerika geen grote dodelijke ziektes. Amerikaanse gewassen bleken wel een welkome aanvulling op het voedingspatroon van de Oude Wereld. De Columbiaanse uitwisseling bracht daar mais, cassave en de aardappel. De eerste twee werden belangrijke gewassen in Afrika en in mindere mate in Azië, de laatste in Noord-Europa. Andere gewassen uit Amerika waren onder meer de zoete aardappel, verschillende soorten bonen, pinda's, cacao, ananas, kalebassen en tomaten. In Amerika bleken granen als tarwe, haver, rogge en gerst, maar ook citrusvruchten het goed te doen. Naast deze voedingsgewassen zouden vooral handelsgewassen als suikerriet, koffie- en katoenplanten en de inheemse tabaksplant een groot stempel drukken op de samenleving in Amerika.
Van groter belang voor Amerika waren echter de dieren die ingevoerd werden. Het paard was eerder uitgestorven, maar de invoer van een nieuwe soort paarden maakte een nomadische levenswijze van onder meer de prairie-indianen mogelijk. In de Andes en Mexico brachten schapen een nieuwe basis voor de samenleving. Kinderarbeid werd met schapen en geiten productiever. Afgezien van de eucalyptus was er in Oceanië inclusief Australië vooral sprake van eenrichtingsverkeer. De veranderingen van wat soms de Cook-uitwisseling wordt genoemd, waren groter dan waar dan ook.
Waar de uitwisseling van ziektekiemen desastreus was voor Amerika en Oceanië, gold daarbuiten dat epidemieën waarbij miljoenen volwassenen het leven lieten langzamerhand afnamen. Ziektes werden endemisch en troffen vooral jonge kinderen. De kindersterfte werd vaak gecompenseerd door meer kinderen te nemen. Deze demografische transitie resulteerde in een sterke toename van de bevolking tot een nieuw evenwicht werd gevonden. In combinatie met de nieuwe voedingsgewassen kon daardoor tussen 1450 en 1800 de wereldbevolking meer dan verdubbelen naar 900 miljoen mensen, waarvan China met 350 miljoen inwoners meer dan een derde uitmaakte. De sterke bevolkingsgroei betekende niet alleen een druk op het ecologische systeem, maar ook op het politieke. Malthus voorzag dat de bevolkingsgroei exponentieel zou verlopen en de landbouwproductie lineair, met een catastrofe tot gevolg. Uiteindelijk kwam het niet zover door verbeterde landbouwtechnieken en wist de landbouwproductie zelfs de nog veel sterkere bevolkingsgroei van de tweede helft van de twintigste eeuw bij te benen. Boserup stelde zelfs dat bevolkingsgroei nieuwe landbouwmethodes stimuleert, in plaats van dat de grootte van de bevolking bepaald wordt door de voedselproductie.

## Hervormingen (1750-1914)
Tot de achttiende eeuw waren de mogelijkheden op vele vlakken beperkt geweest tot wat met spierkracht bereikt kon worden. Dit had beperkingen opgelegd aan de mobiliteit en economische en bevolkingsgroei. Rond 1800 leefde de overgrote meerderheid in armoede op het platteland met slechts het geloof als steun. Hoewel vrijwel de gehele wereld nu was opgenomen in het netwerk, kwamen deze boeren over het algemeen niet ver buiten hun geboortedorp. En mocht dat gebeuren, dan duurde de reis nog vrijwel net zo lang als in de duizenden jaren daarvoor. Aan het einde van de achttiende eeuw werd dit doorbroken in een overgang die in belang slechts vergelijkbaar is met de overgang naar landbouw. De industriële revolutie maakte het mogelijk om fossiele brandstoffen te gebruiken waarmee een aantal van deze beperkingen overwonnen konden worden. Dit bracht ook grote politieke en sociale veranderingen teweeg, zoals de opkomst van nationalisme en de afschaffing van de slavernij en horigheid. Zoals er na de overgang naar landbouw vrijwel geen weg terug meer was, gold dit ook voor de energie-intensieve samenleving.
Gedurende de achttiende en negentiende eeuw werd hout vervangen door ijzer en later staal en zeil en paardenkracht door stoom, terwijl telecommunicatie een ommekeer betekende voor de beschikbaarheid en snelheid van informatie.

### Nieuwe politiek
Al millennialang was de monarchie de meest voorkomende regeringsvorm, zelfs zodanig dat het door velen als vanzelfsprekend werd gezien. Het groeiende contingent kooplieden begon zich steeds meer te verzetten tegen de weinige macht die zij kregen in ruil voor de belastingen die zij afdroegen. Dit speelde zich vooral af in de kustgebieden van China, West-Afrika en Europa. De Ottomanen, de Mogols en de Qing konden deze bewegingen onderdrukken, maar in gebieden met veel rivaliserende staten met een hoge geletterdheid was dit moeilijker. Zo kon het gebeuren dat in een aantal landen de monarchie sterk aan macht moest inleveren. De Zeven Provinciën werden tijdens de Tachtigjarige Oorlog zelfs een republiek, maar ook in Engeland moest de koning na de Engelse Burgeroorlog zijn macht delen met het parlement.
In een zoektocht naar rechtvaardiging was het begrip soevereiniteit aan de nodige verandering onderhevig. Het idee van een sociaal contract tussen volk en heerser ontwikkelde zich tot de volkssoevereiniteit van Rousseau. Deze ideeën zouden belangrijk blijken in wat Godechot de Atlantische revoluties noemde. In de vrijheidsstrijd van de Zeven Provinciën ging het naast de religieuze motieven nog vooral ging om een terugkeer naar de adellijke privileges en particularistische tendensen. Ook bij de latere ware vrijheid betrof het vooral de vrijheid van de regenten. Tijdens de Franse Revolutie kwam de nadruk te liggen op het volk. Dit volk was dan wel beperkt tot de gegoede burgerij – arbeiders, vrouwen en slaven vielen daar over het algemeen buiten.
Overigens had elke revolutie haar eigen oorzaken en was het opkomen voor het volk niet noodzakelijk de belangrijkste. Zoals wel vaker gold dat na de kostbare Zevenjarige Oorlog (1756-1763) in zowel Groot-Brittannië als Frankrijk belastingverhogingen volgden. De weigering van de Amerikaanse kolonisten om hieraan nog verder bij te dragen leidde tot de Amerikaanse Onafhankelijkheidsoorlog (1775-1783). Hoewel deze onder meer kon slagen door Franse steun, bleek de revolutionaire vlam besmettelijk en kwam met de Franse Revolutie van 1789 een voorlopig einde aan de Franse monarchie. Daarna kwam het ook tot de Haïtiaanse Revolutie (1791-1804) en kwam er een einde aan de Spaanse aanwezigheid in Latijns-Amerika.
Het idee dat de soevereiniteit bij het volk lag, had ook gevolgen voor de ideeën over dat volk. Nationalisme bleek te voldoen aan een oude behoefte om de wereld onder te verdelen in 'ons' en 'zij'. Daarmee was de aanspraak op een vermeende etniciteit in veel landen een effectief middel om de interne saamhorigheid te verstevigen op een schaal die ver uitsteeg boven familiebanden. De staatsmacht kon daarmee sterker dan ooit worden en werd dan ook in veel landen aangemoedigd. In landen met zeer diverse bevolkingsgroepen kon dit echter averechts werken. Dit was onder meer het geval bij het Habsburgse, het Ottomaanse en het Russische Rijk. Ook kon een vermeende superioriteit de verhoudingen tussen staten op scherp zetten. Zeker in de twintigste eeuw zou nationalisme dan ook zijn sporen nalaten.
Nadat Napoleon in 1815 definitief verslagen was, had het reactionisme de overhand gekregen. In het revolutiejaar 1848 volgde hier weer een tegenreactie op met onlusten in heel Europa. Desondanks bleven veel van de daaropvolgende hervormingen beperkt tot de mannelijke elite en dan ook nog slechts in enkele landen. De armere bevolking moest enkele decennia wachten en vrouwen vaak nog iets langer. In de Verenigde Staten werd rassenscheiding zelfs gelegaliseerd, met name in de zuidelijke staten. Buiten deze landen bestond de wereld vooral uit koloniën van Europese staten en de bevolking daar was nog langer uitgesloten van de hervormingen, zoals ook in Latijns-Amerika waar vooral de legers aan de macht waren. Het zou tot ongeveer 1950 duren voordat representatieve democratie algemeen aanvaard was.

### Industriële revolutie
Zolang de mens slechts over een beperkte hoeveelheid energie kon beschikken, woonde de overgrote meerderheid van de bevolking in armoede. Hout, houtskool, waterkracht en windenergie waren niet altijd en overal beschikbaar, terwijl de hoeveelheid energie beperkt was. Pas met een echt efficiënte energiedrager werd het mogelijk zich hieraan te ontworstelen. In wat De Vries en Van der Woude de eerste moderne economie hebben genoemd, de Zeven Provinciën, was deze gevonden in turf, waarvan De Zeeuw zelfs stelde dat deze aan de basis lag van de Gouden Eeuw. Deze visie is door anderen genuanceerd, maar het belang van een goede energiedrager bleek ook in Engeland, waar steenkool beschikbaar was. Uit steenkool kon steenkoolcokes worden gedestilleerd waarmee de ijzerproductie sterk kon worden vergroot. Steenkool werd ook gebruikt voor de stoommachine die aanvankelijk vooral diende om waterpompen in mijnen aan te drijven. Steenkool werd daardoor steeds goedkoper en stoommachines kregen steeds meer toepassingen, onder meer in de textielindustrie en pottenbakkerijen en later ook in locomotieven en schepen.
Dat de industriële revolutie uiteindelijk in het Verenigd Koninkrijk plaatsvond en niet in bijvoorbeeld China dat eerder een grote ijzerindustrie had gekend, had meerdere oorzaken. Deze bestonden uit de aanwezigheid van steenkool en ijzererts, het sociale, politieke en economische klimaat na de hervormingen van de Glorious Revolution waardoor de ideeën rond het eigendomsrecht veranderden, de uitbreidingen van de infrastructuur en het koloniale rijk met zijn grondstoffen en afzetmarkt.
De industriële revolutie kan worden onderverdeeld in een aantal fasen. Daar waar de industrialisatie pas later begon, werden de eerste fasen overgeslagen. De stoommachine heeft bijvoorbeeld in de meeste Aziatische landen nooit een grote rol gespeeld. De eerste fase (1780-1830) begon in het Verenigd Koninkrijk en speelde zich af in de textiel- en ijzerindustrie. Belangrijke uitvindingen waren de schietspoel, de Spinning Jenny en het mechanisch weefgetouw en de cokesoven. Transport verbeterde door kanalen en turnpikes, tolwegen. De verplaatsing van huisnijverheid naar fabrieken betekende niet alleen dat investeringen en arbeid geconcentreerd konden worden, maar ook dat deze beter georganiseerd konden worden.

De tweede fase (1820-70) voltrok zich rond ijzer, steenkool en stoommachines en zag de opkomst van de naamloze vennootschap waarin vele vennoten hun investering konden samenvoegen. De staat begon een liberale koers te varen waarin deze investeringen konden gedijen.

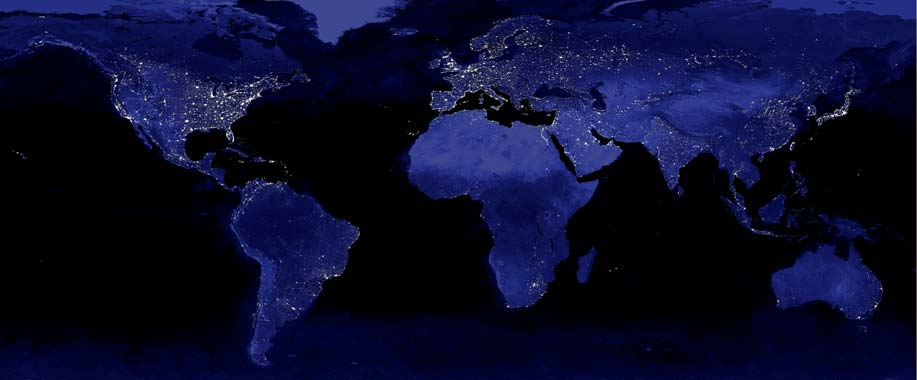
De elektrificatie had grote veranderingen tot gevolg voor transport, massaproductie, huishoudens en communicatie

In de derde fase (1850-1920) lag voor het eerst het zwaartepunt niet in het Verenigd Koninkrijk, maar in Duitsland en de Verenigde Staten. Steenkool was nog steeds belangrijk, maar ijzer werd vervangen door staal. Deze periode zag verder de ontwikkeling van de telegraaf, chemicaliën, elektriciteit, koeltechniek en de spoorwegen. In Amerika gaf dat laatste ook de aanzet om te komen tot grote bureaucratische bedrijfsorganisaties. In deze periode vormden zich grote multinationals die gebruik konden maken van schaalvoordelen. Wetenschap begon een steeds grotere rol te spelen, zeker voor de landen die een achterstand hadden in te lopen. Universiteiten speelden hier een rol, maar grote bedrijven begonnen hun eigen onderzoekscentra.
Dit alles had grote gevolgen, mede doordat vrijwel de gehele wereld ondertussen was opgenomen in het netwerk. Eeuwenoude ambachtelijke centra aan de andere kant van de wereld moesten plotseling concurreren met Britse producten. Dit bracht grote veranderingen in de wereldwijde economie, waarbij veel gebieden overschakelden op grondintensieve productie, daarbij soms gedwongen door de militaire macht van de Britten. Deze dominantie gaf hun ook de kans om vrijhandel af te dwingen na lange tijd vanuit het mercantilisme protectionistische maatregelen te hebben nagestreefd.

### Communicatie
De industriële revolutie leidde volgens Beniger tot een controlecrisis. Het opheffen van technische beperkingen op het gebied van afstand en tijd bracht organisationele beperkingen aan het licht. Deze werden opgelost met bureaucratische organisatie, nieuwe infrastructuur en massacommunicatie en massaonderzoek, wat Beniger de controlerevolutie noemt. Gezien het grote aantal communicatiemiddelen dat gedurende het einde van de negentiende eeuw en het begin van de twintigste eeuw werd ontwikkeld, spreekt Van Dijk over de eerste communicatierevolutie.
Korte berichten met vaste betekenis konden voor die tijd met optische middelen relatief snel overgebracht worden. Maar lange tijd was de snelheid van langere berichten beperkt tot de gang die gemaakt kon worden door de paarden die deze overbrachten. Tijdens de Franse Revolutie werd grote vooruitgang geboekt met een systeem van semafoorstations waarmee berichten in enkele uren het land konden doorkruisen. Het gebruik was echter voorbehouden aan de staat en was beperkt door onder meer het weer. De echte doorbraak kwam met de introductie van de telegrafie. Voor hen die erover konden beschikken, betekende het enorme voorsprong. In Amerika groeide het telegraafnetwerk met het spoor en in het van het Verenigd Koninkrijk met het Britse Rijk. Vanaf 1866 verbond een trans-Atlantische kabel het Verenigd Koninkrijk met de Verenigde Staten. In 1897 lag 162.000 zeemijl aan kabels met Londen als middelpunt. Daarmee had het Verenigd Koninkrijk een wereldomspannend netwerk en tot in de jaren 1950 een grote voorsprong op de rivalen die vaak zelfs gebruikmaakten van het Britse netwerk. Zo kon in 1917 het Zimmermanntelegram onderschept worden wat voor de Verenigde Staten aanleiding was deel te nemen aan de Eerste Wereldoorlog. Met het dalen van de prijzen voor een telegram kwam dit ook binnen het bereik van kleinere bedrijven. Voor hen die er geen beschikking over hadden werd het zakendoen een stuk moeilijker.

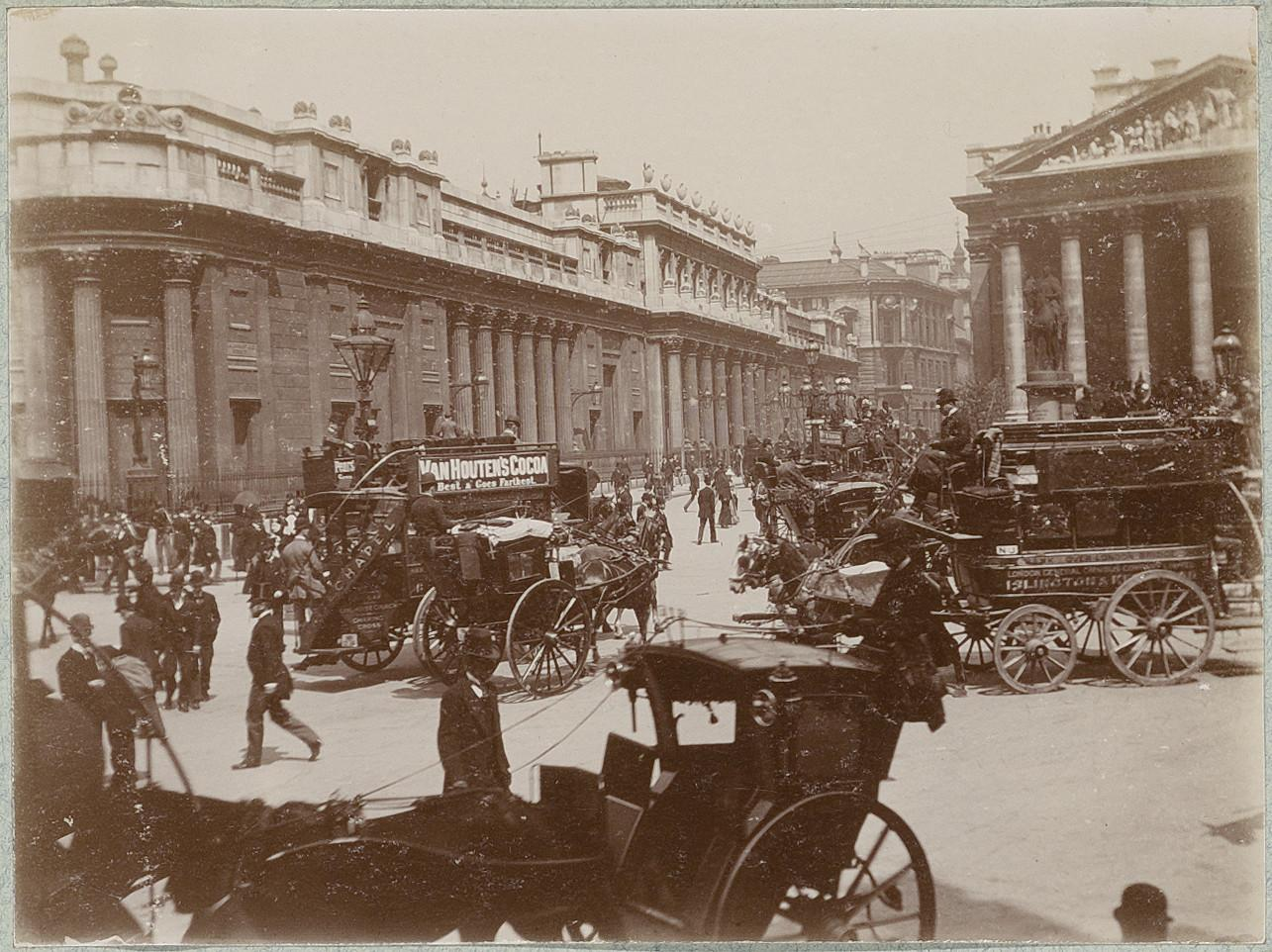
Omgeving van de Bank of England in Londen in 1891
Het groeiende probleem van paardenmest in de grote steden leek onoplosbaar

Op het vlak van transport betekenden het stoomschip en de trein een ware revolutie, maar ook verbeteringen en uitbreidingen van kanalen en wegen ondersteunden de industriële revolutie in belangrijke mate. In 1650 nam de reis van Holland naar Java nog een jaar in beslag. In 1850 duurde het met snelle klippers nog drie maanden, maar in 1920 was dit afgenomen naar drie weken met een stoomschip. Daarnaast daalden de vrachtprijzen dusdanig dat het rendabel werd om niet alleen luxegoederen, maar ook massagoederen over lange afstand te verhandelen. Zo daalden de vrachtprijzen van 1869 tot 1914 door dalende kosten met het toenemende rendement van de stoomvoortstuwing en het uitfaseren van de steeds minder concurrerende zeilschepen. Tussen 1850 en 1910 verviervoudigde de handel over zee dan ook. Op land had de trein een vergelijkbaar effect. Vooral in Amerika werd een groot spoornetwerk aangelegd, maar ook veel Europese landen beschikten al snel over een groot netwerk. In Azië en Afrika ondersteunde het spoor vooral de koloniale doeleinden en konden vrachtprijzen tot 90-97% dalen. De uitvinding van de auto bracht een ongekende mobiliteit met zich mee, vooral vanaf de komst van de betaalbare Ford Model T in 1908. Na de Grote Paardenmestcrisis van 1894 werd tot de komst van de auto gedacht dat het groeiende probleem van paardenmest in de grote steden onoplosbaar was.

### Imperialisme
Na de Slag bij Trafalgar was de Britse macht op zee vrijwel onbetwist, de Pax Britannica. Het werd andere landen duidelijk dat deze macht alleen met een modern militair apparaat weerstaan kon worden. Dit kon slechts door te industrialiseren en vond het eerst plaats in enkele Europese landen en de Verenigde Staten, vooral in die gebieden waar steenkool gevonden werd. Naast particulier initiatief was er in deze landen sterke overheidssteun. Het in 1871 verenigde Duitsland kon in de jaren 1880 zelfs het Verenigd Koninkrijk voorbijstreven in productie.
Voor de Verenigde Staten gold de Oorlog van 1812 (1812-15) als stimulans waarna in 1823 de Monroedoctrine werd afgekondigd waarin elke vorm van Europese bemoeienis op het westelijk halfrond taboe werd verklaard. West Point werd hervormd en in 1845 werd een opleidingsinstituut voor de marine opgericht. Het Amerikaans productiesysteem met massaproductie van grote hoeveelheden standaardproducten bleek zo succesvol dat het rond 1890 Duitsland voorbij kon streven. Veel andere landen moesten hervormen om te kunnen industrialiseren, vaak bestaand uit veranderingen van het financiële systeem, onderwijs, rechtsstelsel en leger. Voor Duitsland en Rusland betekende het ook afschaffing van horigheid waardoor een flexibeler arbeidsmarkt ontstond.
In het Ottomaanse Rijk was al onder Selim III (1789-1807) begonnen met hervormingen, maar onder religieuze druk en vooral weerstand van de janitsaren moest hier in 1806 van worden afgezien. Vanaf 1826 werden de hervormingen echter opnieuw ingezet, waarbij opstandige janitsaren om het leven werden gebracht. Hoewel de Tanzimaat bestond uit maatregelen die elders wel succes zouden hebben, was de religieuze en militaire weerstand te groot en kwam ook aan deze hervormingen een einde.
China had de Eerste Opiumoorlog (1839-42) verloren waarmee het werd gedwongen de invoer van Brits opium toe te staan. Het reageerde daar echter niet op met een poging tot industrialisatie en werd daarna verlamd door de Taiping-opstand (1851-64) waarbij 20-30 miljoen mensen om het leven kwamen. Hierop werd de Zelfversterkingsbeweging (ziqiang yundong) ingezet. Hervormingen werden echter beperkt om niet te veel af te wijken van de agrarische Confuciaanse samenleving. De weerstand groeide zelfs tot aan de keizerlijke familie aan toe. Hervormingen waren dan ook nog minder succesvol dan bij de Ottomanen en het kon niet voorkomen worden dat Vietnam onder Franse invloed kwam en Birma onder Brits bestuur. Na de Eerste Chinees-Japanse Oorlog werd Korea onafhankelijk en kwamen Taiwan en het steenkoolrijke Mantsjoerije onder invloed van Japan. Met de Xinhai-revolutie kwam in 1912 een einde aan het Chinees Keizerrijk.
Meer succes hadden de hervormingen in Rusland en Japan. In Rusland gaf de Krimoorlog (1853-56) hiertoe de aanzet, in Japan de komst van een Amerikaanse vloot in 1854 die de opening van Japan afdwong na een eeuwenlange isolatie. Na de Meiji-restauratie van 1868 volgde een radicale modernisering. Waar Rusland kon beschikken over grote voorraden steenkool en ijzererts, gold dit voor Japan niet. Des te opmerkelijker was het dan ook dat Japan de hervormingen succesvol af kon sluiten, mede dankzij een bovengemiddeld geletterde en gedisciplineerde bevolking. Beslissend was echter de vasthoudendheid van de regering die de zware industrie sterk stimuleerde en opstanden van arbeiders en samoerai succesvol neersloeg.
Andere Afrikaanse en Aziatische landen hadden minder mogelijkheden. In de eerste fase van het Europese imperialisme waren de nodige koloniale rijken gesticht, maar afgezien van Amerika, Siberië en Australazië bleef de invloed over het algemeen beperkt tot de kustlijn en de dracht van het scheepsgeschut. Dit veranderde in de achttiende eeuw. Met kanonneerboten kon diep worden doorgedrongen op rivieren als de Ganges en de Jangtsekiang. Vooral na 1840 sloeg de politiek-militaire balans over naar de Europese kant. Richting het einde van de eeuw werd dit alleen maar versterkt met uitvindingen als het repeteergeweer, exploderende granaten en machinegeweren die ook nog eens in massa geproduceerd werden. Door verbeterde ziektebestrijding en het gebruikmaken van lokale troepen verminderde het dodelijke effect van tropische ziektes. Tussen 1750 en 1858 viel India zo in handen van de Britse Oost-Indische Compagnie om daarna direct onder de Britse koningin te vallen.
Zo werd tegen het einde van negentiende eeuw in een golf van modern imperialisme een groot deel van de resterende wereld verdeeld onder de Europese landen en kwam het tot een wedloop om Afrika. Het grootste deel viel hierbij aan het Verenigd Koninkrijk en in mindere mate aan Frankrijk en de nieuwe grootmacht Duitsland. De kosten waren echter dusdanig laag dat zelfs landen als Italië, België, Portugal en Spanje hun deel van de landen kon veroveren. Het gemak waarmee dit plaats kon vinden, kon Europeanen doen denken dat ze behoorden tot een superieur ras, uitverkoren door God om de wereld te overheersen.

### Sociale veranderingen
Het dagelijks leven veranderde ingrijpend waar de industriële revolutie kwam met zijn fabriekssysteem. Met de komst van fabrieken verdween de nijverheid uit de dorpen. Veel dorpelingen trokken achter de arbeid aan richting de fabrieken waardoor verstedelijking sterk toenam. Door het aanvankelijk hoge geboortecijfer bleef de bevolking daar op peil, maar zodra de demografische transitie ten einde kwam, nam de leegloop van het platteland een aanvang.
Waar eerder het ritme van de dagen en seizoenen werd gevolgd, waren arbeiders nu gebonden aan de tijd om handelingen of diensten op elkaar af te stemmen. Het werk in fabrieken vereiste weinig kennis en vaardigheden, zodat arbeiders inwisselbaar werden. Naast mannen werden ook vrouwen en kinderen ingezet, niet gehinderd door regelgeving in een periode waarin een politiek van laisser faire domineerde. Het werk kon daarnaast vuil en ongezond zijn, terwijl de levensverwachting daalde. Opstanden werden hard neergeslagen, zodat drank of geloof veelgebruikte uitvluchten werden. Sociale veranderingen waren dan ook terug te zien in religieuze aanpassingen en vernieuwingen. De problematiek van de sociale veranderingen werd uitgewerkt door Marx in Das Kapital waarin hij het einde van het kapitalisme voorzag waarna er een maatschappij van gelijkheid zou zijn, het communisme.
Na enige generaties kwam er verbetering in de sociale kwestie, enerzijds door de vorming van vakbonden die kortere werktijden, hogere salarissen en betere werkomstandigheden afdwongen, anderzijds door de overheid die onder meer een einde maakte aan kinderarbeid. Kinderen waren daarmee geen inkomstenbron meer, waarmee de behoefte aan nageslacht afnam. Met de invoering van de leerplicht betekende dit ook een grote verandering voor vrouwen die meer mogelijkheden kregen. De omstandigheden zouden uiteindelijk dusdanig verbeteren dat er een gezonder leven mogelijk werd als voor de industrialisatie.
In Rusland verliepen de veranderingen op andere wijze. De overgang van horige tot arbeider bleek hier voor velen te groot en pogingen om de situatie op dit vlak te verbeteren, werden beantwoord met harde onderdrukking. Bij gebrek aan verbeteringen kwam het onder druk van nederlagen tegen Duitsland in de Eerste Wereldoorlog in 1917 tot de Russische Revolutie. Hoewel de omstandigheden in de Japanse fabrieken niet beter waren, bestond een meerderheid van de arbeiders hier uit jonge vrouwen, gewend aan dienstbaarheid, die na een bepaalde termijn terug wilden keren naar hun dorp om te trouwen. Ze leefden gescheiden van de mannelijke arbeiders en solidariteit kreeg weinig kans zich te ontwikkelen.

### Slavernij
Met de toegenomen vraag naar grondstoffen door de industriële revolutie, steeg ook de vraag naar slaven. In de Verenigde Staten vervijfvoudigde de slavenbevolking tussen 1800 en 1860 en in veel andere delen van de wereld was een vergelijkbaar beeld te zien. Op het hoogtepunt van minstens vijf millennia van slavernij ontstond echter een beweging om slavernij af te schaffen, het abolitionisme. De Quakers waren de eersten die zich tegen de slavernij keerden omdat het onchristelijk zou zijn. Onder invloed van de verlichting en het idee van de rechten van de mens breidde de beweging zich uit. In 1807 schafte het Britse parlement de slavenhandel af om in 1833 ook slavernij zelf te verbieden. Een aantal landen volgde, vaak onder Britse druk, maar daar waar het economische belang van slavernij nog groot was, bestond er grote weerstand. In de Verenigde Staten zelfs zo groot dat het tot de Amerikaanse Burgeroorlog (1861-65) leidde. Door de mechanisering nam de schaarste van arbeid echter af, terwijl slavenopstanden een dusdanige kostenpost konden vormen dat slavernij duurder werd dan betaalde arbeid.
In Rusland betekenden de lage kosten van arbeid dat innovatie tegen werd gehouden en de bevolkingsgroei maakte ook hier arbeid minder schaars. Angst voor sociale onrust hield de bevrijding van de horigen nog decennia tegen, maar in 1861 werd de horigheid er afgeschaft voor 23 miljoen horigen in privé-eigendom, terwijl vijf jaar later hetzelfde plaatsvond voor 27 miljoen in staatshanden. Dit was de grootste groep die hun vrijheid verkreeg, gevolgd door miljoenen in Afrika. Daar was slavernij juist gegroeid nadat de trans-Atlantische slavenhandel tot een einde was gekomen. Ironisch genoeg maakte de daaropvolgende prijsdaling slavernij betaalbaar in Afrika.

### Mondialisering
Mondialisering was al eerder ingezet, maar versnelde in de negentiende eeuw. Deels kwam dit voort uit het Europese imperialisme, maar het waren vooral economische drijfveren.
Migratie was in het verleden vaak op gang gekomen na hongersnood, geweld of slavenhandel. Hoewel dit grote invloed kon hebben, waren de aantallen voor de negentiende eeuw afgezien van de trans-Atlantische slavenhandel beperkt. Met de nieuwe communicatie- en transportmogelijkheden zwol dit echter tussen 1830 en 1914 aan tot meer dan 100 miljoen mensen. Naast vluchtelingen was hier voor een groot deel sprake van contractarbeiders. Vooral uit India en China kwamen arbeidskrachten over die de slaven moesten vervangen. Van de 30 tot 40 miljoen arbeiders uit India bleven er 3 tot 6 miljoen in het nieuwe thuisland. Van de 10 tot 15 miljoen Chinezen keerde een veel groter percentage niet terug. Dit werd mede veroorzaakt door de verslechterende omstandigheden in het thuisland. Dit zat ook achter de grote golf van migraties vanuit Europa. Hiervandaan vertrokken in deze periode tussen de 50 en 60 miljoen mensen, waarvan slechts een derde terugkeerde. Daarnaast was er een grote trek van het platteland naar de steden. In de steden had arbeid een grotere toegevoegde waarde zodat dit een sterke economische groei tot gevolg had.
De wereldhandel groeide in deze periode drie- tot viermaal, terwijl wereldwijde investeringen vijf tot zes keer groeiden. Dit laatste werd geholpen door de telegraaf en de gouden standaard. De sterke toename van de verplaatsingen van mensen, goederen en kapitaal had een aantal merkbare effecten. Allereerst trad er convergentie op bij handelsprijzen en rentestanden. Het betekende ook dat recessies nu over de gehele wereld merkbaar waren. Waar economische crisissen eerder vaak veroorzaakt werden door misoogsten, werd nu de wereldwijde conjunctuurbeweging belangrijker dan wat zich lokaal afspeelde.

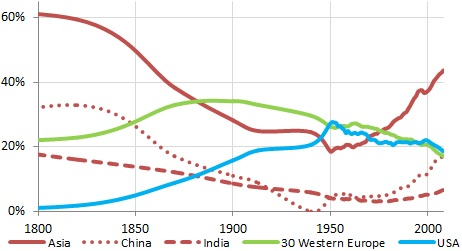
De industriële revolutie veranderde de economische verhoudingen drastisch. Meer dan een eeuw zou Azië niet meer de grootste economie zijn

Het had ook een economische groei tot gevolg die groter was dan ooit. Tussen 1870 en 1913 groeide de wereldeconomie met 2-2,5% per jaar, drie keer meer dan in de vijftig jaar daarvoor en zes tot acht keer meer dan in de periode 1500-1800. Het was een periode waarin ook de cultuur opbloeide, in Frankrijk dan ook wel de belle époque genoemd, in de Verenigde Staten de Gilded Age. Inkomens stegen sterker dan ooit, maar dit was wel beperkt tot de middenklasse en vooral de elite in de geïndustrialiseerde landen. De arbeidersklasse profiteerde vrijwel niet, zodat de economische ongelijkheid ongekende hoogtes bereikte. Ook groeiden de economieën van de industrialiserende en de niet-industrialiserende landen sterk uiteen, ook wel aangeduid als de Great Divergence.
Het succes van de westerse landen inspireerde vele missionarissen om het christelijk geloof te verspreiden. Veel kleine religies verdwenen daarbij, een proces dat zich al veel langer afspeelde. In een vergelijkbaar proces verdwenen kleinere talen om vervangen te worden door de grotere talen waarmee aansluiting kon worden gevonden in de veranderende samenleving. Daarnaast ontstonden creoolse talen uit pidgintalen.

### Ecologische veranderingen
Industrialisatie en mondialisering verhoogden de ecologische druk. Smog werd een serieus probleem en miljoenen mensen werden ziek en stierven door luchtvervuiling in de industriegebieden. Om te voldoen aan de verhoogde vraag verdween zo'n 10% van de bossen, vooral in Noord-Amerika. Daarvoor in de plaats kwamen akkers en weilanden. Grote gebieden werden voorzien van irrigatie om aan de vraag naar landbouwproducten te kunnen voldoen. De invloed van de mens op zijn omgeving werd hierdoor dusdanig groot dat soms wel van een apart geologisch tijdvak wordt gesproken, het Antropoceen.
Voor ziektes als cholera gold in vroegere tijden dat de incubatieperiode zo kort was dat de slachtoffers ziek werden voor zij in staat waren om ver te reizen. Met de grote migratiebewegingen en het snellere transport konden deze ziektes opnieuw epidemieën veroorzaken. Tuberculose werd zo rond 1820 een wereldwijd probleem. Rond 1840 ontstond in het Verenigd Koninkrijk het besef dat ziektes als cholera en buiktyfus overdraagbaar waren via besmet water en dat het daarom voordelig kon zijn om drink- en afvalwater te scheiden. De daaropvolgende sanitaire revolutie betekende dat steden voor het eerst geen zwarte gaten met een sterfteoverschot waren.

## Onder druk (1890 tot heden)
De industrialisatie, het imperialisme en de mondialisering hadden enorme veranderingen tot gevolg. Eeuwenoude structuren waren omgegooid met een instabiliteit tot gevolg die tot op heden merkbaar is. Het opkomende nationalisme zorgde voor een extra problematiek bij de voortschrijdende mondialisering. Deze kwam in 1914 tot een einde met de Eerste Wereldoorlog en het zou tot de Tweede Wereldoorlog duren voordat het weer op gang zou komen. Door de dominantie van de Verenigde Staten werd het daarna ook wel als amerikanisering gezien.
De technieken van de negentiende eeuw hadden wel een groot effect gesorteerd, maar in het dagelijks leven waren stoomschepen, treinen en de telegraaf slechts voor een relatief klein deel van de bevolking aanwezig. In de twintigste eeuw veranderde dit dramatisch. De telefoon, radio, televisie, film, auto, vliegtuig en internet werden alle na een langzame start uiteindelijk door grote groepen dagelijks gebruikt. Het gaf hen toegang tot informatie die tot dan toe moeilijk te bereiken was geweest. In de landen waar het aanwezig was, zorgde het tot circa 1975 voor een nivellering tussen arm en rijk. Daarbuiten gebeurde echter vaak het tegenovergestelde en doordat de nieuwe massamedia sociale ongelijkheid zichtbaarder dan ooit maakten, was dit aanleiding tot een heel scala aan bewegingen. Het idee dat de toekomst maakbaar was greep om zich heen, waarbij de uitvoering varieerde van hard werken, scholing en migratie tot misdaad en revolutie.
De meerderheid van de bevolking kwam in de negentiende eeuw ook in de westerse wereld nooit in contact met andere culturen. Via de media kon daarna in toenemende mate kennis worden genomen van andere landen en gewoontes. Het opkomende toerisme maakte het mogelijk er ook daadwerkelijk mee in contact te komen. Voor het individu nam de diversificatie weliswaar toe, wereldwijd nam deze sterk af om vervangen te worden door de dominante cultuurvormen. Zo is de helft van de huidige talen tegenwoordig bedreigd en verdwijnt er elke twee weken een taal. In de muziek maakte de ontwikkeling van de geluidsopname het mogelijk dat er een muziekindustrie ontstond waarbij enerzijds artiesten uit konden groeien van lokale bekendheid naar wereldfaam, terwijl anderzijds die industrie een belangrijke muzikale invloed heeft. De steeds grotere beschikbaarheid maakt dat invloeden uit bepaalde genres steeds sneller overgenomen kunnen worden en veel minder plaatsgebonden zijn. Muziekstijlen als jazz, blues en country zijn zelf ontstaan als mengvormen en hebben op hun beurt weer nieuwe vormen voortgebracht, wel aangeduid als fusion en cross-over. De grote economische groei maakte dat de jeugd meer te besteden kreeg. Elvis Presley was de belichaming van de nieuwe jeugdcultuur en werd zo het eerste popidool. Amerikaanse en Britse popmuziek met West-Afrikaanse invloeden veroverde de wereld, wat bijdroeg aan de amerikanisering, door critici wel bestempeld als cultuurimperialisme. Maar op kleinere schaal speelden zich vergelijkbare processen af. Zo verdwenen veel lokale muziekvarianten in Brazilië onder invloed van de radio om vervangen te worden door landelijk bekende muziek als samba. Ook op het gebied van architectuur, mode, sport en koken waren de effecten duidelijk merkbaar.
Wetgeving werd in veel landen gebaseerd op die van Europese landen, die op hun beurt vaak grote invloed hadden ondervonden van het Romeins recht. In een aantal landen werd deze wetgeving gecombineerd met andere wetgeving als de sharia. Politieke variatie nam ook af en onder meer chiefdoms, pastorale samenlevingen en stadstaten kwamen steeds minder voor.

### Religie
De grote religies zetten hun opmars voort in deze periode ten koste van kleine lokale geloven. Deels had dit te maken met de voortgaande verstedelijking. In West-Europa had dit een sterke ontkerkelijking tot gevolg. Een andere reactie volgde op het ontheemde gevoel dat ervaren werd in de stad, wat bijdroeg aan zoektochten naar zingeving en een moreel kompas in het geloof. In Zuid-Amerika waren daarbij opmerkelijk veel protestantse zendelingen die vooral gehoor vonden in verstedelijkte gebieden. Net als in Afrika verloren lokale geloven daarbij veel aanhang. In Afrika was dit deels aan het christelijke geloof van de kolonisten. Dat moest zich daarbij vaak wel aanpassen aan de rituelen van de oude geloven, waarbij duizenden onafhankelijke kerken werden gesticht. Voor een aantal van hen werd het snel ontkerkelijkende Europa een missiegebied. De islam trok daarentegen veel aanhangers, juist omdat het niet het koloniale geloof was.
Het imperialisme had dus wisselende uitwerkingen op het gebied van geloof. Het aannemen van het koloniale geloof was een optie, maar vooral moslims en hindoes kozen vaak een andere optie. Aanpassing van het eigen geloof door elementen over te nemen uit geloof en wetenschap die leken bij te dragen tot het koloniale succes. Hindoeïsme bood hiertoe meer mogelijkheden dan de islam, waar er wel voor gekozen werd om dit alles juist af te wijzen en terug te grijpen naar de oude waarden. Een derde mogelijkheid was het volledig afwijzen van religie om deze te vervangen door seculiere ideologieën als nationalisme of socialisme.

### Wetenschap

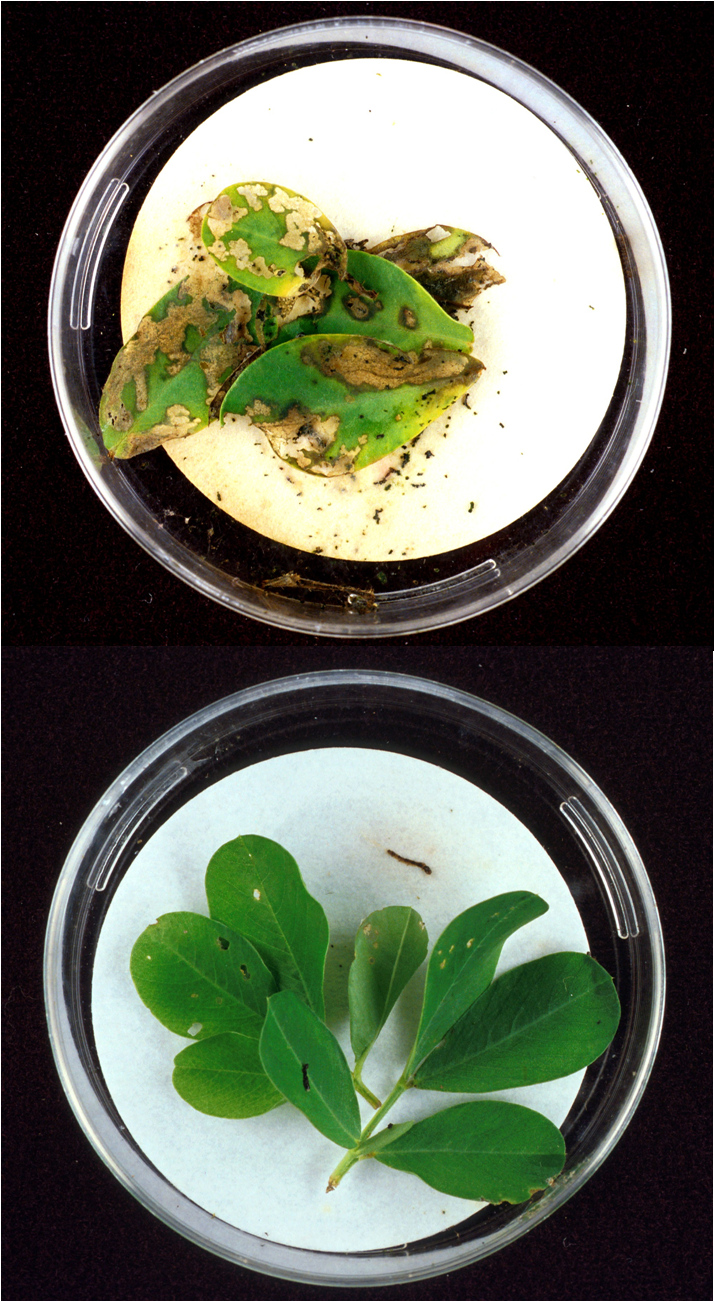
Boven door maisboorder-rupsen aangetaste pindaplant, beneden een genetisch gemodificeerde Bt-plant. Genetische modificatie belooft vele voordelen op onder meer het gebied van gezondheid en voeding, maar ook de nodige gevaren. Veel is bij deze nieuwe techniek nog onduidelijk, wat de nodige controverses teweegbrengt

Gedurende de zeventiende eeuw vormde de moderne wetenschap zich rond het idee dat observatie en experiment de sleutel vormden tot kennis. Er volgde een differentiatie met de opkomst van een hele verzameling natuurwetenschappen. Gedurende de negentiende en twintigste eeuw was een professionalisering en institutionalisering te zien met steeds verdergaande specialisatie. De mondialisering speelde hier een belangrijke rol. Ideeën verspreidden zich dermate snel over de wereld dat ook hier een convergentie optrad met toenemende consensus over de wetenschappelijke stand van zaken. Een belangrijk vakgebied was de geologie. Aan het einde van de achttiende eeuw begon het idee zich te vormen dat de ouderdom van de aarde een stuk ouder geschat moest worden. In de biologie kwam Darwin ook tot die conclusie op basis van zijn evolutietheorie. Dat soorten veranderden op basis van natuurlijke selectie was een directe bedreiging voor religieuze opvattingen over het ontstaan van het leven, vooral voor hen die de heilige teksten letterlijk namen. Gedurende de tijd werd de theorie echter steeds meer geaccepteerd en bleek het meest revolutionaire idee van de moderne wetenschap. Ontwikkelingen in de genetica bevestigden de mechanismes van de evolutietheorie door onder meer genetische variatie.
De klassieke natuurkunde bleek in extreme omstandigheden beperkingen te hebben. Dit leidde tot de ontwikkeling van de moderne natuurkunde, met doorbraken als de relativiteitstheorieën van Einstein en de kwantummechanica van Bohr. In de astronomie ontdekte Hubble dat het heelal uitdijt. Dit is waarschijnlijk voorafgegaan door de oerknal. Aan de andere kant van de natuurkunde werd de wereld van atomen en elementaire deeltjes ontdekt die kernwapens en -centrales mogelijk maakten.
Waar wetenschap en technologie eerder vrijwel niets met elkaar te maken hadden gehad, raakten deze meer en meer met elkaar verweven. Aanvankelijk waren het vooral de wapen- en chemische industrie die meer en meer gebruikmaakten van wetenschappers, maar gaandeweg gold dat voor steeds meer industrieën. De hoge kosten die hiermee gepaard gingen, beperkten deze ontwikkelingen tot enkele landen, waarbij Duitsland domineerde tot de Tweede Wereldoorlog en de Verenigde Staten daarna. Het betekende ook dat het vooral de toegepaste wetenschappen waren die beoefend werden door het groeiende leger wetenschappers. Waar het eerder vooral een individueel vak was, werd samenwerking meer en meer de norm. Rond 1900 werkten in zowel Duitsland en het Verenigd Koninkrijk ongeveer 8000 wetenschappers, maar tegen 1940 waren dit er al 70.000 in de Verenigde Staten alleen. De Tweede Wereldoorlog deed dit sterk groeien waarbij de ontwikkeling van de atoombom alleen al 40.000 wetenschappers vergde. Rond 1980 werkten er in de Verenigde Staten meer dan een miljoen wetenschappers en in West-Europa nog meer.
Hoewel het succes van de wetenschap bewondering oogstte, veroorzaakte het ook wantrouwen. Op een aantal vlakken kon het antwoorden geven die aannemelijker waren dan die van religies, maar op moreel vlak kon het weinig richting geven. De complexiteit nam ook dusdanig toe dat leken niet meer in staat konden worden geacht om zaken als kwantummechanica of genetica te begrijpen. Waar Rutherford nog stelde dat een vermeende wetenschappelijke ontdekking geen verdienste heeft, tenzij deze kan worden uitgelegd aan een barmeid, verliet Einstein dit principe.

### Bevolkingsgroei
Tussen 1900 en 2000 groeide de wereldbevolking van 1,6 miljard naar 6 miljard mensen. Het hoogtepunt van deze groei lag rond 1970 toen het percentage boven de 2% per jaar lag. Sindsdien heeft zich een daling ingezet van het groeipercentage. De sterke groei werd vooral veroorzaakt door een daling van het sterftecijfer, ingezet door vaccinatie, antibiotica en sanitaire verbeteringen. De wereldwijde levensverwachting steeg daardoor van minder dan 30 jaar rond 1800 naar 35 in 1900, 45 in 1950 en 67 in 2000. Waar infectieziektes sterk afnamen, geldt dat mismatchaandoeningen als obesitas en diabetes juist toenemen door de verminderde noodzaak tot lichaamsbeweging en de overvloed aan koolhydraat- en vetrijk voedsel. Voor jager-verzamelaars was dit bevorderlijk calorierijk voedsel dat de benodigde energie leverde, terwijl het daarnaast van belang was om energie te besparen waar dat kon. Sinds de neolithische revolutie en vooral de industriële revolutie is er echter een overdaad aan voedsel te verkrijgen met weinig inspanning. De snelheid waarmee dit zich voltrokken heeft, is te groot voor de adaptatiesnelheid van de menselijke evolutie, zodat gedrag en fysiologie nog gericht zijn op de levenswijze uit het Pleistoceen.
Het totaal aantal vroegtijdige doden in de twintigste eeuw door oorlog, genocide, politieke zuiveringen en hongersnoden lag mogelijk tussen de 180-190 miljoen mensen en maakte daarmee ongeveer 4% uit van het totaal aantal doden. Zelfs deze enorme aantallen slachtoffers konden de groeitrend niet keren.
Mede door anticonceptie kon wel het geboortecijfer omlaag worden gebracht. Belangrijk daarbij werd de pil die in 1962 werd geïntroduceerd. In een aantal landen kon de transitie snel gemaakt worden, met een beperkte bevolkingsgroei tot gevolg. Dit was onder meer het geval in Zuid-Korea, Taiwan en Thailand, waar niet toevallig de welvaart sterk kon stijgen. In enkele Afrikaanse en Centraal-Amerikaanse landen lag de bevolkingsgroei echter boven de 4%, waarmee de verdubbelingstijd op zo'n 16 jaar kon komen. Deze enorme groeicijfers konden samenlevingen onder sterke druk zetten. Dit was vooral het geval in Afrika waar de bevolking tussen 1900 en 2000 zes tot zeven keer gegroeid was.
Bevolkingsbeheersing was lange tijd geen echt politiek onderwerp. Als het dat al was, dan was het juist om groei te bevorderen, zoals onder Hitler en Stalin. Na 1950 leek de groei in een aantal landen echter zo groot dat daar over werd gegaan tot maatregelen om de groei te beheersen. In India werden burgers na 1952 aangemoedigd om de gezinsgrootte te beperken. In de jaren 1970 kwam het zelfs tot gedwongen sterilisatie, maar door de grote tegenstand werd dit weer afgeschaft. Hoewel de bevolkingsgroei tot een derde van die in 1952 was teruggebracht, was de bevolking in de jaren 1990 toch verdubbeld en wordt verwacht dat India over niet al te lange tijd China inhaalt als land met het grootste aantal inwoners. In China werd al vanaf 1970 aangemoedigd om laat te trouwen en niet meer dan twee kinderen te krijgen, terwijl in 1979 de eenkindpolitiek werd ingevoerd. Tussen 1970 en 2000 daalde het geboortecijfer met twee derde, sneller dan ooit in de geschiedenis. In andere landen gold een tegenovergestelde politiek. In veel Europese landen en Japan werd kinderbijslag ingevoerd.
Van de totale bevolking leefde rond 1900 zo'n 225 miljoen mensen in steden, 12 tot 15 procent. Tegen 1950 lag dit rond de 30 procent en rond 2000 was dit met zo'n drie miljard mensen meer dan de helft. Deels bestond deze groei uit migratie vanaf het platteland, maar sinds de sanitaire revolutie waren steden in staat te groeien door een eigen geboorteoverschot. De levensverwachting in de steden werd in een aantal gevallen ook hoger dan op het platteland, een groot contrast met vroeger tijden. Rond 1750 reduceerde de sterfte in Londen bijvoorbeeld de bevolkingsgroei in het gehele land met de helft.

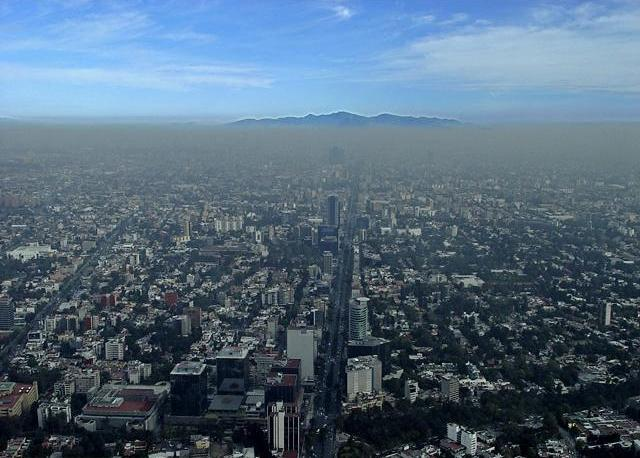
Mexico-Stad in 2009. De enorme bevolkingsgroei van de twintigste eeuw speelde zich vooral af in de steden, wat grote ecologische en sociale spanningen kon veroorzaken

Deze verstedelijking begon in de westerse wereld, gevolgd door de Sovjet-Unie en Latijns-Amerika. In China stimuleerde de overheid het platteland, maar na 1980 vond daar de grootste en snelste verstedelijking ooit plaats. In een periode van 55 jaar migreerden maar liefst 500 miljoen mensen van het Chinese platteland naar de stad. Over de gehele wereld ontstonden steden met soms tientallen miljoenen inwoners. Het leven in de stad vergde andere omgangsvormen dan die in dorpen en had daarmee een grote invloed op alle facetten van het dagelijks leven. Persoonlijk vertrouwen kon niet meer aan de basis staan, waarmee een groter beroep werd gedaan op het rechtssysteem, politie en opvoeding. Reacties daarop varieerden van de vorming van straatbendes tot buurtverenigingen. Hoewel op veel van de stadsproblemen nog geen bevredigend antwoord is gevonden, had het stadsleven dusdanig veel voordelen dat het mensen aan bleef trekken. Oorzaken lagen bij werkgelegenheid, onderwijs, gezondheidszorg en uitgaansleven.
Waar kinderen op het platteland nog bij kunnen dragen in het dagelijks onderhoud door bijvoorbeeld het hoeden van dieren, geldt dit in de stad in veel mindere mate, terwijl meisjes in steden meer kans op onderwijs hebben. Dit alles stimuleerde een geboortedaling die zich rond 1970 zo ver had doorgezet in Duitsland en Japan dat het geboortecijfer dermate laag werd dat de bevolking kromp. Na 1980 was dit ook het geval in Rusland en Oekraïne. Mogelijk worden steden door deze trend opnieuw demografische zwarte gaten, deze keer niet door een hoog sterftecijfer, maar door een laag geboortecijfer.
Verschillen in bevolkingsgroei konden door migratie deels worden opgevangen. Economische groei deed ook de vraag naar mensen toenemen. Gebieden met een kleine bevolkingsgroei en grote economische groei moesten arbeid importeren. Zo migreerden er met de Great Migration tijdens en na de Eerste Wereldoorlog grote groepen Afro-Amerikanen naar het Midden-Westen en de Noordoostelijke Verenigde Staten vanuit de Zuidelijke Verenigde Staten en vanaf de Tweede Wereldoorlog ook naar de Westelijke Verenigde Staten. In de jaren 1960 was een migratie te zien naar West-Europa vanuit Zuid-Europa, Turkije en Noord-Afrika. Tien jaar later was ook Zuid-Europa een importeur van mensen. Zo was de al lang bestaande beweging van mensen die Europa verlieten na vierhonderd jaar omgedraaid. In het Midden-Oosten werd zoveel arbeid geïmporteerd dat de lokale bevolking vrijwel geen handwerk meer deed. Tussen 1975 en 1983 was er ook een grote migratie richting het olierijke Nigeria. In de Verenigde Staten vervijfvoudigde de legale immigratie tussen 1965 en 1995, vooral bestaand uit hoger opgeleide Aziaten. Daarnaast was er een illegale immigratie van miljoenen uit Midden-Amerika. In Canada verdubbelde de immigratie in deze periode. De migratie verlichtte de nood op plaatsen met een sterke bevolkingsgroei, maar ook in de landen met arbeidstekorten. Hoewel de economie profiteerde in de laatste landen, gold dit niet voor de werknemers waarvan de lonen laag konden worden gehouden. Cultuurverschillen waren ook oorzaak dat immigranten over het algemeen een koele ontvangst kregen. Het zou in vele landen nog de nodige immigratieproblematiek tot gevolg hebben.
In Palestina ging dit voorbij deze problematiek. De toenemende instroom aan Joden veroorzaakte weerstand onder de lokale bevolking en leidde na de vorming van de staat Israël tot vier oorlogen. Het Arabisch-Israëlisch conflict zou in de tweede helft van de twintigste eeuw een belangrijke rol gaan spelen in de internationale politiek.

### Energie en milieu
De enorme bevolkingsgroei werd mede mogelijk gemaakt door fossiele brandstoffen. Rond 1890 was dit goed voor ongeveer de helft van het totale energieverbruik, nog voornamelijk steenkool. Met de overgang naar olie werd het gebruik van auto's en vliegtuigen mogelijk, wat een omwenteling betekende voor het vervoer van mensen, maar ook voor de landbouw. De ontwikkeling van verschillende soorten kunstmest, de landbouwmechanisatie en de groene revolutie maakten het bijvoorbeeld mogelijk dat 3 procent van de Amerikanen de rest van het land van voedsel kon voorzien.
Zij die konden beschikken over de nieuwe middelen konden een groot deel van het zware en geestdodende werk over laten nemen door machines die hun leven mobieler, productiever en welvarender maakten. Het betekende wel dat tussen 1900 en 2000 het energieverbruik per inwoner drie- tot viermaal steeg. In dat gemiddelde is nog niet de groter wordende kloof te zien tussen de rijkere en armere gebieden. Zo lag het gemiddelde verbruik in de Verenigde Staten per persoon vijftig- tot honderdmaal hoger dan dat in Bangladesh.
De druk op het milieu nam door dit alles toe. De oppervlakte aan akkerland verdubbelde tussen 1900 en 2000. De toename had zich eerder vooral afgespeeld in gematigde streken, maar vond nu vooral plaats in Midden-Amerika, West-Afrika en Zuidoost-Azië. Voor de wildstand bleef er dan ook minder ruimte over, met als gevolg dat een deel uitstierf. Dit proces is nog steeds gaande en gevreesd wordt dat dit de zesde massa-extinctie kan zijn, de eerste die door menselijk handelen zou zijn veroorzaakt. Ondertussen neemt het aantal dieren dat door mensen wordt gebruikt toe. Rond 2000 bestond zo'n 40% van het landleven en 10% van het zeeleven hieruit. Vooralsnog is onduidelijk welke effecten dit heeft op de biosfeer.

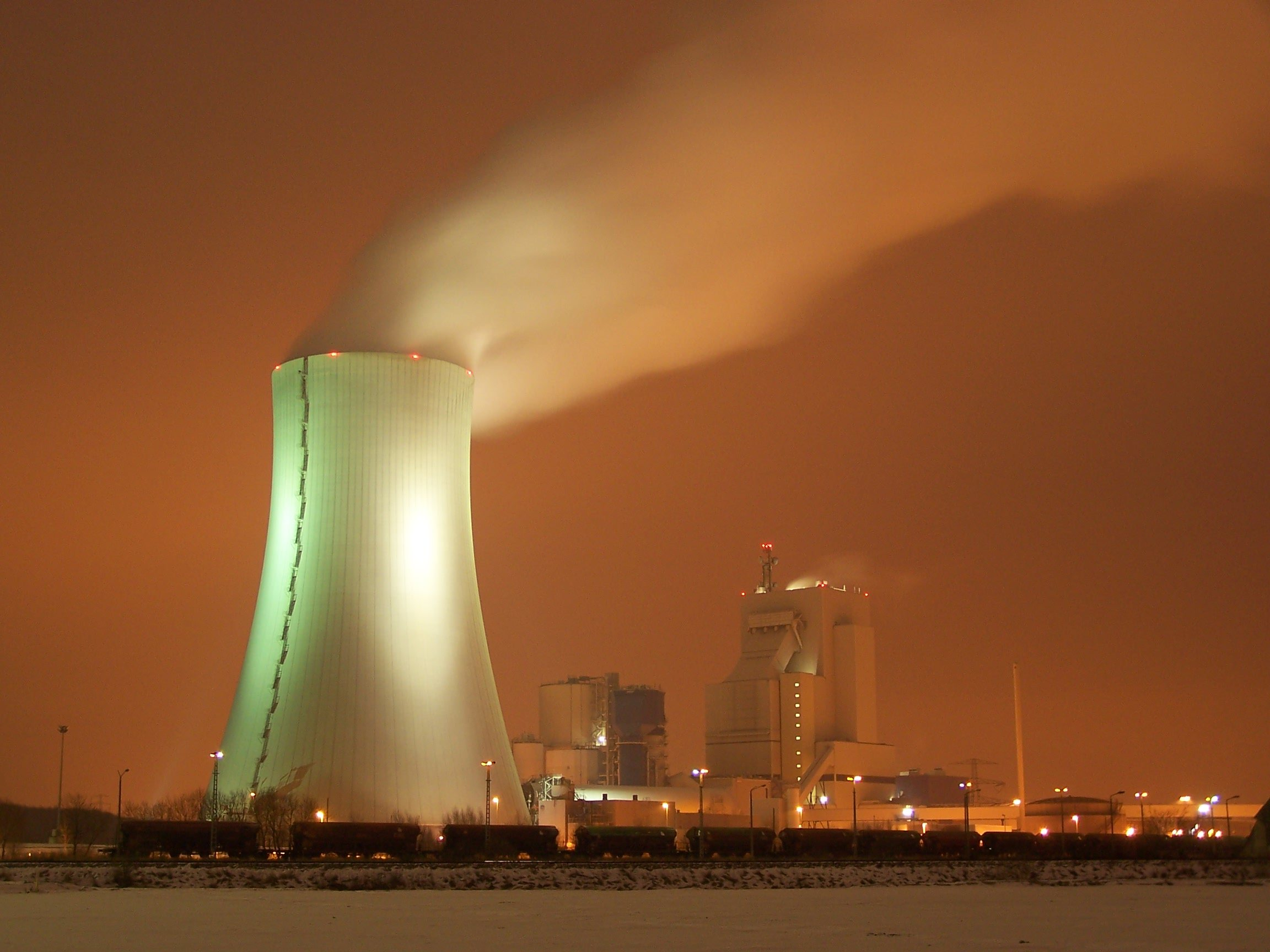
De kolencentrale van Rostock. De twintigste eeuw zag een enorme toename van het energieverbruik. Dit heeft ongekende mogelijkheden gecreëerd, maar ook problemen veroorzaakt waarvan de gevolgen nog niet volledig te overzien zijn

Luchtvervuiling was een ander gevolg van de industrialisatie. In de westerse landen ontstond een milieubeweging door excessen als de Great Smog van 1952 waarbij in Londen duizenden doden vielen. Door de overgang naar schonere brandstoffen nam de milieudruk af. In armere industrialiserende landen waar de publieke opinie veel minder invloed had, was dit echter in veel mindere mate het geval. Mogelijk ligt het dodental door luchtvervuiling in de twintigste eeuw tussen de 25 en 40 miljoen mensen. Een probleem dat minder snel is aan te pakken is het versterkte broeikaseffect door de toename van broeikasgassen. Het lijkt er op dat dit een opwarming van de aarde tot gevolg heeft met mogelijk zeespiegelstijging, toename van droogte- en hitteperioden, extreme neerslag en andere effecten. Het verbruik van grondstoffen is een andere zorg. De hubbertpiek was aanvankelijk alleen een model om weer te geven wanneer de piekproductie van aardolie in de Verenigde Staten zou plaatsvinden, maar hoewel het model te simplistisch is om werkelijk een piek te kunnen voorspellen, wordt het gevaar van een terugvallende productie tegenwoordig onderkend voor verschillende grondstoffen.
Het kan nog decennia of langer duren voordat het effect van de klimaatverandering en de afname van biodiversiteit duidelijk is, maar het zou de belangrijkste ontwikkeling van deze periode kunnen zijn.

### Op de rem
De mondialisering had de welvaart doen toenemen, maar ook de ongelijkheid in de wereld vergroot. Weerstand hiertegen groeide en nationalisme nam toe. De eenwording van Duitsland versterkte de positie van Pruisen als onderdeel van het Duitse Keizerrijk als grote mogendheid. Op economisch vlak haalde het al snel het Verenigd Koninkrijk in en ook de bevolking groeide sneller dan die van Frankrijk en het Verenigd Koninkrijk. Het Concert van Europa bleek niet in staat om de daaropvolgende wapenwedloop te beteugelen en een antwoord te vinden op de oosterse kwestie, het vraagstuk wat er met de grondgebieden van het verzwakte Ottomaanse Rijk moest gebeuren. Het opkomende nationalisme met zijn bijkomende idee van exceptionalisme wakkerde de oorlogsstemming aan in de Europese landen, waardoor een vreedzame overdracht van de status als dé grote mogendheid van het Verenigd Koninkrijk naar Duitsland steeds hypothetischer werd. Tijdens de daaropvolgende Eerste Wereldoorlog (1914-1918) wisten de geallieerden ternauwernood te winnen van de centrale mogendheden. Het werd een langdurige loopgravenoorlog waarbij machinegeweren, gifgas, zware artillerie en voor het eerst tanks en vliegtuigen 9 tot 10 miljoen slachtoffers eisten op het slagveld, met daarnaast nog enkele miljoenen burgers. Het werd een dusdanige uitputtingsslag dat een beroep moest worden gedaan op de gehele maatschappij. Deze totale oorlog vereiste een oorlogseconomie waarbij een groot deel van de regie door de overheid uit handen werd genomen van de markt. Zo bleek de productie snel verhoogd te kunnen worden, een les die later in vredestijd zou worden doorgevoerd in planeconomieën. Overigens eiste de daaropvolgende Spaanse griep meer slachtoffers. Mogelijk 20% van de toenmalige wereldbevolking raakte besmet toen de soldaten, waarvan een deel uit de Franse en Britse koloniën kwam, huiswaarts keerden. Schattingen lopen uiteen, maar waarschijnlijk stierven tussen de 20 en 40 miljoen mensen aan deze eerste echt wereldwijde pandemie.
Het einde van de oorlog betekende het einde van het Duitse Keizerrijk, de Dubbelmonarchie en het Ottomaanse Rijk en de vorming van nieuwe landen daaruit. Bij de vorming van het moderne seculiere Turkije werd het Ottomaans Kalifaat afgeschaft, waarmee de islamitische wereld het politieke centrum verloor.

Voor de overwinnaars bleven de gevolgen van de uitputtingsslag echter ook niet uit. De Februarirevolutie maakte in 1917 een einde aan het Russische Rijk en nadat de Voorlopige Regering daar de oorlog voort wilde zetten, kwamen met de Oktoberrevolutie de bolsjewieken onder Lenin aan de macht. Door zijn ballingschap in Duitsland was hij bekend met de kracht van de planeconomie wat grote invloed zou hebben op de communistische Sovjet-Unie. Ook Italië kwam in een politieke crisis terecht, die de fascist Mussolini in 1922 aan de macht bracht. Het totalitarisme van de Sovjet-Unie en Italië leek voor velen de oplossing voor de problemen na de oorlog en beloofde een einde te maken aan de schijnbare willekeur van de economische cycli. De Sovjet-Unie en Italië streefden dan ook naar zelfvoorziening, de eerste overigens met meer succes dan de tweede. Hoewel de mondialisering sterk afnam en het nationalisme juist toenam, werden niet alle internationale banden verbroken. In 1920 werd de Volkenbond opgericht, met de intentie om een einde aan alle oorlogen te maken.

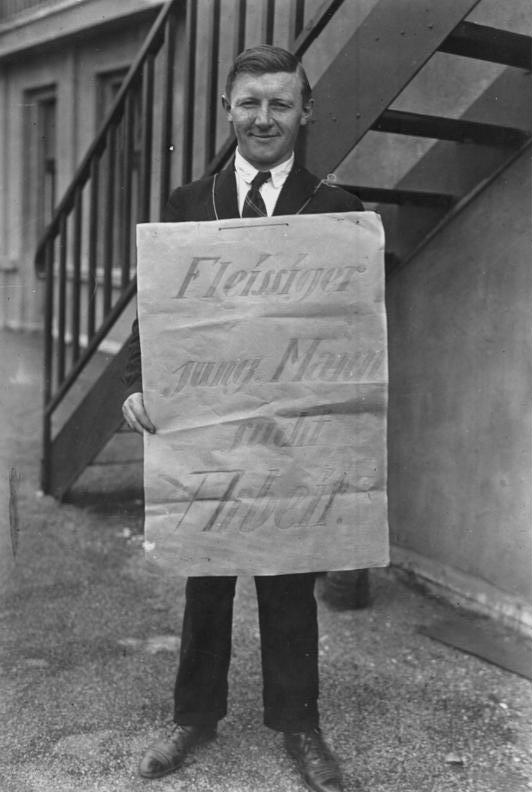
Fleissiger jung. Mann sucht Arbeit. Duitse man in 1928 op zoek naar werk

Met de Eerste Wereldoorlog was de opmars van de mondialisering tot staan gebracht en na de oorlog werkte het streven naar zelfvoorziening remmend op de groei van de internationale handel. Daarnaast kreeg het onder de herstelbetalingen gebukt gaande Duitsland te maken met een hyperinflatie waardoor de import vrijwel onmogelijk werd. De Verenigde Staten waren als de werkelijke winnaar uit de oorlog gekomen en het was vooral hier dat de roaring twenties zich afspeelden. In de jaren 1920 herstelde de internationale handel zich enigszins, hoewel deze sterk fluctueerde. De aandelenkoersen stegen in 1928 in de Verenigde Staten tot enorme hoogten. Het hiervoor benodigde kapitaal werd onttrokken aan de financiering voor de leningen aan Duitsland en de import, vooral van landbouwproducten met een landbouwcrisis tot gevolg. Eind 1929 sloeg de beurskrach toe. Rond de 4000 banken gingen failliet in de Verenigde Staten, ongeveer 40% van het totaal, en de mondialisering maakte dat de daaropvolgende Grote Depressie wereldwijd voelbaar was.
De meeste landen reageerden door terug te grijpen naar de dagen van het mercantilisme en namen protectionistische maatregelen, stelden invoerheffingen en invoerquota in, lieten de gouden standaard los en devalueerden de eigen munt. Individueel hadden deze maatregelen een positief effect kunnen hebben voor het betreffende land, maar collectief genomen resulteerde dit in een krimp van de wereldhandel van 25%, van de wereldeconomie van 20% en een werkloosheid van 20 tot 30% in landen als de Verenigde Staten, Canada en Duitsland.
Na de Eerste Wereldoorlog waren de meeste Europese staten democratieën, maar aan de vooravond van de Tweede Wereldoorlog werden veel Europese landen en enkele Latijns-Amerikaanse dictaturen. Zo werd in 1933 Hitler gekozen als rijkskanselier van Duitsland waarna al snel het stemrecht werd afgeschaft. Zelfvoorziening kon door grote landen als de Verenigde Staten en de Sovjet-Unie in eigen land bereikt worden, hoewel het succes van de laatste beperkt werd door de zuivering van miljoenen vermeende tegenstanders. Ook was de Sovjet-Unie in grotere mate afhankelijk van Westerse technologie en kennis dan veel wordt aangenomen en importeerde deze ondanks Exportcontroles in ruime mate. Frankrijk en het Verenigd Koninkrijk konden beschikken over hun koloniën, maar dit gold niet voor Italië, Duitsland en Japan. Italië wist in 1936 Ethiopië te veroveren, terwijl Japan zijn invloed in China, Taiwan en Korea uitbreidde. Duitsland was na de Eerste Wereldoorlog zijn koloniën kwijtgeraakt en zocht Lebensraum in het oosten, waar het vanaf 1938 Tsjecho-Slowakije overheerste en Anschluss vond met Oostenrijk.

### Oorlog en de lange bloei
Na de Eerste Wereldoorlog waren het Verenigd Koninkrijk, Frankrijk, de Verenigde Staten, Italië en Japan de grote mogendheden, waarbij de laatste twee echter een achtergestelde positie hadden. Het expansionistische Duitsland zocht toenadering tot Italië waarbij het in 1936 kwam tot de as Rome-Berlijn. In 1940 sloot Japan zich aan bij de asmogendheden. De Volkenbond was machteloos en een nieuwe oorlog leek onvermijdelijk.

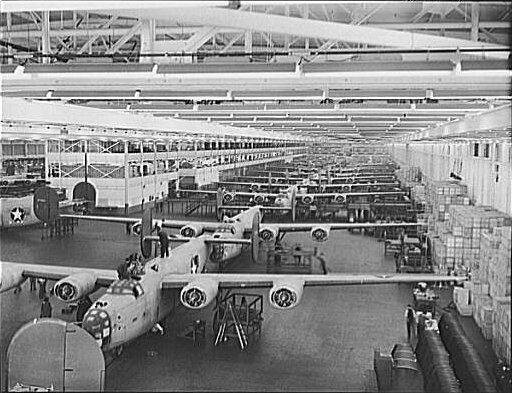
Op het hoogtepunt in 1944 rolde er elke 63 minuten een B-24 van de lijn van Ford in Willow Run. Er waren 1300 bedden voor piloten en bemanning die op hun vliegtuig wachtten

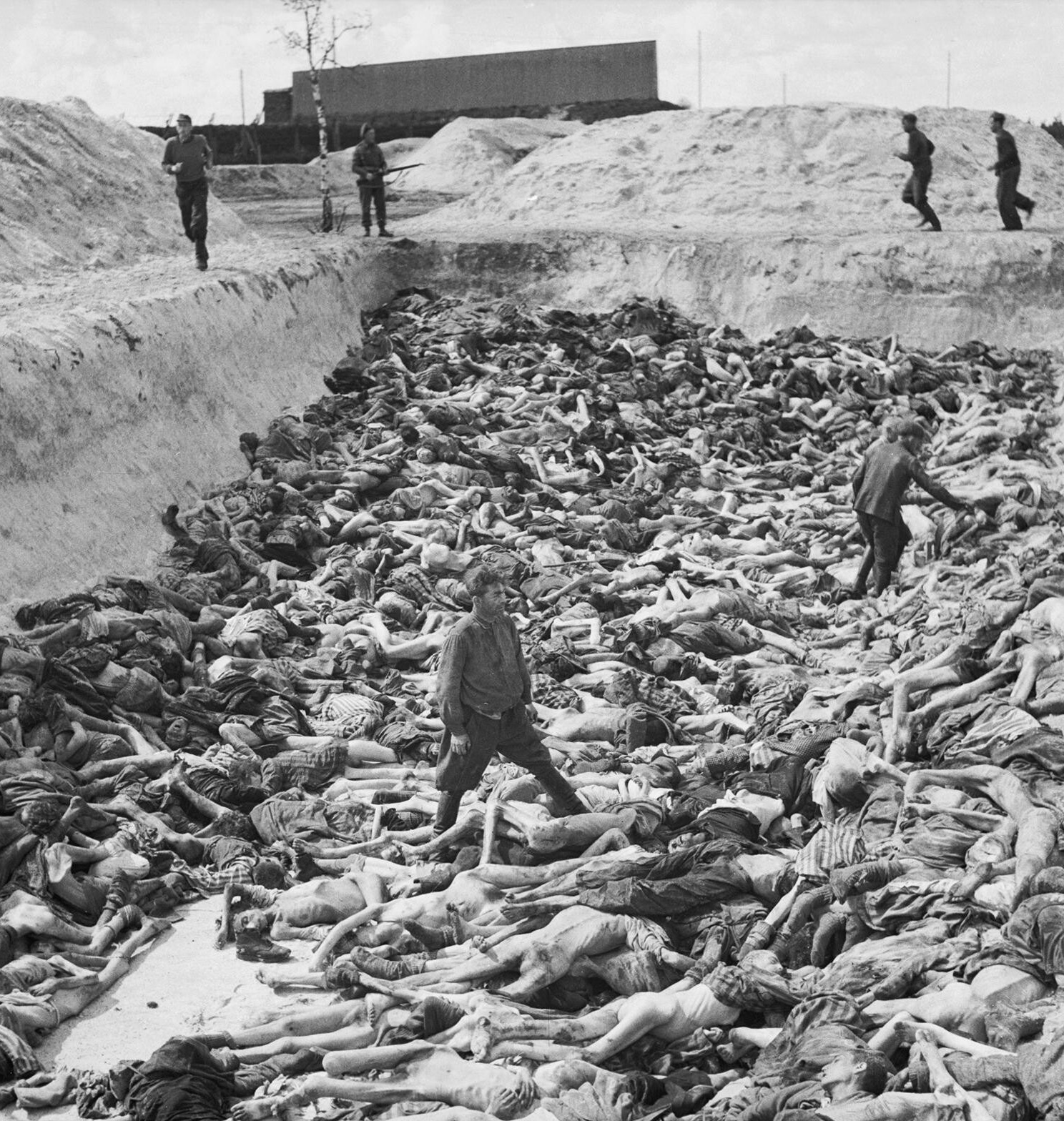
Nazi-arts Fritz Klein in massagraf 3 in Bergen-Belsen
De vraag hoe het mogelijk was dat zoveel mensen in staat waren gebleken om mee te werken aan de uitroeiing van hele bevolkingsgroepen was na de oorlog aanleiding voor diverse onderzoeken zoals het beroemde experiment van Milgram uit 1961. Waar de verwachting van collega's van was dat slechts psychopaten in staat waren om tot het uiterste te gaan, bleek dat gehoorzaamheid aan wat wordt ervaren als legitiem gezag voor zo'n twee derde van de proefpersonen dusdanig belangrijk was dat zij in staat bleek een medemens te doden. Naast deze verschuiving van verantwoordelijkheid en plausibele ontkenning zijn er meer factoren die bijdragen aan de morele ontkoppeling die het mogelijk maakt om afwijkend gedrag dat anders afgekeurd zou worden, toch uit te voeren
Tijdens de Neurenbergse processen werd het verweer van Befehlsnotstand, het beruchte Befehl ist Befehl, verworpen

De daaropvolgende Tweede Wereldoorlog werd de grootste en meest verwoestende oorlog ooit. Het was een samensmelting van vier aanvankelijk afzonderlijke militaire conflicten. In 1937 begon de Tweede Chinees-Japanse Oorlog waarbij Duitsland aanvankelijk China steunde. Gesterkt door de Britse terughoudendheid na de annexatie van Sudetenland en het Molotov-Ribbentroppact viel Duitsland in 1939 Polen binnen, kort daarop gevolgd door de inval van de Sovjet-Unie. Het derde conflict ontstond toen het Verenigd Koninkrijk en Frankrijk daarop tegen de verwachtingen in van Peace for our time Duitsland de oorlog verklaarden. Daarop veroverde Duitsland in een Blitzkrieg de Lage Landen en een deel van Frankrijk. Het vierde conflict rolde zich uit toen Duitsland ondanks het niet-aanvalsverdrag in juni 1941 de Sovjet-Unie aanviel.
Voor de asmogendheden was het zaak de oorlog snel te winnen, aangezien zij op lange termijn geen partij waren voor de geallieerde economieën en weinig toegang hadden tot grondstoffen en vooral olie. Toen er in 1941 een olie-embargo werd afgekondigd tegen Japan, werd dat door hen beschouwd als een verkapte oorlogsverklaring. Zonder deze olie kon Japan zijn Aziatische plannen niet uitvoeren, zodat de oliegebieden van Nederlands-Indië een doel werden. Om dit mogelijk te maken, werd besloten om eerst de Amerikaanse vloot in de Grote Oceaan uit te schakelen. Dit lukte grotendeels met de aanval op Pearl Harbor, maar het betrok wel de Verenigde Staten bij de oorlog. Dit land bouwde in 1942 een militair-industrieel complex dat tweemaal meer produceerde dan de asmogendheden bij elkaar. Ford alleen produceerde al meer dan geheel Italië. Voor elk Japans oorlogsschip werden er in de Verenigde Staten zestien gebouwd. De Sovjet-Unie had veel ervaring met planeconomie en was gewend om te improviseren. Ze was in staat om vanuit het niets in een week een fabriek op te zetten en produceerde elk jaar meer dan Duitsland, waarbij vrouwen een belangrijk aandeel hadden. Hoewel de Duitsers en Japanners enkele jaren voorsprong hadden met de opbouw van hun legers, konden zij hier niet tegenop, ook omdat zij vast bleven houden aan hun voorkeur voor hoge kwaliteit boven massaproductie. Nadat de geallieerden de eerste klappen te boven waren gekomen, werden hun kansen dan ook met de dag beter. De overwinning kwam in Europa met de verovering van Berlijn in mei 1945 en in Azië drie maanden later met de atoombommen op Hiroshima en Nagasaki.
Ongeveer 3% van de wereldbevolking kwam om in deze oorlog, zo'n 60 miljoen mensen. De grootste klappen vielen in de Sovjet-Unie met zo'n 25 miljoen doden en China met mogelijk 15 miljoen doden. In Duitse concentratiekampen stierven zo'n 6 miljoen Joden in het kader van de Endlösung. In de jaren daarna zou het als afschrikwekkend voorbeeld dienen tegen autoritaire regimes en racisme. Etnocentrisme bleef echter aantrekkelijk voor grote groepen mensen.

#### Koude Oorlog
De oorlog brak de macht van een aantal van de eerdere grote mogendheden. Twee supermachten kwamen eruit tevoorschijn. De Verenigde Staten waren al lange tijd de grootste economie. Korte tijd hadden zij als enige de beschikking over een kernwapen en tot op heden bezitten ze de grootste marine ter wereld. De Sovjet-Unie was door Hitler in de rol van supermacht gedwongen en beschikte over het grootste landleger ter wereld en na 1949 ook over de atoombom.

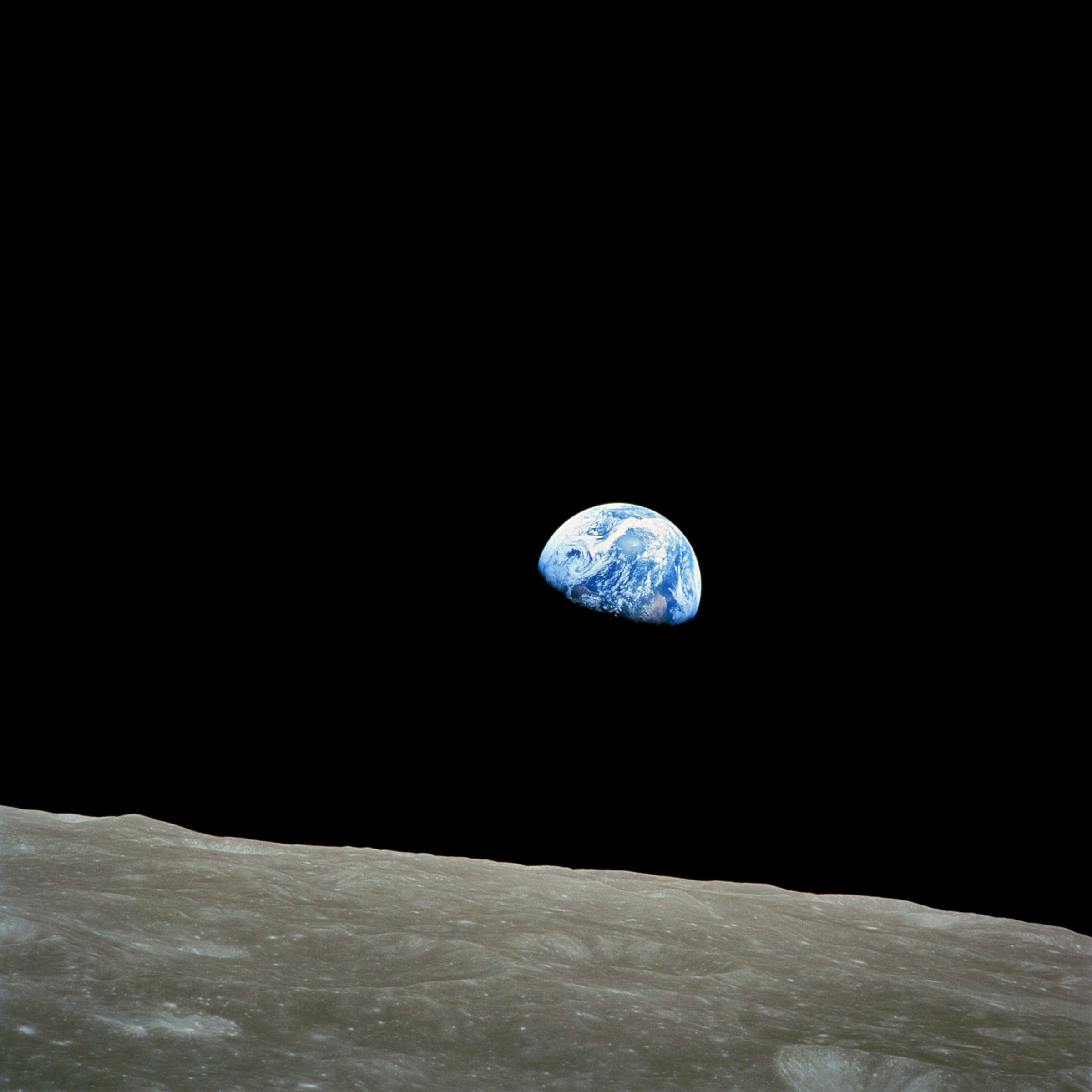
Earthrise (aardopkomst) is een foto van de Aarde, gemaakt in 1968 door astronaut William Anders tijdens de Apollo 8-missie. De ruimtewedloop was een belangrijk onderdeel van de culturele en technologische machtsstrijd tussen de VS en de Sovjet-Unie tijdens de Koude Oorlog. De mogelijkheid om de aarde in zijn geheel te beschouwen door middel van satellietfoto's veranderde de kijk van veel mensen en deed het milieubewustzijn toenemen

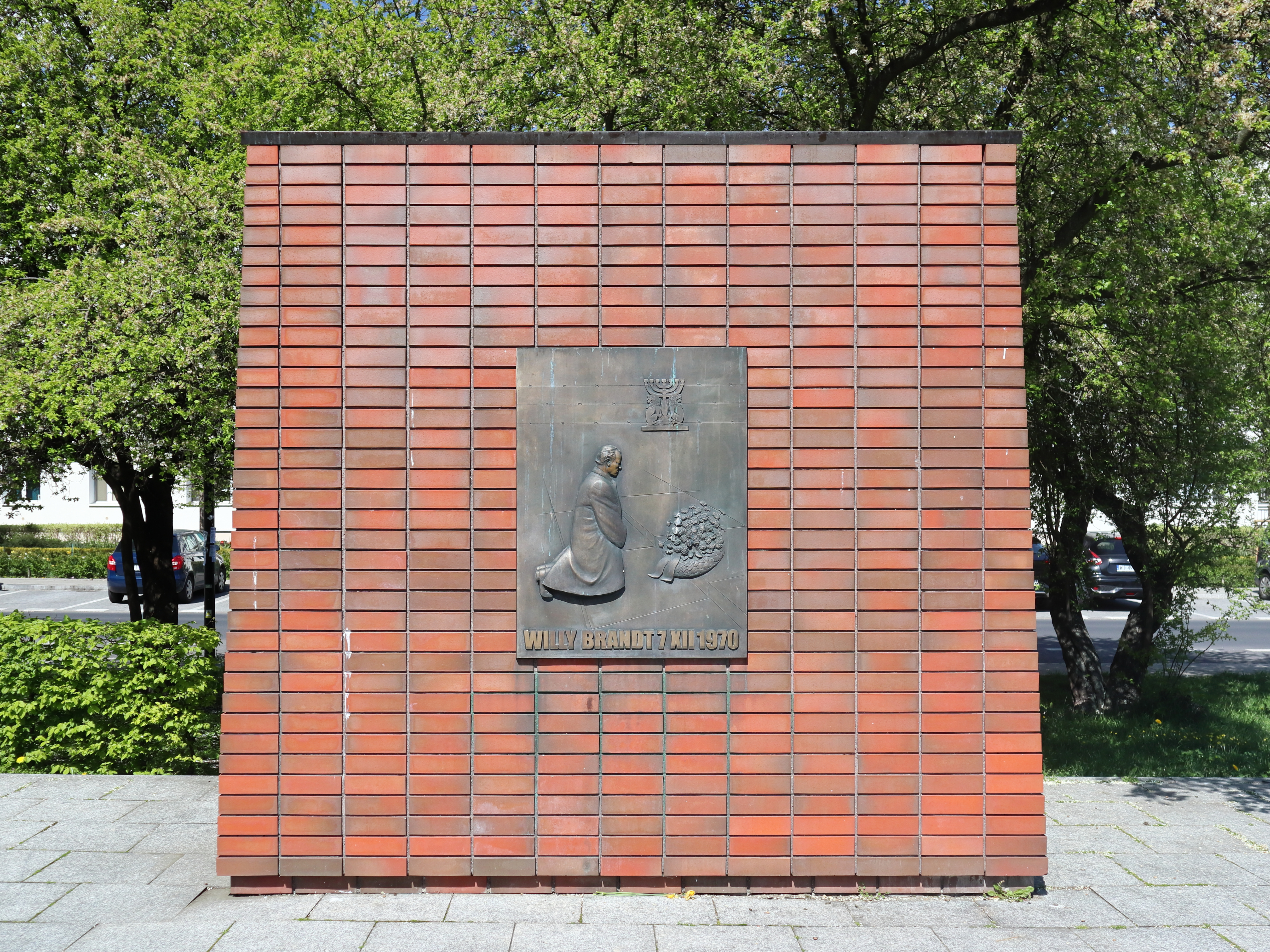
Het Willy Brandt-monument ter ere van de Kniefall von Warschau
Hoewel hij zelf was gevlucht voor de nazi's, maakte Willy Brandt deze knieval in 1970 als bondskanselier van Duitsland bij het monument ter nagedachtenis van de opstand in het getto van Warschau. De onverwachtse boetedoening maakte dat de Polen met meer welwillendheid naar de Duitsers keken

De Verenigde Staten hadden als grote voordeel dat de oorlog zich buiten hun eigen grondgebied had afgespeeld. Het land bezat korte tijd de helft van de industrieën in de wereld en het fordisme met zijn stijging van salarissen had van arbeiders ook consumenten gemaakt. Het nam het voortouw bij de maatregelen die genomen werden om een herhaling te voorkomen van wat er na de Eerste Wereldoorlog was gebeurd en nationalisme, autarkie en militarisme terug moesten dringen. Met onder meer het Marshallplan en de NAVO bond het de Eerste Wereld aan zich. De Verenigde Naties moesten daarbij slagen waar de Volkenbond gefaald had. Daartoe moest onder meer een einde komen aan de beperkingen van de koloniale handel. Monetaire afspraken werden vastgelegd in het Bretton-Woodssysteem en over wereldhandel in de GATT. Mondialisering moest weer op gang komen en om de negatieve gevolgen daarvan te verzachten werd door veel landen een sociale zekerheid opgezet. Dit kon bestaan uit werkloosheidsuitkeringen, pensioen en landbouwsubsidies. De economische politiek van laisser-faire werd grotendeels verlaten en vervangen door een keynesiaanse begrotingspolitiek waarbij de overheid de economie stuurde met het fiscale beleid.
De Sovjet-Unie kende een planeconomie en zou daardoor gevrijwaard moeten blijven van de grillen van de vrije markt. Het voorkomen van een herhaling van 1914-1945 werd door de Sovjet-Unie dan ook niet gezocht in het dempen van wereldwijde recessies, maar in de vorming van de bufferstaten van het Oostblok en een zwak Duitsland en Japan. De heropbouw van deze twee landen hoorde juist bij de politiek van de Verenigde Staten om meer stabiliteit te verkrijgen, maar voor de Sovjet-Unie leek dit op een tegen hen gerichte samenzwering. De spanningen liepen dusdanig op dat vanaf 1949 gesproken kon worden van een Koude Oorlog. Er volgde een wapen- en ruimtewedloop waarbij naast conventionele wapens ook enorme hoeveelheden kernwapens werden geproduceerd, voldoende om de aarde vele malen te verwoesten. Vermeende achterstanden in de wedloop als de bomber en missile gap versterkten dit proces. De wederzijdse verzekerde vernietiging of mutual assured destruction (MAD) weerhield de supermachten van het voeren van een oorlog op wereldschaal en conflicten bleven beperkt tot lokale oorlogen. De vorming van de Europese Economische Gemeenschap in 1958 was mede een poging om de Amerikaanse en Russische overheersing van Europa nog enigszins te beperken.
In 1949 kwam Mao aan de macht in China en er ontstond een communistisch blok van enorme omvang, bekend als de tweede wereld. Vanaf 1964 beschikte het land ook over kernwapens. Beide landen hadden echter een lange geschiedenis van conflicten, een sterk nationalisme en richtten zich op zelfvoorziening. Zo kwam het tot het rode schisma met als dieptepunt de grensconflicten van 1969. Hierna voelde de Sovjet-Unie zich gedwongen een grote legermacht langs de Chinese grens te positioneren. Toen China in de jaren 1970 toenadering zocht tot de Verenigde Staten, leek de Sovjet-Unie omsingeld.

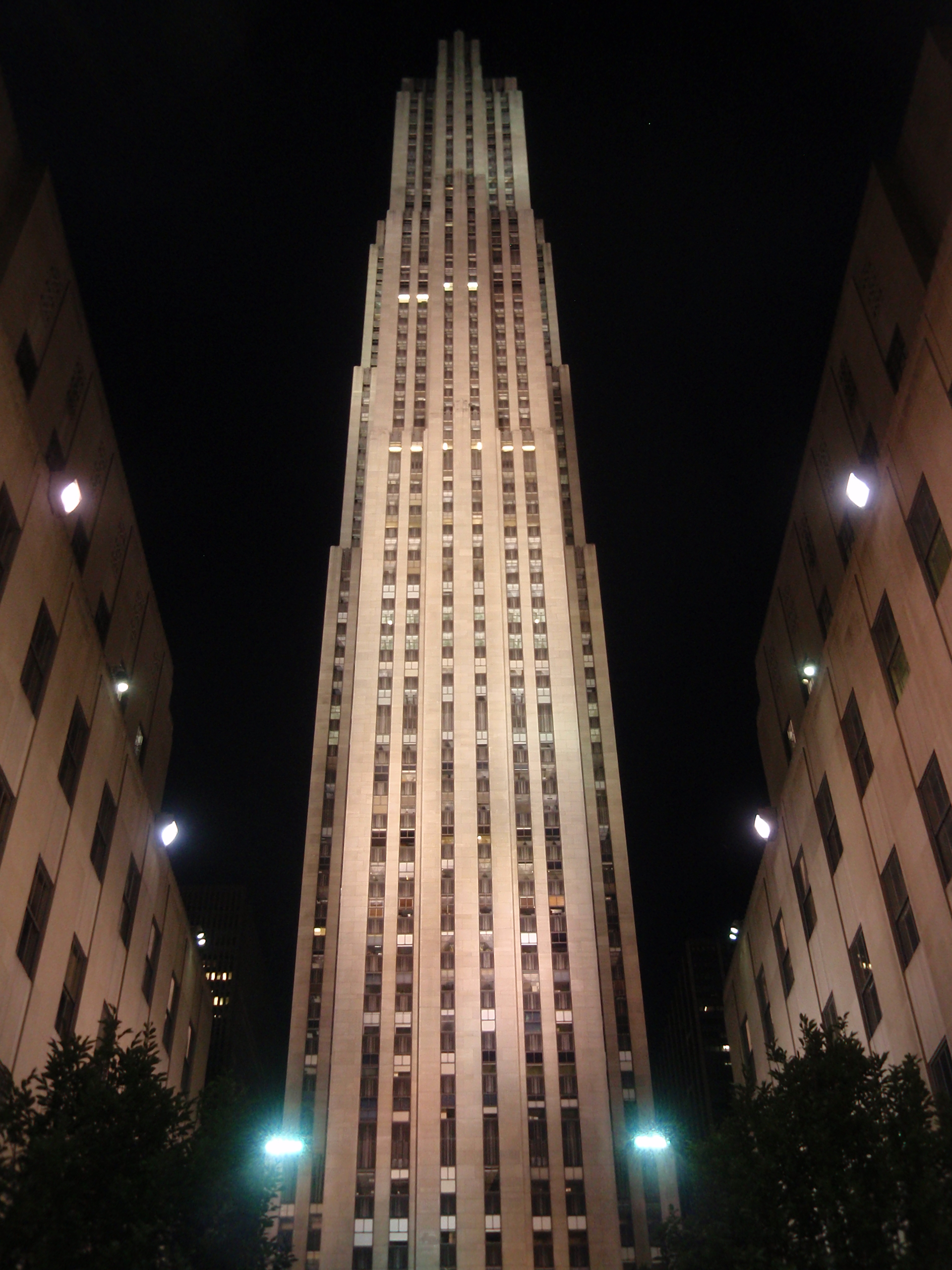
Het GE Building in het Rockefeller Center
en betrokken creatieve vernietiging op de S&P 500. Van de 500 bedrijven die er vanaf 1957 op stonden, waren er in 1997 nog maar 74 over. Een van de meest succesvolle daarvan was General Electric dat het principe van creatieve vernietiging intern toepaste

In de jaren 1970 werd steeds duidelijker wat de gevolgen waren van het ontbreken van concurrentie. Nieuwe technieken en organisatiemethodes kregen maar weinig kansen. Het industriële complex bleef gebaseerd op negentiende-eeuwse techniek en het ontbrak daardoor aan wat Schumpeter creatieve vernietiging noemde, het proces van innovatieve ontwikkeling waarbij oude technieken worden vervangen door nieuwe. Ook de vooruitgang op het gebied van landbouw in het Westen werd hier gemist. Om de bevolking te kunnen voeden, moest zelfs graan uit de Verenigde Staten ingevoerd worden. Siberische aardolie bracht een periode van voorspoed, vooral na de prijsstijgingen na de oliecrisis van 1973 en 1979, maar hieraan kwam een einde met de sterke dalingen van de olieprijzen van halverwege de jaren 1980. Een stagnerende economie gecombineerd met het enorme defensiebudget beperkte binnenlandse vooruitgang. Steeds duidelijker werd dat de stijging van welvaart sterk achterbleef bij die van het Westen, wat leidde tot een toenemende onvrede. In 1985 kwam Gorbatsjov aan de macht en met economische intensivering, glasnost (openheid) en perestrojka (hervorming) probeerde hij de economie op te laten leven door vernieuwingen. De nieuwe openheid bracht echter lang verzwegen zaken aan het licht en ondermijnde het gezag van de partij. In de bufferstaten werd de onvrede ook steeds duidelijker. In 1988 schafte Gorbatsjov de Brezjnevdoctrine af dat ingegrepen kon worden als in deze staten het socialisme bedreigd werd. Het jaar daarop kwam in Oost-Europa het ene regime na het andere ten val, met als hoogtepunt de val van de Berlijnse Muur in 1989. Het jaar daarop ging de DDR al op in de Duitse Bondsrepubliek en eind 1991 viel de Sovjet-Unie uit elkaar. De nadruk op zelfvoorziening en het ontbreken van stimuli voor innovatie bleek niet opgewassen tegen de internationale economie onder leiding van de Verenigde Staten. Dat de Koude Oorlog vreedzaam was geëindigd, was te danken aan het zegevieren van Gorbatsjov over de oude garde van de partij. Het uiteenvallen van de Sovjet-Unie en de abrupte overgang naar een markteconomie pakte echter desastreus uit met een gemiddelde daling van het inkomen van 40% tussen 1990 en 1998.

#### Dekolonisatie
De Eerste Wereldoorlog betekende het begin van het einde van het tijdperk van de Europese kolonisatie. Hoewel het Britse Rijk zijn grootste omvang bereikte in 1921, werd steeds duidelijker dat de koloniale machten niet meer oppermachtig waren. Het Ottomaanse Rijk viel uiteen waarbij de Arabische gebieden onder Franse en Britse invloed kwamen. Een verdere opdeling van Turkije werd voorkomen door Atatürk. Ierland werd in 1922 onafhankelijk van het Verenigd Koninkrijk. Voor zowel Turkije als het Verenigd Koninkrijk zou de afwikkeling hiervan nog voor vele moeilijkheden zorgen in respectievelijk Koerdistan en Noord-Ierland.
Na de oorlog werd door de koloniale machten een politiek gevoerd waarbij het economisch potentieel van de koloniën vergroot moest worden. Dit hield de nodige hervormingen in, waarbij vooral geleund werd op een lokale elite. Onderwijs maakte deel uit van de hervormingen en creëerde een groter politiek bewustzijn onder deze elite. Doordat er bij de hervormingen vrijwel geen rekening werd gehouden met de belangen van de koloniën, groeide de weerstand. Dit werd versterkt door een opkomend nationalisme en de onderdrukking daarvan. De Tweede Wereldoorlog was een keerpunt waarin bleek dat de koloniale machten niet oppermachtig waren. Zij kwamen verzwakt uit deze oorlog en om de koloniale politiek voort te zetten hadden zij de steun van de Verenigde Staten nodig. Deze waren daartoe niet bereid zolang er geen gevaar dreigde van communisme. Wat volgde was een golf van dekolonisatie. Een aantal daarvan ging gepaard met onafhankelijkheidsoorlogen. In 1949 zag Nederland af van zijn aanspraken op Indonesië na wat eufemistisch wel politionele acties (1945-49) worden genoemd. Franse weerstand tegen een onafhankelijke Unie van Indochina leidde tot de Indochinese Oorlog (1946-54), die vanwege de dreiging van communisme werd overgenomen door de Amerikanen als Vietnamoorlog (1957-75). De gruwelen van de Algerijnse Oorlog (1954-62) overtuigden Frankrijk zich terug te trekken uit Afrika. Het einde van Frankrijk en het Verenigd Koninkrijk als werkelijk grote mogendheden werd duidelijk met de Suezcrisis van 1956, waar zij zich bij gebrek aan Amerikaanse steun moesten terugtrekken uit Egypte. In de jaren daarna verkregen de meeste landen hun onafhankelijkheid.
Niet alleen de weg naar onafhankelijkheid was in veel gevallen problematisch, maar ook daarna bleek het in veel voormalige koloniën te ontbreken aan kennis, vaardigheden, financiën en een afzetmarkt om succesvol de overgang te maken. Een snelle bevolkingsgroei kon daarbij een reële achteruitgang van de levensstandaard tot gevolg hebben. Tegenwoordig zijn er nog enkele koloniën en afhankelijke gebieden, vooral eilanden. Daarnaast zijn er verschillende landen waar separatisme tot het uiteenvallen van het land zou kunnen leiden. Dit was het geval bij de Sovjet-Unie en Joegoslavië en tegenwoordig onder meer in China en Indonesië.

#### Hoogconjunctuur
De tweede helft van de twintigste eeuw was een lange periode van hoogconjunctuur. Dit geldt vooral de eerste dertig jaar na de oorlog, de trente glorieuses. Tussen 1950 en 1998 werd de wereldeconomie zesmaal zo groot. Hoewel velen niet beter wisten, was er nooit eerder een dergelijke sterke economische groei geweest. Dit was mogelijk door de bevolkingsgroei, de beschikking over goedkope energie en de vooruitgang in de wetenschap en technologie die al eerder was begonnen. Bretton Woods lag aan de basis van de economische stabiliteit waardoor bedrijven zich wereldwijd konden vestigen, terwijl handelsbarrières verminderd werden via onder meer GATT, wat later onderdeel zou worden van de Wereldhandelsorganisatie (WTO). Met het wegvallen van de koloniale preferentiële handelsovereenkomsten lag de weg vrij voor vrijhandel, wat de economische groei versterkte. In de jaren 1990 sloten het voormalige Oostblok en China zich hierbij aan. Al deze factoren versterkten elkaar tot de great acceleration. Volgens McNeill zou deze versnelling en het effect daarvan op de biosfeer de belangrijkste gebeurtenis blijken te zijn in de twintigste eeuw:
The human race, without intending anything of the sort, has undertaken a gigantic uncontrolled experiment on the earth. In time, I think, this will appear as the most important aspect of twentieth-century history, more so than World War II, the communist enterprise, the rise of mass literacy, the spread of democracy, or the growing emancipation of women.
| Jaar | Bevolking | Bbp   | Bbp per capita | Export |
| --- | --------- | ----- | -------------- | ------ |
| 0 - 1000 | 0,02%     | 0,01% | 0,00%          |        |
| 1000 - 1500 | 0,10%     | 0,15% | 0,05%          |        |
| 1500 - 1820 | 0,27%     | 0,32% | 0,05%          |        |
| 1820 - 1870 | 0,40%     | 0,93% | 0,53%          |        |
| 1870 - 1913 (liberale tijdperk) | 0,80%     | 2,11% | 1,30%          | 3,40%  |
| 1913 - 1950 | 0,93%     | 1,85% | 0,91%          | 0,90%  |
| 1950 - 1973 (gouden tijdperk) | 1,92%     | 4,91% | 2,93%          | 7,88%  |
| 1973 - 1998 (neoliberale tijdperk) | 1,66%     | 3,01% | 1,33%          | 5,07%  |
| De Batillus krijgt bunkers kort na zijn voltooiing in 1976 op de werf Chantiers de l'Atlantique in Saint-Nazaire Door schaalvergroting stegen de reële transportkosten vrijwel niet, waardoor het relatieve aandeel ten opzichte van de prijs van de te vervoeren goederen daalde. Zo maakten transportkosten in 1960 zo'n 30% uit van de prijs in Europa van olie uit het Midden-Oosten, terwijl dit tegenwoordig minder dan 5% is |           |       |                |        |

Eenmalige, maar wel belangrijke bijdragen aan de economische groei waren de toenemende arbeidsparticipatie van vrouwen, mogelijk doordat ze later en minder kinderen kregen, en boeren die naar de stad trokken. De hernieuwde mondialisering bevorderde de groei ook door de toenemende specialisatie en het daarmee gepaard gaande comparatief voordeel volgens Ricardo. De relatieve daling van transportkosten heeft belangrijk bijgedragen aan de wereldwijde handelsrevolutie. Dit werd mogelijk gemaakt door schaalvergroting, nieuwe technologie, betere havens, efficiëntere ladingbehandeling en het varen onder goedkope vlag. Aanvankelijk was de vrachtvaart in de jaren 1960 niet goed in staat de met de florerende economie sterk toegenomen vraag naar transport op te vangen. In de bulkvaart vond vooral na de jaren 1950 een enorme schaalvergroting plaats en ontstonden onder druk van een sterk toegenomen vraag gespecialiseerde bulkcarriers, vooral gestimuleerd door multinationals die op zoek waren naar goedkope grondstoffen van goede kwaliteit. De lijnvaart kon aanvankelijk niet profiteren van deze schaalvergroting. Stukgoed was dusdanig arbeidsintensief dat lijnschepen zo'n twee derde van de tijd in de haven lagen te laden en te lossen. Toenemende wereldhandel, congestie in de havens en arbeidsonrust deed de transporttijd tussen Europa en de Verenigde Staten toenemen tot enkele maanden. Mechanisering bood hierbij een oplossing en uiteindelijk zou het overgrote deel van het stukgoedvervoer plaatsvinden met containers. Het bleek nu mogelijk dezelfde lading in een week van kust tot kust te verschepen en maakte internationale handel op een tot dan toe ongekende schaal mogelijk.

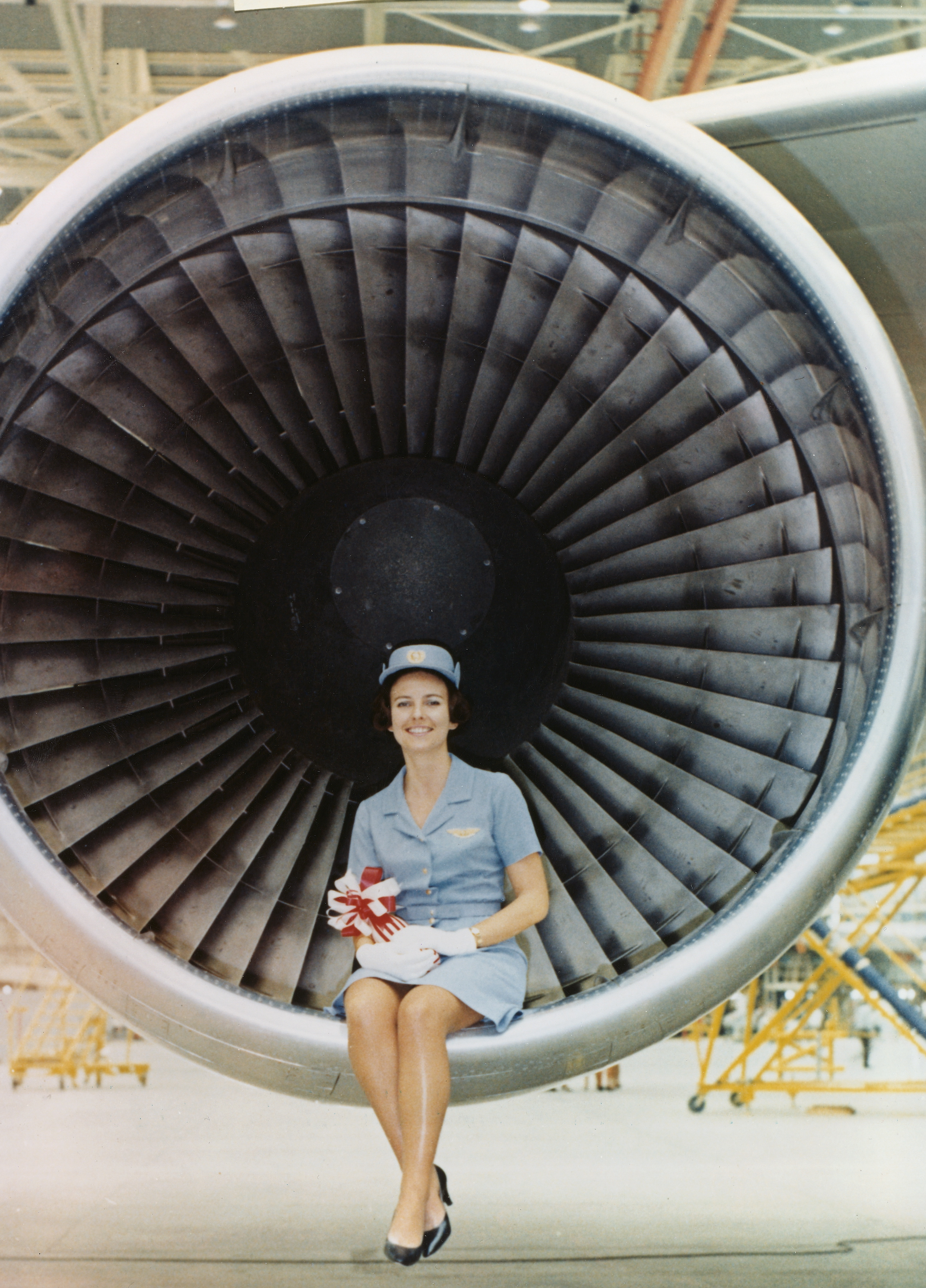
Purser Wiveca Ankarcrona van SAS in een Pratt & Whitney JT9D van een Boeing 747 om te laten zien hoe groot de straalmotor is
De 747 kon tweeënhalf keer zo veel passagiers vervoeren als de in die tijd populaire Boeing 707 en moest een oplossing betekenen voor de almaar drukker wordende vliegvelden

De mondialisering was ook mogelijk door de revolutie in de luchtvaart, waar het straalvliegtuig lijnvluchten op grote schaal mogelijk maakten. Daarmee werden de dieselmotor in containerschepen en de gasturbine in vliegtuigen de voortstuwers van de hernieuwde mondialisering, terwijl de voortschrijdende informatietechnologie de groei van de lijndiensten beheersbaar hield.

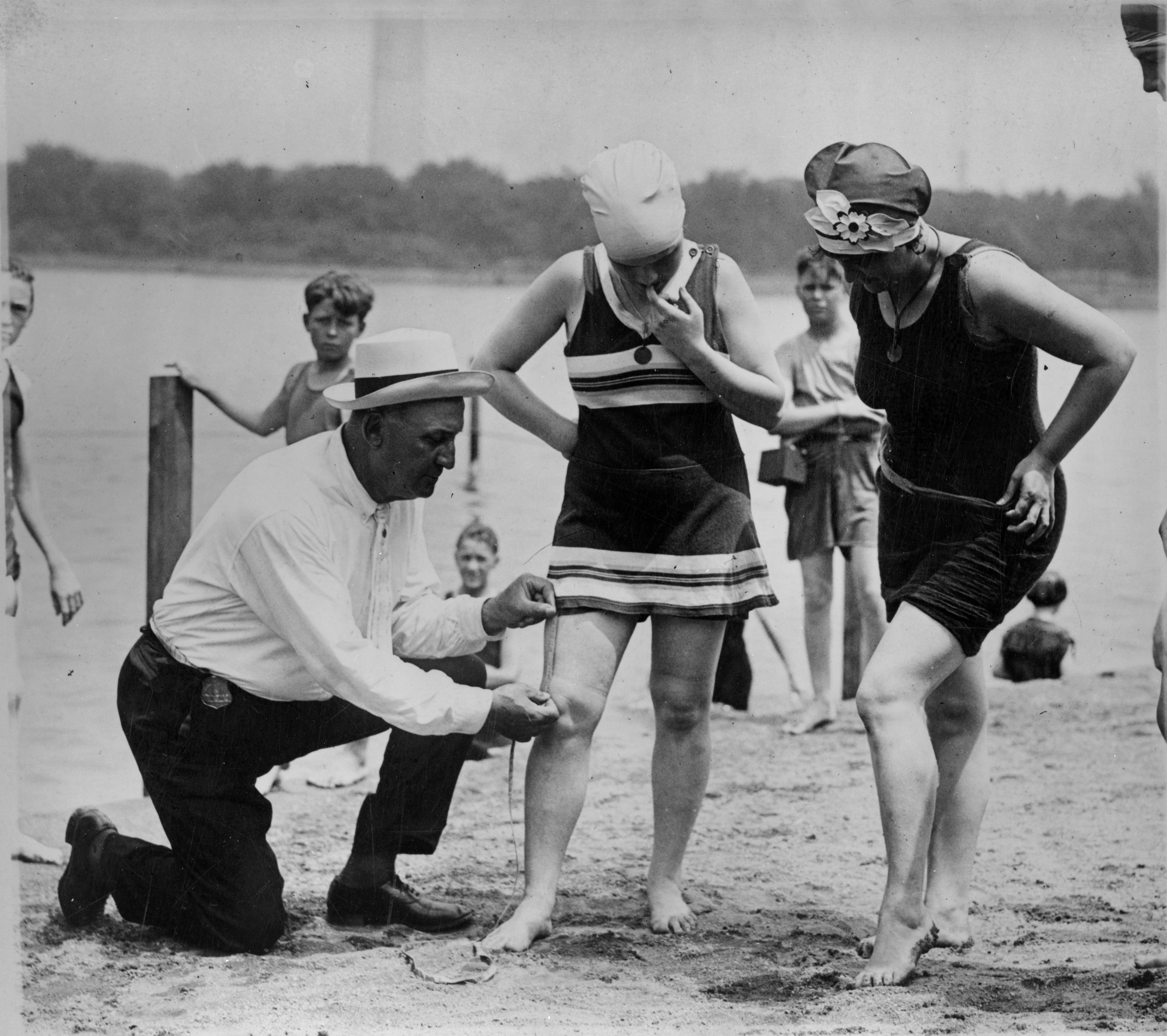
Strandpolitie meet de afstand tussen knie en badpak, Washington, D.C., 1922. De jaren 1960 lijken nog ver weg
In de VS ontstond de consumptiemaatschappij al in de jaren 1920, de roaring twenties met flappers die al weigerden te voldoen aan de geldende normen. Europa volgde na de Tweede Wereldoorlog en met de nodige vertraging ook landen daarbuiten. Met de televisie werd de auto het symbool van die nieuwe maatschappij. De individuele ontplooiing werd geleidelijk belangrijker en zo ontstond een jeugdcultuur die zich juist afzette tegen de oudere generatie. Bestaande structuren en normen en waarden verdwenen niet direct, maar werden vanaf toen wel ter discussie gesteld. Gezag was niet langer vanzelfsprekend, maar afhankelijker van vaardigheid. Flowerpower, de hippie-leefstijl en vrij druggebruik waaiden over uit Californië, terwijl de seksuele moraal vrijer werd. Ook de vrouwenbeweging liet sterk van zich horen met de tweede feministische golf

In Europa had de wederopbouw een sterke groei tot gevolg tussen 1950 en 1973, met een opmerkelijke groei in Duitsland, het Wirtschaftswunder. Het grote voorbeeld was echter het Japans economische wonder met een gemiddelde jaarlijkse groei van 10% tussen 1950 en 1973. In China had de Grote Sprong Voorwaarts van 1958 desastreuze gevolgen. Naast tientallen miljoenen doden stagneerde de economie, onder meer door de collectivisatie van bestaande zelfstandige boerderijen. Na de dood van Mao in 1976 kwam er echter een einde aan deze politiek en volgden economische hervormingen met een liberalere industrie- en handelspolitiek. Honderden miljoenen boeren trokken naar de steden om in meer productieve banen bij te dragen aan een gemiddelde jaarlijkse groei van 8% tussen 1978 en 1998.
De kapitaalstromen namen in deze periode ook sterk toe. Een groot deel bestond daarbij uit directe buitenlandse investeringen door multinationals. Door de grootte van hun investeringen konden deze bedrijven grote invloed uitoefenen op de politiek, vooral in ontwikkelingslanden. De jaren 1970 zagen twee oliecrises met scherpe stijging van de olieprijzen. De economische groei nam af, terwijl werkloosheid en inflatie stegen. Enkele landen reageerden met een liberalisering van de vermogensmarkt. Deregulering in combinatie met vernieuwingen op het vlak van informatietechnologie maakte het steeds eenvoudiger om enorme bedragen binnen de kortste keren over de wereld te verschuiven op zoek naar het hoogste rendement. Door financiële innovatie werden steeds meer onderdelen uit de reële economie omgezet in financiële producten en het werd makkelijker geld te verdienen op de financiële markten dan in de industriële economie. Waar het overgrote deel van het kapitaal in de periode 1870-1914 bestond uit langetermijninvesteringen, gold dat door deze zogenaamde financialisering er in toenemende mate sprake was van investeringen voor de korte termijn. De handel in buitenlandse valuta nam dusdanig grote vormen aan dat in de jaren 1990 elke week voor bedragen werd gehandeld die gelijk waren aan het bruto nationaal product van de Verenigde Staten. Doordat kapitaal zich zo snel kon verplaatsen, was er voor kleinere landen nog maar weinig ruimte voor een monetair beleid om de economie te sturen. Te grote afwijkingen hadden direct invloed op de wisselkoers en obligatienoteringen. In grotere landen had dit tot op zekere hoogte een dempend effect op de inflatie, maar in kleinere landen kon het versterkend werken. Voor hen die over kapitaal konden beschikken, namen de kansen toe, maar zij die slechts arbeid aan konden bieden, hadden een kleinere kans op welvaartsstijging. Welvaart volgt dan ook niet meer de normale verdeling zoals in vroege samenlevingen, maar de Pareto-verdeling waarbij grote uitschieters voorkomen die niet gerelateerd zijn aan de mate van inspanning die ervoor geleverd is.
De stijging van de olieprijzen in de jaren 1970 had zowel een stijging van inflatie als verminderde economische groei tot gevolg, zogenaamde stagflatie. Dit deed het vertrouwen in het keynesianisme afnemen. In plaats van een fiscaal beleid kwam de nadruk nu te liggen op een monetair beleid. De economie werd niet langer gestuurd door belastingmaatregelen en overheidsuitgaven, maar vooral door ingrijpen in de geldhoeveelheid, vaak indirect met de discontorente. Het overheidsingrijpen zou echter terughoudend moeten plaatsvinden. De kredietcrisis die ten slotte in 2008 uitbrak — en een jaar later werd gevolgd door de eurocrisis — maakte echter dat de overheid weer een grotere rol op zich nam.

### Nieuwe geopolitieke en sociale verhoudingen
In 1979 betekenden de Iraanse Revolutie en de Saoedische reactie op de bezetting van de Grote Moskee in Mekka het begin van een langdurige wedijver tussen het sjiitische Iran en het soennitische Saoedi-Arabië. Voor die tijd had het Europees imperialisme in het Midden-Oosten al bijgedragen aan een terugkeer naar een zo letterlijk mogelijke interpretatie van de Koran en de Hadith en dit moslimfundamentalisme uitte zich in Saoedi-Arabië als het salafisme. De sluimerende politieke islam kreeg zo steeds meer voet aan de grond en jihadisme werd daarbij door beide landen gestimuleerd, niet alleen ideologisch, maar ook met grote geldstromen. Tijdens de Koude Oorlog en de Sovjet-Russische invasie in Afghanistan kwam dit het Westen ook goed uit, maar het keerde zich al snel tegen de westerse invloed. Zelfmoordaanslagen werden vanaf 1983 toegepast door Hezbollah en sindsdien ook door andere groeperingen, zowel sjiitisch als soennitisch. Een omslagpunt waren de aanslagen van 11 september 2001, waarna het Westen het moslimextremisme in toenemende mate als een bedreiging ervoer. De tegenstellingen tussen het Westen en de radicale islam werden versterkt door radicale groeperingen als de Taliban en al Qaida. De Irakoorlog van 2003 en de Afghaanse Oorlog brachten de Verenigde Staten onaangenaam dicht bij Iran en Rusland, wat voor Rusland versterkt werd door de uitbreiding van de NAVO met landen uit het voormalige Warschaupact en de toenadering van Oekraïne richting Europa. De Annexatie van de Krim door Rusland en de daaropvolgende oorlog in Oost-Oekraïne begin 2014 — met in het verlengde hiervan zaken als de ramp met de MH17 — zorgden ervoor dat de spanningen tussen Rusland en het Westen weer toenamen.
In de Arabische wereld bracht ook de Arabische Lente grote onrust, waardoor landen als Libië en Syrië gedestabiliseerd raakten. De Syrische Burgeroorlog en de instabiele situatie in Irak maakten de opkomst van Islamitische Staat mogelijk, dat midden 2014 dan ook grote delen van Irak en Syrië had weten te veroveren en ook in andere delen van de wereld terreuraanslagen pleegde. Een en ander droeg bij aan een reusachtige vluchtelingenstroom richting Europa.

### Informatietechnologie
Rond 2002 had de helft van de wereldbevolking nog nooit een telefoongesprek gevoerd. De mobiele telefoon bracht hierin snelle verandering. Terwijl in sommige landen vaste telefonie nog steeds niet meer dan 1% van de bevolking bereikt en wereldwijd zelfs een afname liet zien, beschikte in 2009 67% van de wereldbevolking over een mobiele telefoon. Het internetgebruik steeg minder snel, eind 2008 had 23% toegang. Grote verschillen bestaan hier nog tussen de ontwikkelde landen en de ontwikkelingslanden. Toegang in de laatste is niet alleen beperkt, maar die toegang die er is, vindt vaak nog plaats door inbellen. De daling van de kosten heeft grote gevolgen gehad. In 1930 kostte een gesprek van drie minuten tussen Londen en New York nog $300 en in 1970 ongeveer $20. Aan het begin van de eenentwintigste eeuw waren deze kosten verwaarloosbaar geworden. Naast de enorme hoeveelheden kapitaal die daardoor in een mum van tijd van locatie kunnen veranderen, betekent het ook dat kennis en informatie beschikbaar komen voor grote groepen mensen die daar eerder van verstoken waren. Door de democratisering van kennis en informatie kan de overheid meer mensen sneller bereiken, maar tegelijk bestaat de kans dat zij hierdoor een deel van haar macht verliest. De sociale ongelijkheid is door deze democratisering ook zichtbaarder dan ooit, wat wrevel en onrust kan doen toenemen in staten waar een groot verschil bestaat tussen een kleine rijke elite en de grote arme meerderheid van de bevolking.
De ontwikkeling van de computer met zijn rekenkracht opende mogelijkheden die eerder ondenkbaar waren en zorgde voor een nieuwe informatierevolutie, die ook wel bekend is als de digitale revolutie. Wetenschappelijke modellen konden snel worden doorgerekend, ontwerpen kon elektronisch plaatsvinden en processen konden geautomatiseerd worden. Via internet zijn deze mogelijkheden ook wereldwijd en gelijktijdig mogelijk geworden. Miniaturisering bracht deze technieken ook binnen bereik van de gewone consument, terwijl kunstmatige intelligentie op een aantal vlakken al de menselijke intelligentie voorbijstreeft.

### Kansen, risico's en onzekerheden
Nieuwe technologieën maken het mogelijk dat de mens een grotere beheersing van de natuur heeft dan ooit. De menselijke leefomgeving wordt in grote mate gevormd door bouwkundige constructies, infrastructuur en cultuurlandschappen, terwijl met lucht- en ruimtevaart zelfs het hemelruim en de nabije ruimte hierbij wordt betrokken. Met genetische technologie kunnen de genen van organismes gericht veranderd worden, terwijl informatie- en communicatietechnologie steeds meer menselijke beperkingen opheft.

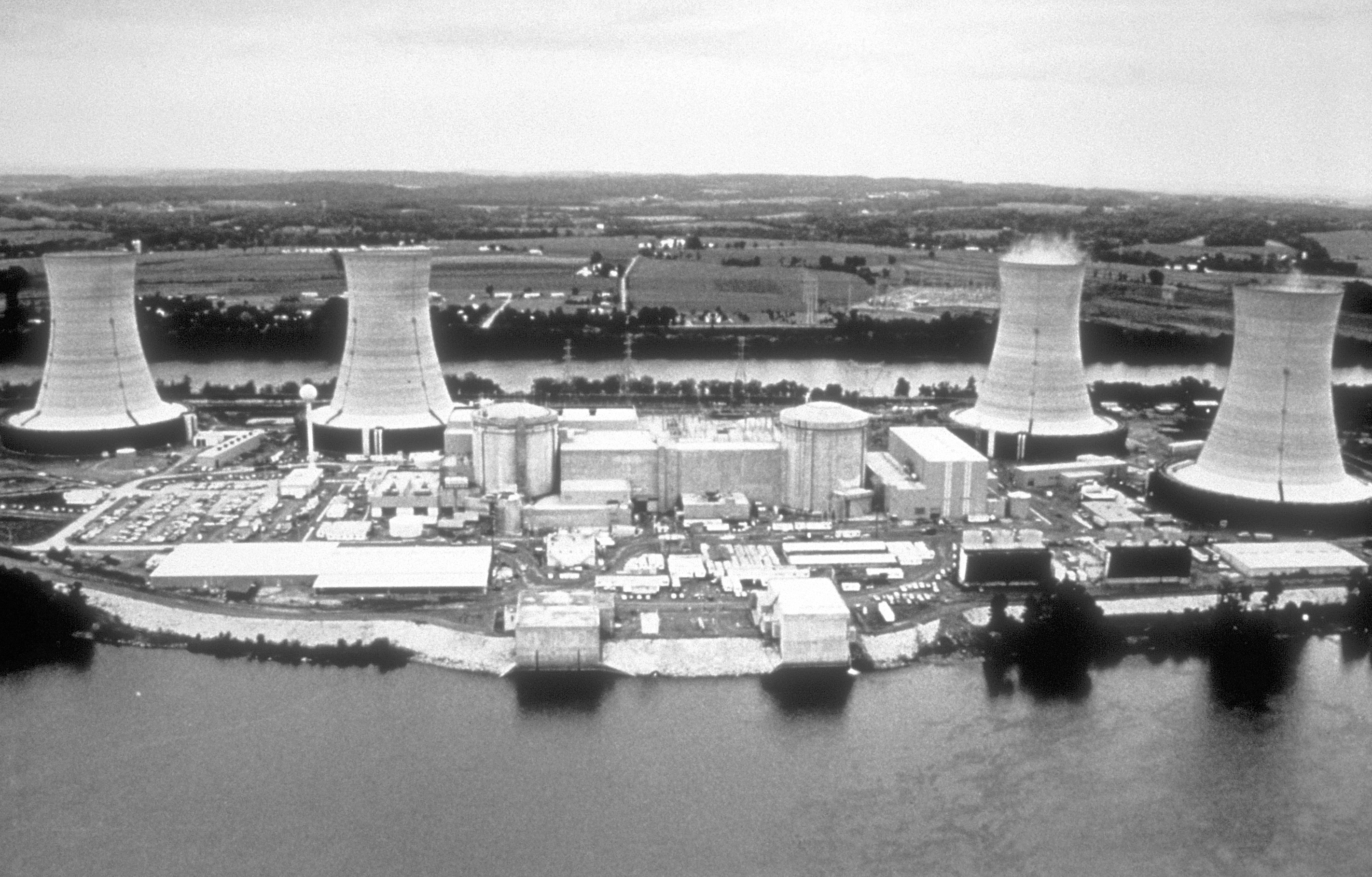
Het kernongeluk van Three Mile Island heeft nieuwe vormen van risicomanagement tot stand gebracht. Zo ontwikkelde zijn theorie van systeemongelukken die stelt dat ongevallen onvermijdelijk zijn bij complexe interacties met sterke koppelingen. Daarom zet hij onder meer kanttekeningen bij risicoanalyse. Storingen en ongevallen kunnen relatief zeldzaam voorkomen, waardoor uit een risicoanalyse volgt dat bijvoorbeeld kernenergie weinig risico heeft en daarom toelaatbaar is. Perrow stelt dat de mogelijke gevolgen dusdanig zijn dat deze techniek toch verlaten moet worden. Er is wel een tijdlang een aanzienlijke terughoudendheid geweest bij het bouwen van nieuwe centrales, maar het heeft niet geleid tot grootschalige afbouw

Tegenover de kansen staan de risico's. Knight maakte daarbij onderscheid tussen risico waarvan de verwachting te berekenen is en onzekerheid waarvan de kansverdeling onbekend is, Knightiaanse onzekerheid. Vooral dat laatste maakt dat de mens niet ten volle in staat is om de gevolgen van zijn handelen te overzien. De niet-lineariteit, de zelfoverschatting en de risico's die hiermee gepaard gaan, zijn altijd aanwezig geweest. Met de toegenomen mogelijkheden is echter ook het desastreuze potentieel toegenomen. Een foute beslissing of beleid had in de prehistorie gevolgen voor enkele tientallen of honderden mensen. Tegenwoordig kan de aarde enkele malen vernietigd worden door kernwapens en zijn de potentiële gevolgen van genetische modificatie niet goed te overzien. De invloed van de mens op het ecosysteem is duidelijk meetbaar en heeft mogelijk verregaande gevolgen. Het wereldwijd steeds fijnvertaktere netwerk maakt dat ook computervirussen en financiële crisissen zich met ongekende snelheid kunnen verplaatsen. De zekerheid dat er bij elk systeem fouten optreden doet Perrow de vraag stellen of bepaalde technologieën nastrevenswaardig zijn als systeemongelukken onvermijdelijk zijn.
Daartegenover bestaat het vooral sinds de Verlichting sterke idee dat de huidige moeilijkheden opgelost kunnen worden met de vooruitgang van wetenschap en technologie. Het vooruitgangsgeloof leeft onder meer voort bij Kurzweil die in de toekomst een zogenaamde technologische singulariteit ziet waarin de mensheid vergaand versmelt met haar technologie en haar omgeving totaal kan beheersen. Dit zeer positieve panglossiaanse idee heeft echter de nodige kritiek te verduren.
Naast deze moderne heilige graal staat de moderne versie van het einde der tijden. Zo is het de vraag of wetenschappelijke, technologische en economische vooruitgang gepaard gaan met maatschappelijke vooruitgang en of er geen nieuwe problemen gecreëerd worden. Voor Lyotard was Auschwitz het einde van het idee van universele vooruitgang. Cyberneticus De Garis ziet zelfs een totale uitroeiing van de mens in het verschiet door zijn uiteindelijk uit de hand lopende dolgedraaide technologie: ofwel wordt de mens door een ultra-intelligente kunstmatige intelligentie terzijde geschoven, ofwel vergiftigt de mens zijn leefomgeving zozeer dat hij niet meer op de Aarde kan leven.
Tussen deze twee uitersten bevinden zich meer gematigde overtuigingen, die evenwel kritisch kunnen zijn. Zo waarschuwt Morozov voor een moderne vorm van technologisch utopisme, solutionisme, het idee dat alles met techniek, liefst on-line, is op te lossen.

#### Voorspellingen
De waarde van voorspellingen werd door Drucker samengevat:
If anyone suffers from the delusion that the human being is able to forecast beyond a very short time span, look at the headlines in yesterday's paper, and ask which of them anyone could possibly have predicted a decade or so ago. [...] We must start out with the premise that forecasting is not a respectable human activity and not worthwhile beyond the shortest of periods. Strategic planning is necessary precisely because we cannot forecast.
Desondanks zag Bell een nieuwe elite ontstaan in een postindustriële samenleving die zich onderscheidt door zich niet te richten op het verleden, maar op de toekomst met prognoses, modellen en systeemanalyses. Touraine stelt zelfs dat er een geprogrammeerde maatschappij zal ontstaan met technocraten en bureaucraten als de nieuwe elite, die evenwel geen eenheid zal vormen. Volgens Beck zijn de gevaren en risico's in de huidige risicomaatschappij echter niet terug te brengen tot slechts technische feiten, maar moet er ook een normatief oordeel worden gegeven over hoe men wil leven. De vraag is dan ook in hoeverre morele en ethische beslissingen die een hele samenleving aangaan, over moeten worden gelaten aan enkele experts. Beck stelt dat de definitiemacht in deze gevallen niet slechts bij deskundigen moet liggen.
Problematisch bij alle voorspellingen is de rol van willekeur waardoor de Zwarte Zwanen van Taleb de geschiedenis beïnvloeden op een manier die niet te voorzien is. Scenarioanalyse wordt dan ook wel als alternatief gebruikt om voorbereid te zijn op het ongekende.